# Повстання на панцернику «Князь Потьомкін-Таврійський»

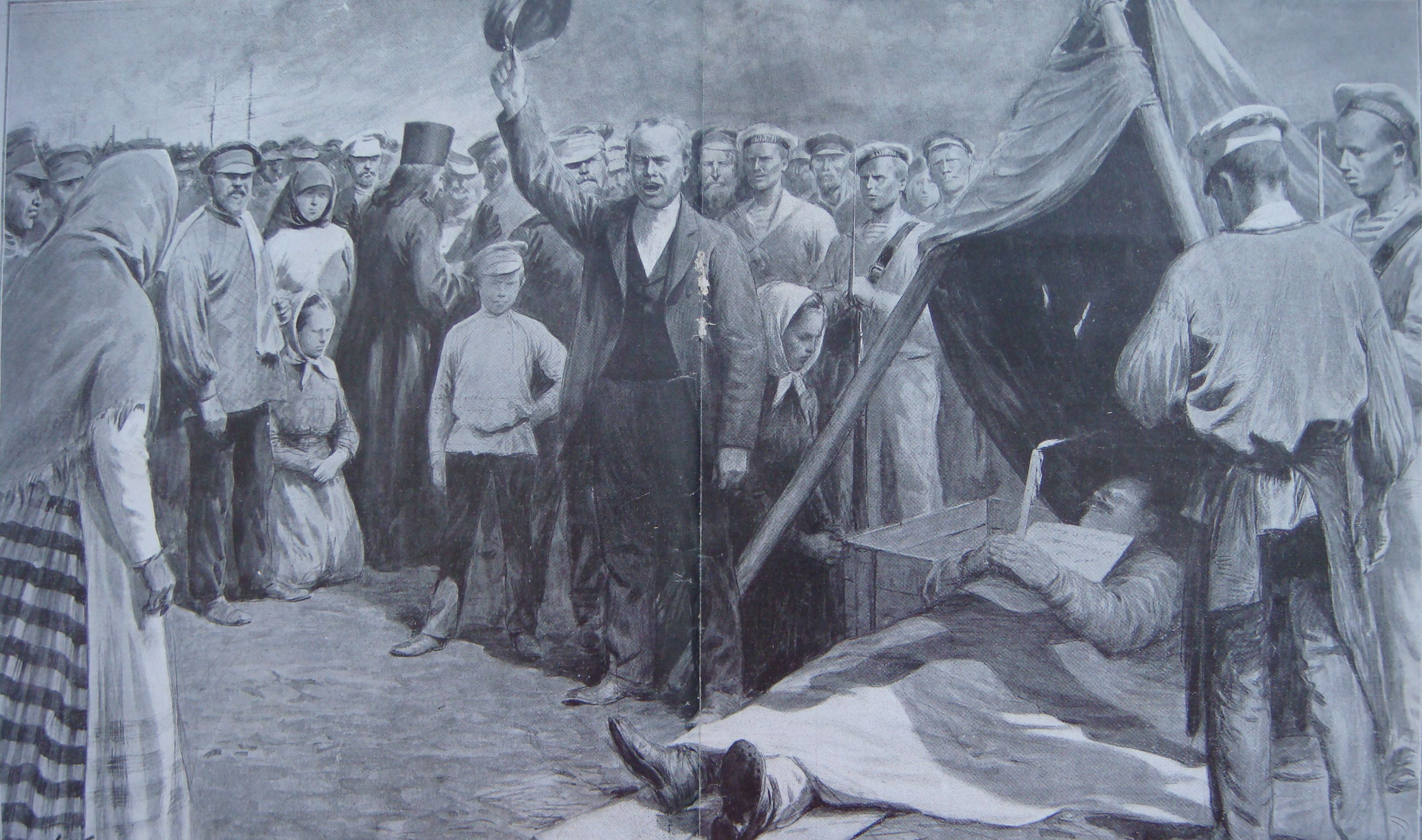
Малюнок часів повстання із зображенням мітингу над тілом загиблого унтер-офіцера Григорія Вакуленчука

Повстання на броненосці «Князь Потьомкін-Таврійський» (також відоме як «обурення», «непокора», «відкритий опір», «бунт», «заколот») — одна з найпомітніших подій революції 1905—1907 років в Україні та перший випадок збройного заколоту цілої військової частини в ході цієї революції. Проходило з 14 (27) червня по 25 червня (8 липня) 1905 року.
У ході стихійного обурення, що почалося через неякісну їжу, матроси захопили корабель у свої руки, убивши при цьому частину офіцерів. Не маючи чіткого плану подальших дій, повстанці повели корабель в Одесу, де мали намір поповнити запаси вугілля, води і продовольства, підтримати антиурядові виступи, що проходили в місті, і зустрітися з головними силами Чорноморського флоту, які, як вважали повсталі, приєднаються до повстання. Після того, як плани та надії повсталих не виправдалися, панцерник, здійснивши похід до Констанци, а звідти — до Феодосії, через одинадцять днів здався румунській владі, знову повернувшись в порт Констанца.
Повстання на броненосці сприяло поглибленню кризи влади в Російській імперії і мало для неї негативні зовнішньополітичні наслідки. Оцінки повстання в Росії змінювалися відповідно до зміни панівної в країні ідеології — від негативних в імперській Росії до абсолютної героїзації повстання та його учасників в Росії республіканській та, згодом, в радянській, хоча різні аспекти повстання в ці періоди висвітлювалися доволі об'єктивно. У пострадянський час історія повстання або замовчувалася, або спотворювалася з позицій його дискредитації чи гіпертрофування його національної складової.

## Події, що привели до повстання

### Історичний фон
Ситуація в Російській імперії до кінця весни 1905 року була ускладнена такими зовнішньо — і внутрішньополітичними чинниками:
- Непопулярна війна на Далекому Сході з Японією несла Росії поразку за поразкою як на суші (здача фортеці Порт-Артур на самому початку року, невдача битви за Мукден у березні), так і на морі — в травні 1905 року в Цусімській битві Російському імператорському флоту на Далекому Сході було завдано нищівної поразки. Кораблі російської Другої Тихоокеанської ескадри, що загинули під Цусимою, були кораблями Балтійського флоту Російської імперії. Ще в процесі формування і проходження 2-ї ескадри на Далекий Схід на Чорноморському флоті Росії ширилися чутки, що є можливим направлення до театру військових дій і кораблів Чорноморського флоту («3-ї Тихоокеанської ескадри»). Після поразки при Цусімі ці чутки посилилися. Багато матросів побоювалися і опиралися відправці на війну.
- Події 9 січня 1905 року в Санкт-Петербурзі та сплеск революційного терору, що почався за ними, включаючи зухвале вбивство московського градоначальника і генерал-губернатора Великого князя Сергія Олександровича, робили внутрішню ситуацію в Імперії тривожною і вибухонебезпечною. Російські революціонери, прагнучи повалити чинний лад і прийти до влади, діяли за принципом «мета виправдовує засоби»[4] і «чим гірше — тим краще»[5]:83. Навесні 1905 року в деяких містах смуги осілості відбулися єврейські погроми:89.

### Підготовка соціал-демократами збройного повстання на Чорноморському флоті
З початку XX століття на Чорноморському флоті Росії почали з'являтися соціал-демократичні гуртки. У квітні 1904 року ці розрізнені групи об'єдналися в єдину підпільну організацію соціал-демократів — Севастопольську партійну організацію або, як її коротко називали матроси — «Севастопольську централку». III з'їзд РСДРП, що проходив у Лондоні в квітні 1905 року і на якому були присутні лише представники більшовиків, ухвалив рішення проводити в Росії політику, спрямовану на початок збройного повстання. Виконуючи рішення з'їзду, Севастопольська централка почала готувати загальне повстання на Чорноморському флоті, заплановане на осінь 1905 року. Централка встановила зв'язки з комітетами РСДРП низки приморських міст, а також з керівником більшовиків В. І. Леніним, що знаходився в Женеві.
Революційні настрої, що зростали на флоті — заворушення солдатів севастопольської фортечної артилерії на початку червня 1905 року і виступи на їх захист матросів панцерників «Катерина II» і «Три святителі» — змусили Централку пересунути терміни початку повстання на літо 1905 року. Разом з тим броненосець «Потьомкін» вважався у керівників Централки «відсталим» в плані революційності кораблем. Події, що відбулися на «Князі Потьомкін» після виходу на навчальні стрільби, були несподіваними для керівництва Централки і абсолютно сплутали всі їхні плани.

### Ситуація в Одесі

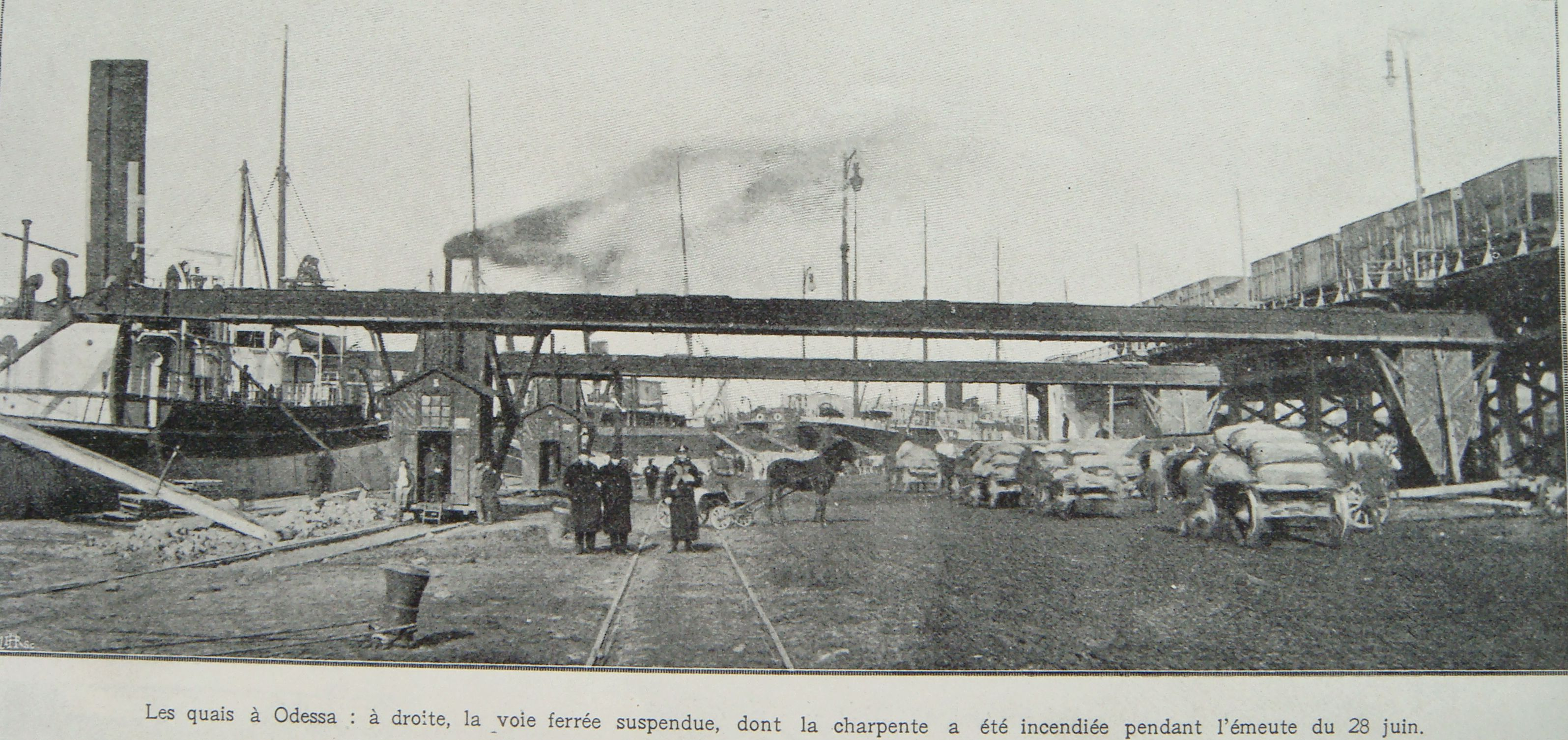
Один з причалів Одеського порту. Пізніше він разом з усією інфраструктурою буде знищений погромниками і вогнем

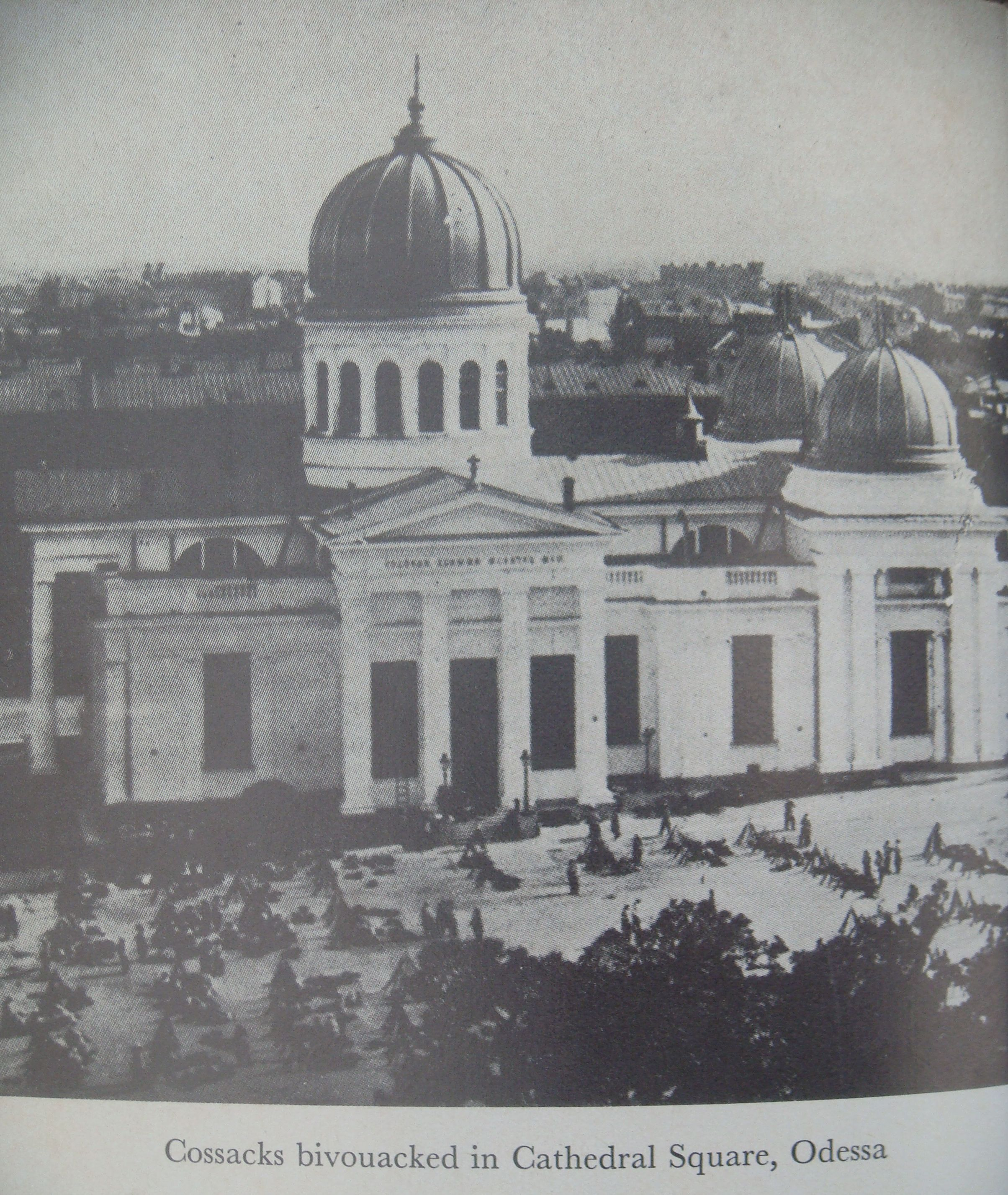
Військові частини (козаки), які прибули в місто для наведення порядку, розташувалися бівуаком на Соборній площі

Політична обстановка навесні і влітку 1905 року в Одесі була напруженою. 1 травня в місті проводилися традиційні заходи пролетаріату — гуляння, сходки, мітинги, що супроводжувалися сутичками з поліцією. Навесні в Одесі більше місяця тривав «загальний страйк», що охопив усі одеські заводи, фабрики і дрібні майстерні. Страйк також паралізував міське життя і сильно погіршив побутові умови мешканців. Інколи до страйку «несвідомі» працівники залучалися силою — шляхом погроз та навіть побиття, розгромом тих виробництв, які відмовлялися страйкувати:93. У місто були введені козачі частини, які патрулювали вулиці разом з посиленими нарядами поліції. Єврейське населення міста, що становило в Одесі найбільшу національну меншину — до 40 % населення, або до 170 тис. осіб, було стурбоване повідомленнями про єврейські погроми, які пройшли в деяких містах Півдня Росії. З побоюванням очікуваного погрому і в Одесі євреї приступили до організації «загонів самооборони», члени яких озброювалися вогнепальною зброєю:89, 90.
В Одесі на той час існувало дві організації РСДРП — більшовицький «Одеський комітет РСДРП» та меншовицька «Одеська група РСДРП». У травні 1905 року, для збільшення впливу на страйковий рух, цими групами була створена «Об'єднана комісія» (іноді зустрічається назва «Контактна комісія»), до якої також увійшли представники Бунду.
У понеділок 13 (26) червня 1905 року робітники заводу сільськогосподарських машин Йоганна Гена, що страйкували з економічними вимогами до того моменту вже більше місяця, вирішили провести спільну зустріч для обговорення поточних справ і планів на майбутнє. З проханням про дозвіл на таку зустріч до градоначальника була надіслана депутація робітників. Градоначальник, запитавши думку фабричного інспектора, в проведенні зустрічі робітникам відмовив. Тоді натовп робітників у 200—300 чоловік, всупереч забороні влади, почав збиратися на вулиці біля заводського управління. Поліція, намагаючись запобігти проведенню несанкціонованих зборів, провела арешти активістів, вихоплюючи їх прямо з натовпу і відводячи у поліцейську дільницю. Юрба робітників пішла за заарештованими до відділку, вимагаючи їх звільнення. Для утихомирення заворушень були викликані козаки. Присутні робітники почали закидати прибулих козаків камінням, і серед козаків з'явилися поранені. Козаки дали залп по натовпу бойовими патронами. Двоє робітників було вбито.
Після цього почалися сутички робітників з поліцією і козаками у багатьох місцях центру міста — на Успенській, Рішельєвській, Преображенській, Канатній вулицях, на Тираспольській площі. Особливо сильні зіткнення відбулися на Міщанській вулиці. Організатори заворушень йшли на провокації — стріляли в козаків і поліцію з вікон верхніх поверхів, кидали бомб. Так, 14 (27) червня 1905 року ввечері з екіпажу, що проїжджав повз розташованих на Соборній площі козаків, була кинута бомба, причому був убитий городовий Павловський — найстаріший городовий одеської поліції. У ніч на 15 (28) червня 1905 року була зроблена спроба пограбувати магазини на Олександрівському проспекті, що торгував зброєю…
За випадковим збігом обставин, саме в розпал заворушень на рейді Одеси з'явився панцерник «Потьомкін», захоплений повсталою командою:93, 95.

### Події на броненосці

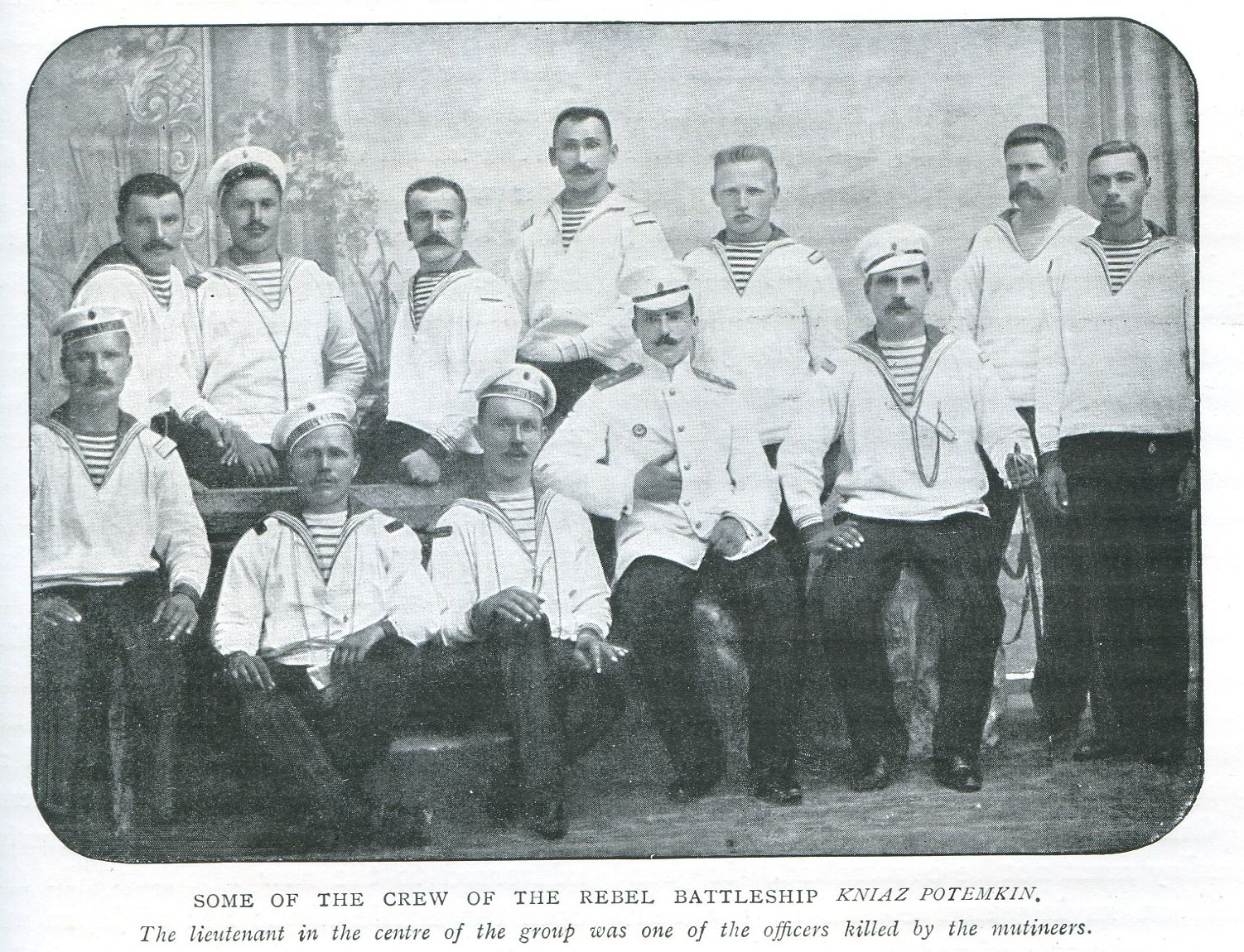
Фотографія членів команди броненосця «Потьомкін». У центрі групи — лейтенант Л. К. Неупокоєв, одна з жертв бунту.

Броненосець «Князь Потьомкін Таврійський» був на той момент найновішим і одним із найсильніших кораблів Чорноморського флоту Російської імперії. Будівництво корабля тривало довше запланованого через те, що під час побудови сталася пожежа в котельному відділенні. Також було виявлені дефекти броні башт гармат головного калібру. Незадовго до описуваних подій корабель успішно пройшов ходові випробування і приступив до випробування озброєння.
Через тривалі контакти з робітниками суднобудівних заводів екіпаж корабля був розкладений революційною пропагандою. Командир броненосця отримував анонімні листи з попередженнями про підготовку повстання. За день до виходу в море на навчальні стрільби з корабля було списано 50 матросів, які самі подали прохання про списання, оскільки знали про підготовку повстання і не бажали брати в ньому участь. У той же день командир корабля списав ще близько 40 матросів, яких вважав неблагонадійними.

#### Екіпаж броненосця
Матроси
До формування екіпажу броненосця приступили одночасно з його закладкою. Для цього був створений 36-й флотський екіпаж. За штатом екіпаж складався з 731 людини, у тому числі 26 офіцерів. На момент виходу в море на борту панцерника знаходився екіпаж з 781 матроса, 15 офіцерів, двох лікарів і священика. Збільшення чисельності команди у порівнянні зі штатною була викликана тим, що в море було взято велику кількість учнів кочегарів і машиністів. Молодих матросів призову 1904 року, які потрапили на борт корабля лише навесні 1905 року, було взагалі дуже багато — 28 % від загальної кількості. Разом з призовниками попередніх двох років (термін служби на флоті Російської імперії становив тоді сім років) — 1902 і 1903 років — які також вважалися молодими матросами, частка «новобранців» становила 56 %. Надстроковиків (досвідчених матросів, що залишилися служити на флоті після закінчення належних семи років) було всього 16 осіб.
З матросів 106 були міщанами, 618 — уродженцями сіл. Більше половини команди було набрано у губерніях Півдня Росії. Приблизно 80 % команди сповідували православ'я, стільки ж були східних слов'ян за національністю. До селян себе відносили 73 % матросів.
Грамотних серед команди броненосця було 33,3 %, малограмотних — 18,3 %, неписьменних — 32,9 %. На 121 особу дані про грамотність відсутні. Найвищий відсоток грамотних був серед колишніх службовців (таких на броненосці служило 10 осіб) — 90 %, найнижчий — серед селян (359 осіб) — 26 %, проміжні показники мали торговці і прислуга (12 осіб) — 58 % і робітники (265 осіб) — 52 %.
Не відповідають дійсності положення радянської історіографії, що на флот на технічні спеціальності призивали майже виключно грамотну робітничу молодь — так, на броненосці «Потьомкін» за технічним службам записано 250 осіб (з них 50,8 % були грамотними — найвищий показник грамотності по службах), з яких робітниками були 102 людини, 91 чоловік був хліборобами, 9 — службовцями, по решті матросів немає даних.
Для переважної більшості матросів «Князь Потьомкін-Таврійський» був першим і єдиним місцем проходження служби — лише 80 матросів служили до цього на інших кораблях Російського флоту. З них 14 матросів служили до «Потьомкіна» на крейсері «Варяг» і були учасниками битви при Чемульпо.
За даними Департаменту поліції і матеріалів судів, проведених після повстання, відомо, що з команди броненосця 24 людини брали участь в революційному русі, знали про підготовку повстання на Чорноморському флоті. З них дев'ятеро були в минулому робітниками, четверо — хліборобами, решта — людьми таких професій, як живописець, пастух, писар, артист, торговець. Рівно половина з числа революціонерів проходила службу в технічних службах, друга половина — в стройових.
Історик Ю. П. Кардашов так описав середньостатистичного матроса, який служив на панцернику: молодий чоловік 23-25 років, служив на флоті першу половину відведених службі семи років, не мав досвіду проходження служби на інших кораблях, крім щойно введеного в дію «Потьомкіна», православний, росіянин, із селян, уродженець південних губерній Європейської Росії, не мав сформованих революційних поглядів.
Офіцери
Як вже згадувалося, чисельність офіцерів на кораблі, що вийшов на стрільби, була нижче штатної. Некомплект був пов'язаний із загальною нестачею офіцерського складу на флоті через те, що йшла Російсько-японська війна. Кілька штатних офіцерів «Князя Потьомкіна» не вийшли на стрільби з Севастополя з різних причин. Якість підготовки офіцерів та досвід їх служби також були досить різними. Половина офіцерів були або малодосвідченими, лише 2-3 роки тому випущеними з училищ, або цивільними моряками (четверо з офіцерів «Потьомкіна»), які були призвані на військову службу у зв'язку з війною. Збільшення числа матросів у порівнянні зі штатною з одного боку, і некомплект наявних у розпорядженні командира корабля офіцерів, до того ж з недостатнім службовим досвідом, з іншого боку, знижували можливості управління командою.
Особи, які не належать до екіпажу панцерника
На борту перебували також 23 робітники Миколаївського суднобудівного заводу, які вийшли в море для усунення різних заводських недоробок (у повстанні вони участі не брали, покинули борт броненосця в Одесі 16 (29) червня 1905 року). Для спостереження за стрільбами на кораблі знаходилися два фахівці, які прибули з С.-Петербурга — начальник артилерійської креслярської майстерні Морського технічного комітету полковник І. А. Шульц і член комісії морських артилерійських дослідів Н. Ф. Григор'єв.

#### Вихід в море для проведення стрільб. Закупівля провізії в Одесі

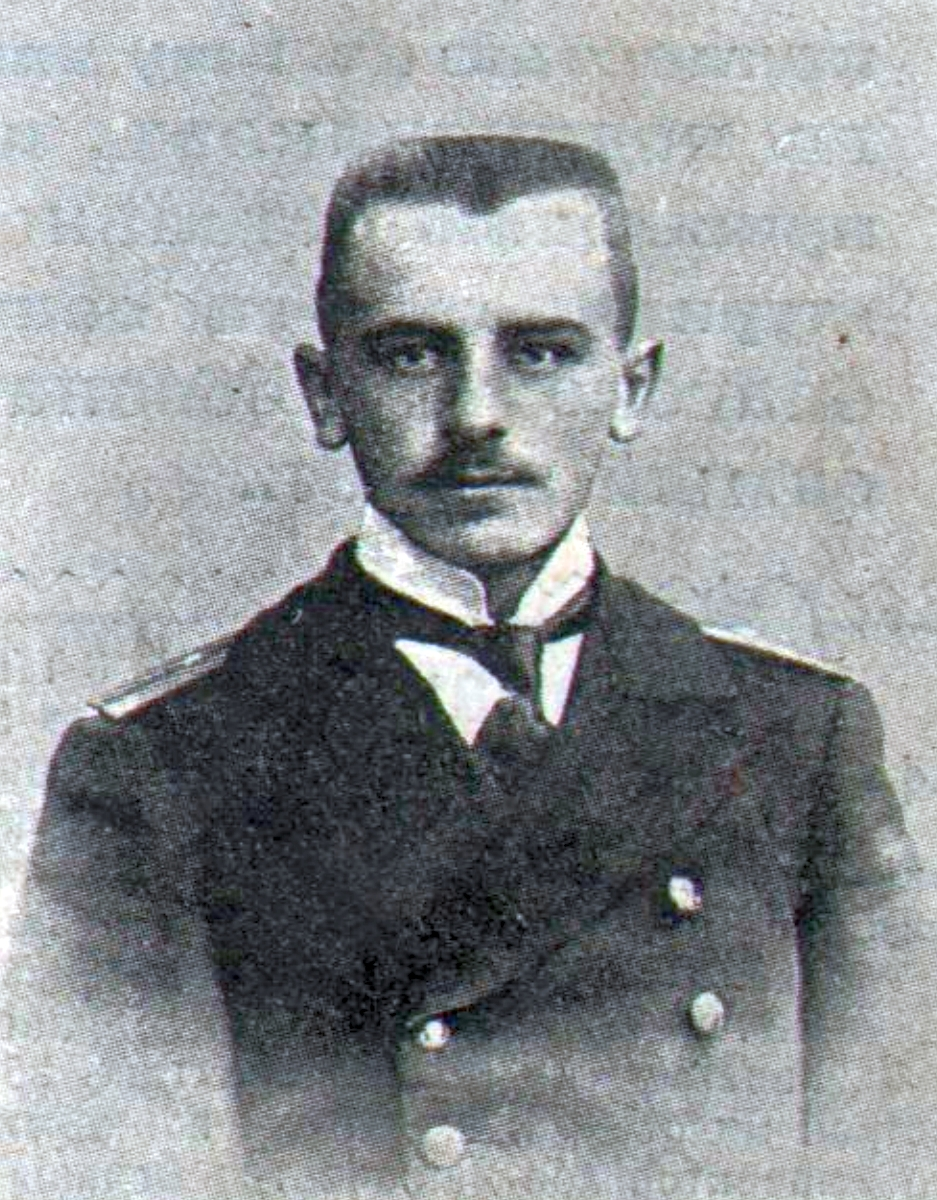
Вахтін Борис Васильович, мічман броненосця «Князь Потьомкін Таврійський»

У дві години дня 12 (25) червня 1905 року броненосець в супроводі міноносця № 267, який мав займатися встановленням мішеней, знялися з якоря в Севастополі і наступного ранку прибули до Тендрівської коси — традиційного місця навчальних зборів флоту для проведення дослідних стрільб з гармат головного калібру. Коса знаходилась від Одеси на відстані приблизно 100 морських миль.
Вдень 13 (26) червня 1905 року командир броненосця капітан першого рангу Є. М. Голиков відправив міноносець № 267 в Одесу для придбання харчів. В Одесі у ті дні проходив загальний страйк, частина магазинів була закрита, торгівля була млява. Ревізор мічман О. М. Макаров, старший групи закупівлі провіанту, привів суднових коків і матросів-артільників, які його супроводжували, в магазин свого знайомого купця Копилова. У магазині Копилова м'ясо було, але покупці звернули увагу, що на ньому є «маленькі білі черв'яки» (прикажчик магазину Я. Воробйов згодом дав свідчення, що м'ясо було від забою 11 або 12 червня). Мічман О. М. Макаров не надав цьому значення, а матроси, що обійшли весь базар, м'яса в інших магазинах в достатній кількості не знайшли. Пропозицію артільників закупити м'ясо на Тендрівській косі безпосередньо у селян мічман відкинув, оскільки м'ясо на базарі в Одесі було дешевше. Наприкінці дня, не знайшовши нічого іншого, група закупівлі придбала 28 пудів тієї самої яловичини. Було також закуплено борошно, зелень і свіжі овочі, делікатеси і вино для кают-компанії.
О 9 годині вечора міноносець вирушив назад на Тендру. На зворотному шляху в темряві він випадково наскочив на рибальський човен і був змушений затриматися для надання допомоги постраждалим рибалкам, на що пішло три години, а потім сам пошкоджений човен взяти на буксир, що також знизило швидкість міноносця. Оскільки холодильних камер в ті часи не було, м'ясо, пролежавши спочатку цілий день в магазині, а потім всю ніч на борту міноносця, і зважаючи на спекотну червневу погоду, потрапило на борт броненосця до ранку наступного дня безсумнівно вже несвіжим, що підтверджується наступними свідченнями вахтових офіцерів прапорщика М. С. Ястребцова і молодшого артилерійського офіцера мічмана Б. В. Вахтіна, які о четвертій годині ранку приймали провізію з міноносця на броненосець — за їх словами, від м'яса йшов «легкий запах несвіжого». При цьому потрібно мати на увазі, що за умовами життя на флоті і за відсутністю холодильної техніки «м'ясо з хробаками на кораблях Чорноморського флоту в ті часи було нерідким явищем, [і] завжди обходилося без конфліктів…». тому що денний раціон російського матроса був утричі дорожче за раціон російського солдата і матроси знали про це.
Тим не менш, 14 (27) червня 1905 року на броненосці почалося повстання матросів, які відмовилися їсти борщ з протухлого м'яса.

## Хід повстання

### 14 червня
Відмова команди їсти борщ

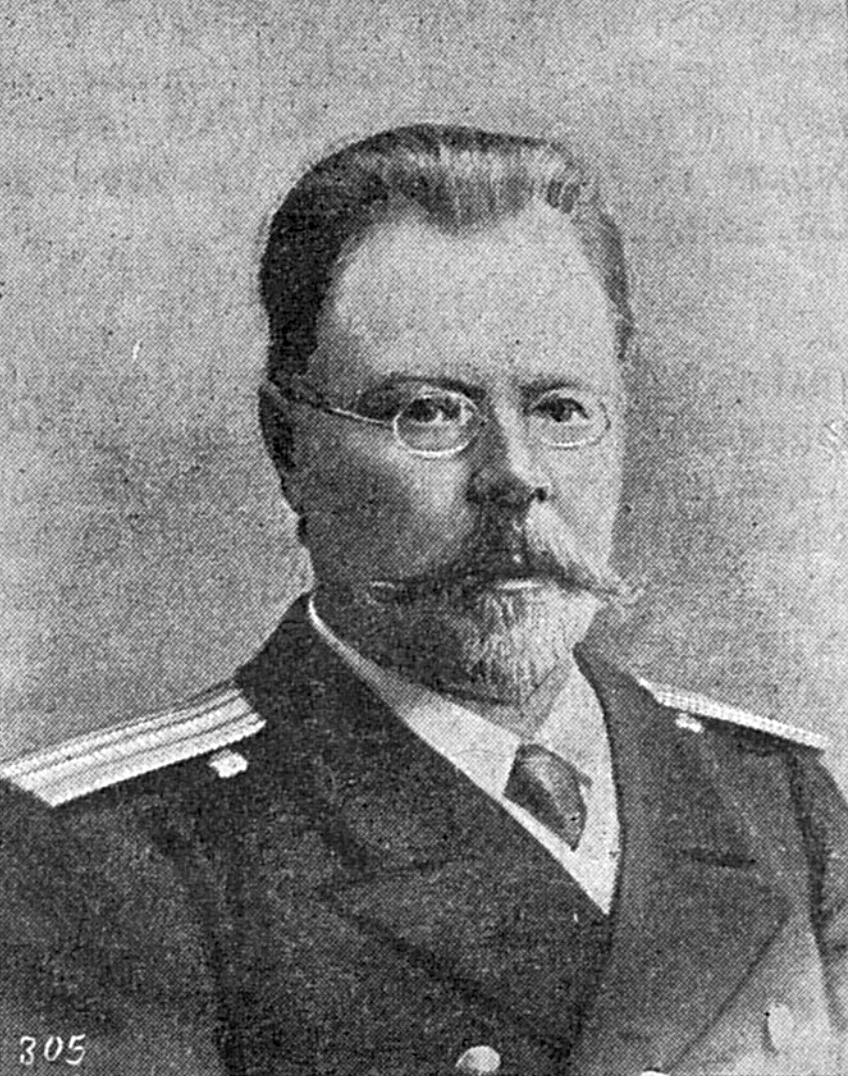
Старший лікар броненосця «Князь Потьомкін Таврійський» Сергій Єгорович Смирнов

14 (27) червня 1905 року вранці половина привезеного на броненосець м'яса була покладена в казан для приготування борщу, решта туш висіли на спардеку для «провітрювання». Там їх і виявили матроси, розбуджені, як завжди, о 5-й годині ранку для несення повсякденної служби і виконання рутинних корабельних робіт. Звістка про те, що було закуплене несвіже м'ясо, швидко облетіла весь корабель, серед команди почався гомін та агітація не їсти борщ.
Через негоду на морі стрільби були перенесені на наступний день. Об 11-й годині на броненосці був даний сигнал на обід, на палубу була виставлена яндола з горілкою для команди, пити яку могли матроси, що заздалегідь записали себе в списки «питущих». Мірним кухлем баталер наливав усім таким матросам, які вишукалися в чергу, належну обідню чарку. Пили горілку тут же, на палубі.
Ні командир корабля, ні вахтовий офіцер не стали куштувати борщ, зварений для команди. Борщ був оглянутий старшим лікарем броненосця С. Є. Смирновим, який визнав його добрим. Репутація лікаря Смирнова серед команди була низькою, його вважали «здатним на всіляку підлість». Команда відмовилася брати баки для борщу і демонстративно їла сухарі, запиваючи їх водою. У матеріалах слідчої справи були свідоцтва, що лише один член екіпажу — учень кочегара Є. Ф. Рєзцов — отримав порцію борщу, їв його і говорив, що він «смачний і жирний». У корабельну крамницю вишикувалася черга. Про відмову команди їсти борщ було повідомлено старшого офіцера капітана 2-го рангу І. І. Гіляровського, той, у свою чергу, доповів про це командиру корабля капітану 1-го рангу Є. М. Голикову.
Загальний збір. Командиру майже вдається приборкати бунт

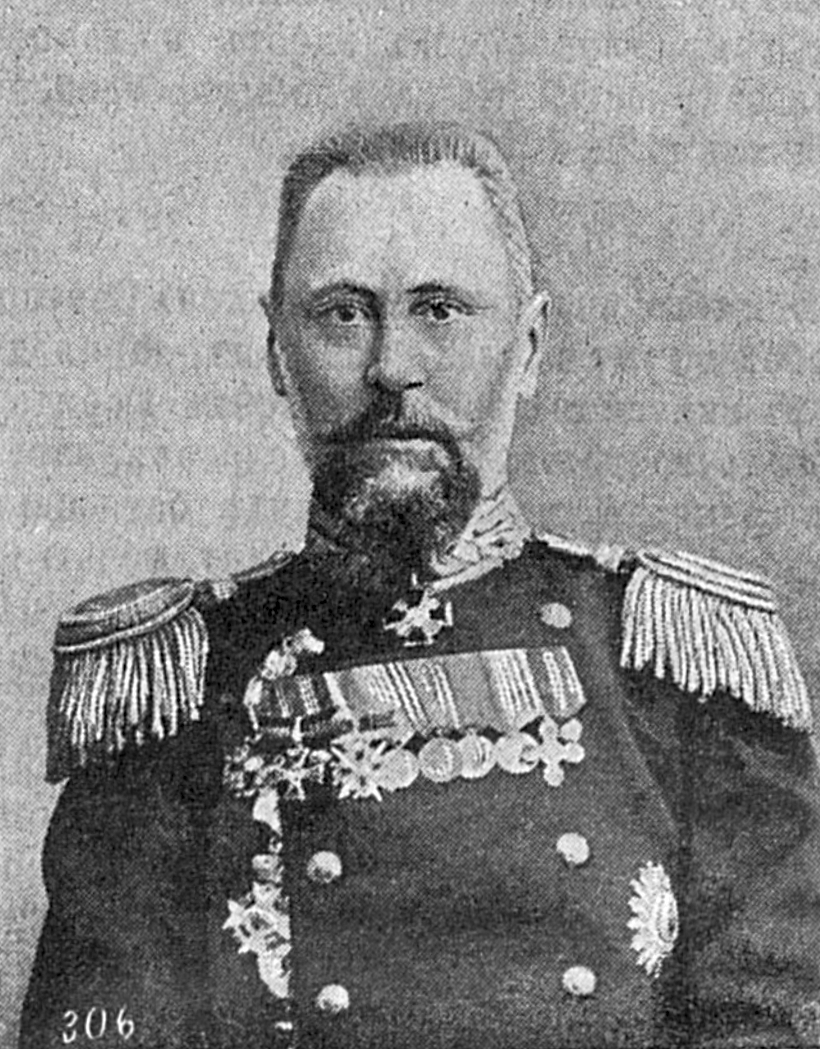
Командир ескадреного броненосця «Князь Потьомкін-Таврійський» капітан I рангу Євген Миколайович Голиков

Командир наказав зіграти загальний збір і з такої нагоди сам рушив на місце шикування — на ют корабля. Команда броненосця вишикувалася там у звичайному для таких випадків порядку — по правому і лівому борту. Стройові офіцери, які були зобов'язані бути присутніми на подібних шикуваннях, зібралися біля кормового прапора, інші (інженери-механіки, корабельний священик) продовжували обідати в кают-компанії. Перед шикуванням капітан Є. М. Голиков зв'язався з міноносцем № 267 і наказав йому «бути готовим до походу».
Вийшовши до матросів і дізнавшись від них причину, по якій вони відмовляються від обіду, командир корабля викликав старшого лікаря з кают-компанії і наказав йому вдруге оглянути борщ. Лікар С. Є. Смирнов вдруге визнав борщ добрим, не куштуючи його, і вказав, що команда «зажиріла». Після цього командир броненосця пригрозив матросам покаранням за бунт і наказав: «Хто хоче їсти борщ — вийти до 12-дюймової башти. А хто не хоче — для тих на кораблі є ноки!». Зі строю до башти почали виходити одиниці — в основному, лояльні начальству унтер-офіцери, кондуктори і боцмани. Слідом за ними потягнулася і дисциплінована частина рядових матросів, але вийшло всього не більше ста чоловік. Бачачи упертість матросів, командир наказав викликати варту — матроси добре знали, що це означає — після виклику варти зазвичай проводився запис прізвищ порушників дисципліни, що означало неминучу розплату. Бунтівна команда затремтіла. Матроси почали масово перебігати до башти 12-дюймової гармати, вже звідти, розчинившись у натовпі, продовжуючи сипати лайкою на адресу командира та офіцерів. У цей самий момент, коли в строю залишилося близько 30 матросів, що нерішуче затрималися, старший офіцер І. І. Гіляровський наказав варті затримати їх. Історики вже ніколи не дізнаються, що рухало старшим офіцером. Можливо, розуміючи, що якщо всі матроси перебіжать на бік дисциплінованої частини команди, то нікого буде покарати за спробу бунту, він вирішив, для профілактики переписати прізвища і покарати перших ліпших, а вірніше, матросів, що залишилися в строю. Записувати їх прізвища повільно і неохоче взялися вахтовий офіцер, прапорщик М. Я. Лівінцев, фельдфебель В. І. Михайленко, боцман Т. Д. Зибалов.
Відкритий бунт
Перспектива того, що будуть покарані абсолютно випадково відібрані їхні товариші, які зовсім не були призвідниками бунту, знову обурила матросів, що вже було підкорилися волі командира, — з натовпу посилилися крики, погрози, прокльони. Історик А. А. Киличенков загострив увагу на цьому моменті: не революційні ідеї соціал-демократів і навіть не несвіже м'ясо для борщу остаточно вивели команду з покори — бунт почався тоді, коли матроси запідозрили командування броненосця в намірі покарати невинних. Саме бажання запобігти несправедливому, з точки зору команди, покаранню, «покласти життя за другі своя» і стало основною причиною матроського бунту. Історик Ю. П. Кардашов звертає увагу на те, що каталізатором обурення могла стати обідня чарка горілки, випита на порожній шлунок — про це, як про одну з причин, що погіршили ситуацію, писали ще сучасники.

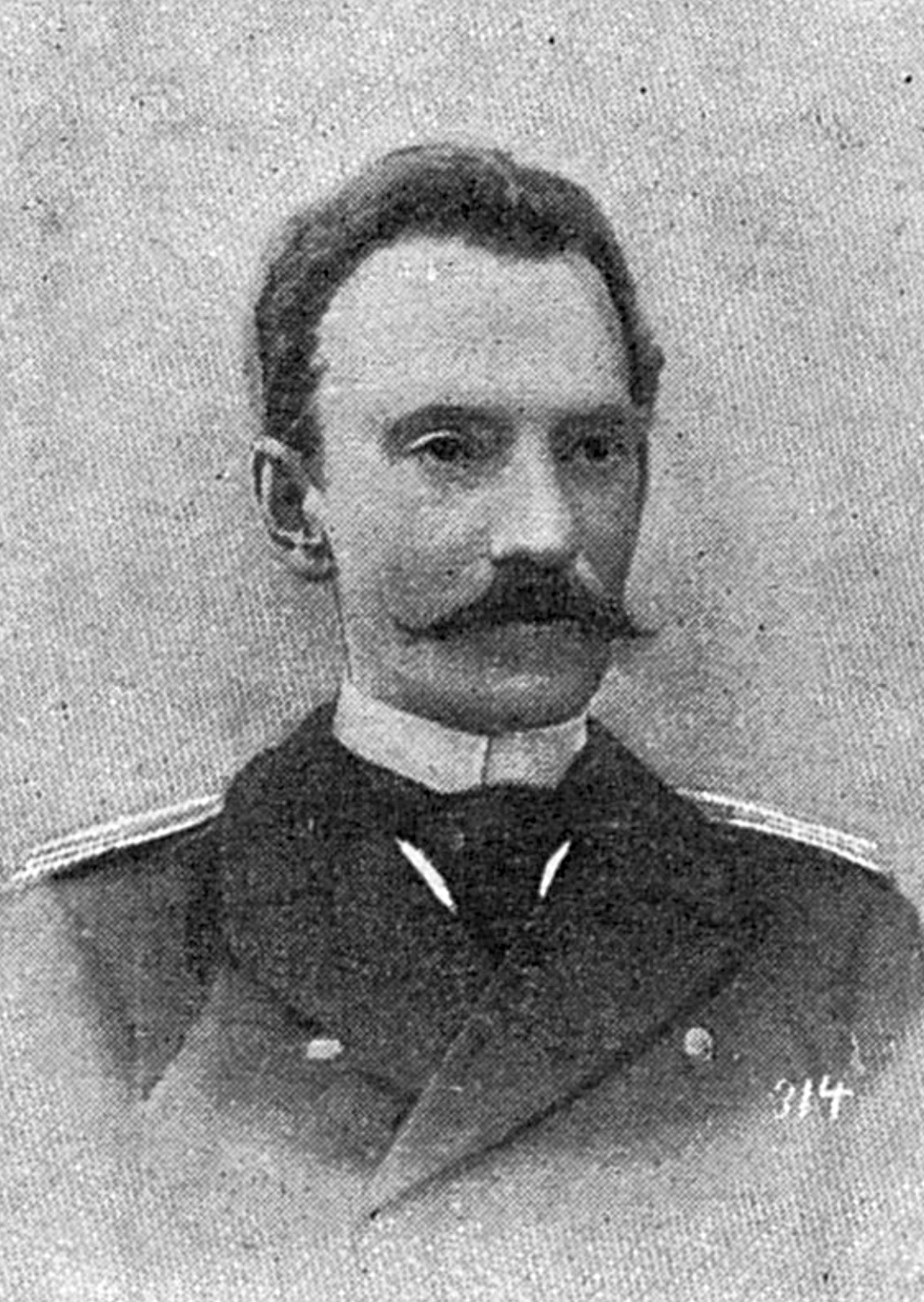
Старший офіцер ескадреного броненосця «Князь Потьомкін-Таврійський» капітан ІІ рангу Гіляровський Іполіт Іванович

У цей момент старший офіцер віддав наказ принести брезент з 16-веслового баркаса. Команда розцінила цей наказ таким чином, що старший офіцер вирішив розстріляти «призвідників», використовуючи для цього, за звичаєм на флоті, брезент. Серед матросів пролунав заклик: «Братики, що вони роблять з нашими товаришами? Забирай гвинтівки і патрони! Бий їх, хамів! Досить бути рабами!»
Матроси з вигуками «Ура!», кинулися в батарейне приміщення, збиваючи замки з пірамід з гвинтівками і з патронних ящиків. Почався справжній бунт. На палубі юта залишилося не більше сімдесяти матросів (десята частина команди), вся решта сховалася в батарейному приміщенні, яке було суміжним з відкритою палубою юта, перекрила виходи з неї і почала озброюватися зброєю, що там зберігалась.

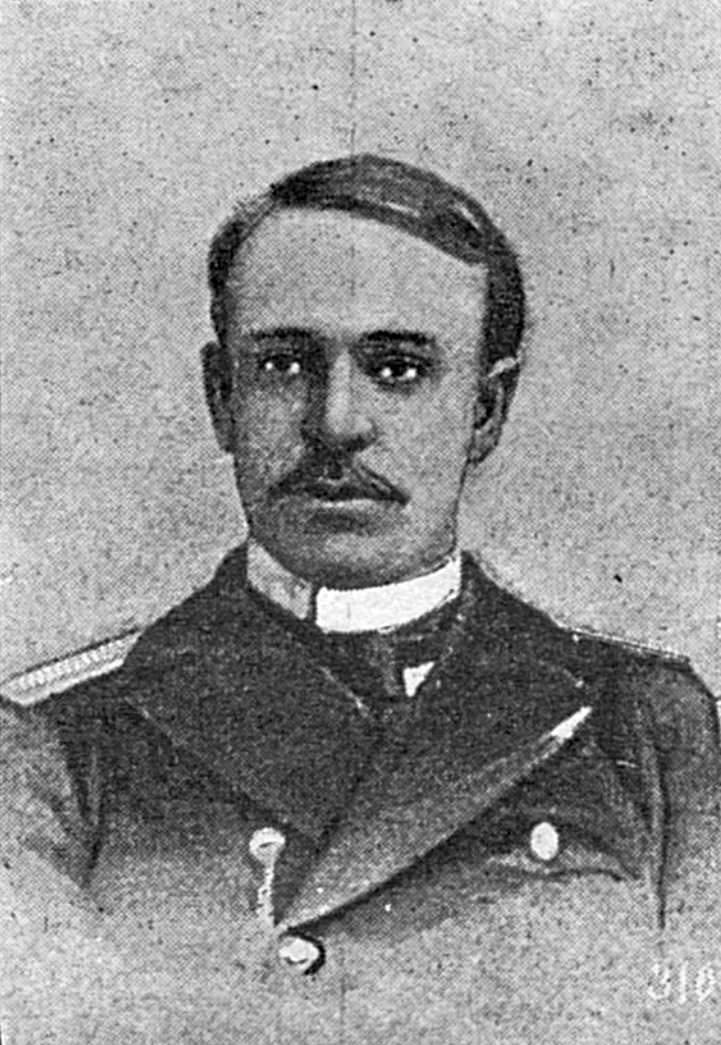
Поручик Заушкевич Сергій Андрійович, мінний механік броненосця «Князь Потьомкін Таврійський»

Після початку відкритого бунту командир корабля через посильних викликав усіх офіцерів корабля на ют. Однак частина офіцерів, злякавшись і даючи згодом різноманітні формальні виправдання, дезертирували: штурман, капітан К. Г. Гурін, мічман Б. В. Вахтін, старший механік М. Я. Квіток, мінний механік С. А. Заушкевич, відряджені з Петербурга полковник І. А. Шульц і лейтенант М. Ф. Григор'єв, трюмний механік поручик О. М. Коваленко, інженер-технолог Миколаївського суднобудівного заводу А. Н. Харкевич спробували сховатися в різних корабельних приміщеннях — з шістнадцяти штатних офіцерів броненосця на юті зібралися лише десять. Поступово число лояльних командуванню матросів збільшувалася — вони проникали на палубу юта через люки, що ведуть на нижні палуби броненосця; їх число подвоїлося.
Але бунт не припинявся: коли командир Є. М. Голиков зі словами «Ну-ка, хто тут бунтує команду?» спробував увійти в батарейне приміщення, він був зустрінутий у дверях лайкою і погрозами озброєних зарядженими гвинтівками Г. М. Вакуленчука, П. М. Матюшенка і їхніх товаришів. Варта, яка прямувала за командиром, перестала спостерігати за затриманими на початку подій матросами, які, скориставшись цим, втекли з юта вниз, через ті самі люки на палубі, через які нагору, на ют пробиралися матроси, вірні присязі. Стан присутніх на юті офіцерів зробився критичним: вони не були озброєні і знаходилися на відкритій палубі, в той час як матроси-бунтівники знаходилися в приміщенні і були озброєні. Є. М. Голиков наказав варті, чиї гвинтівки теж були заряджені, стати перед обома виходами з батарейного приміщення, прикриваючи собою офіцерів, і стріляти в кожного, хто спробує до них наблизитися. Бунтівні матроси кричали караулу з батарейного приміщення: «Братці, не стріляйте в нас, а бийте цих драконів!» Варта була налякана і вагалася.
Збройна боротьба і перемога команди
У цей момент командир корабля віддав наказ сигнальникові викликати міноносець № 267. Почувши це, бунтівники-матроси стали кричати, що вб'ють кожного, хто подасть такий сигнал. є. М. Голиков віддав наказ старшому помічникові за допомогою караульних розігнати бунтівників силою. І. І. Гіляровський перевірив, чи заряджені у вартових гвинтівки, і попрямував з трьома вартовими в бік батарейної палуби. У цей самий момент на баку кочегар В. З. Нікішин зробив постріл в бік чайки.
Постріл, що пролунав, був сприйнятий як сигнал до початку активних дій: артилерійський квартирмейстер В. Г. Вакуленчук вистрілив у свого безпосереднього командира — старшого артилерійського офіцера лейтенанта Л. К. Неупокоєва. Той впав, з юту прокотився вигук «Убитий!» З батарейного приміщення по офіцерам і дисциплінованим матросам, які стояли на відкритому просторі, пролунали безладні залпи. Люди намагалися рятуватися від куль, стрибаючи за борт або в люк, що веде у внутрішні приміщення корабля. Старший офіцер І. І. Гіляровський і троє вартових, які перебували в цей момент найближче до повсталих, сховалися від куль за 12-дюймовою баштою. Після перших залпів повсталі матроси «пішли в атаку», вибігши з батарейного приміщення на палубу юта. Попереду всіх бігли ватажки повстання П. М. Матюшенко і Г. М. Вакуленчук. Коли останній забіг за 12-дюймову башту, старший помічник І. І. Гіляровський, вихопивши у одного з вартових гвинтівку, двічі вистрілив у бунтівника. За іншими даними, у Г. М. Вакуленчука стріляли вартові матроси. Як би то не було, тяжко поранений двома кулями в груди і в спину Г. М. Вакуленчук добіг до борту броненосця і, перегнувшись за леєри, випав за борт. У ту ж мить у І. І. Гіляровського вистрілили П. М. Матюшенко і водолаз В. Ф. Попруга. І. І. Гіляровський був поранений, але його, що лежав на палубі і сипав погрозами на адресу П. М. Матюшенка, добили кількома пострілами. Тіло старшого офіцера скинули за борт, а пораненого Г. М. Вакуленчука витягли з води на трап.
У воді плавало до тридцяти осіб. Повсталі матроси вели по них вогонь з гвинтівок (один з нападників згодом стверджував, що випустив мало не сорок куль) — вони вважали, що у воду могли стрибнути лише ті, кому є чого боятися — офіцери або «кожі» — і тому цілком заслуговують смерті. Насправді більша частина, що стрибнула у воду, була молодими матросами, які розгубилися і злякано пострибали за борт.
Розправа над офіцерами

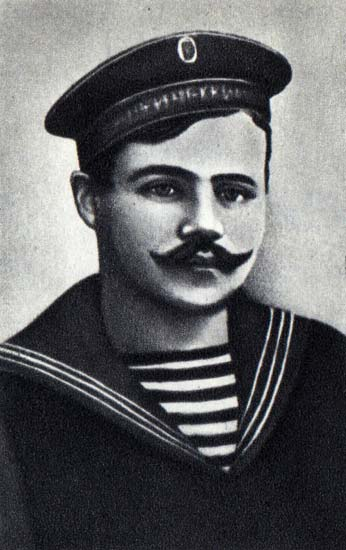
Артилерійський квартирмейстер броненосця «Князь Потьомкін Таврійський» Вакуленчук Григорій Микитович.

Крім вже згаданих старшого артилерійського офіцера лейтенанта Л. К. Неупокоєва і старшого офіцера І. І. Гіляровського, були вбиті ще четверо офіцерів, в тому числі командир броненосця. Член комісії морських артилерійських дослідів Морського міністерства лейтенант 12-го флотського екіпажу М. Ф. Григор'єв і штурманський офіцер прапорщик М. Я. Лівінцев були пристрелені вже у воді, куди вони стрибнули з борту корабля, коли по офіцерах, які стояли на юті, почалася стрілянина.
Наступним за І. І. Гіляровським був убитий командир Є. М. Голиков; він з прапорщиком Д. П. Алексєєвим сховалися в адміральському приміщенні (командир броненосця спробував підірвати корабель, наказавши Д. П. Алексєєву підірвати носову крюйт-камеру, але прапорщик не зміг підібратися до неї, бо повстанці вже виставили біля неї свій караул), але незабаром були знайдені повсталими. Прапорщик Д. П. Алексєєв сам був не кадровим офіцером, а штурманом торгового судна, призваним на Російський імператорський флот після початку Російсько-японської війни. Коли стало зрозуміло, що їх місце укриття виявлено, командир корабля віддав наказ Алексєєву виходити до матросів. Алексєєв вийшов, і був «помилуваний», оскільки до нього, на відміну від кадрових офіцерів, матроси ненависті не мали. Після цього матроси почали ламати двері каюти, в якій сховався командир корабля. Усвідомлюючи, що у нього немає шансів, одягнений лише в спідню білизну, оскільки він збирався стрибати через ілюмінатор за борт, командир корабля вийшов до матросів.
Пролунали крики, що командира потрібно судити або повісити, хтось крикнув «Довго чекати кулю в лоб!», потім «Ззаду, розійдися!» — ті, що знаходилися за спиною командира, розбіглися — і пролунав залп. Тіло командира було негайно викинуто за борт.

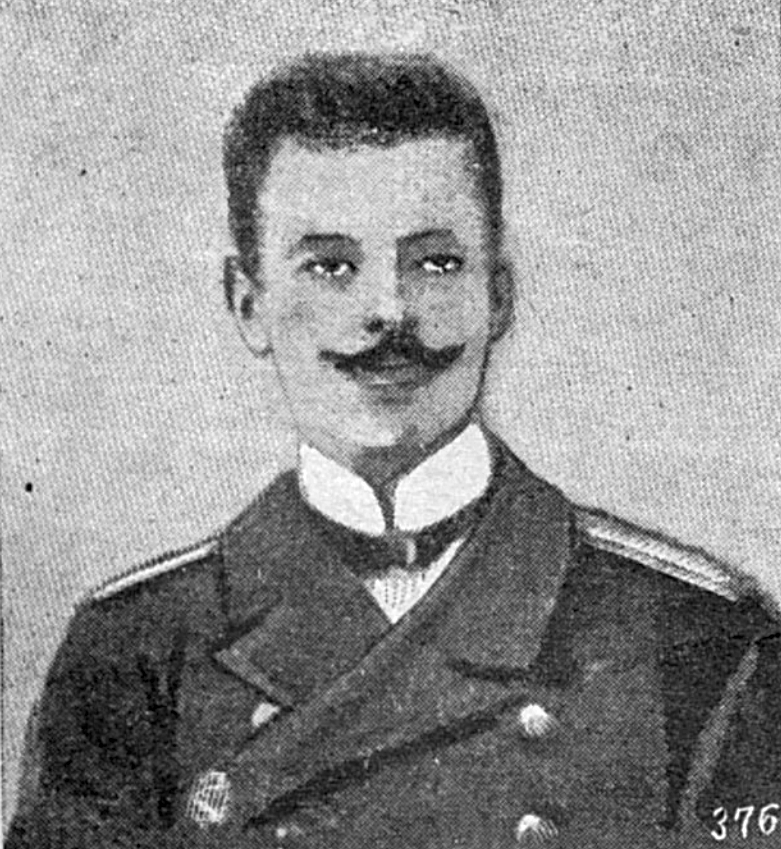
Старший мінний офіцер броненосця «Князь Потьомкін Таврійський», лейтенант Тон Вільгельм Карлович

Після розстрілу командира корабля поширився слух, що лейтенант В. К. Тон мав намір підірвати артилерійські погреби. На кораблі почалися його пошуки, які не дали результату. За деякий час зовні спокійний лейтенант В. К. Тон вийшов до матросів сам. П. М. Матюшенко сказав йому: «Заспокойтеся, вас вбивати не будемо!» У відповідь на це лейтенант В. К. Тон вилаяв бунтівника. Матюшенко зажадав, щоб Тон, його безпосередній командир, зняв погони. Лейтенант відповів: «Ти мені їх не давав і тому знімати не будеш». Матюшенко вистрілив в Тона з гвинтівки, той, поранений, впав, після чого якийсь новобранець підбіг до нього і добив пострілом у голову.
За іншою версією, у лейтенанта В. К. Тона стріляло одразу кілька матросів. Тіло вбитого офіцера також було викинуто за борт.
Прикладами гвинтівок був побитий корабельний священик отець Пармен. Йому вдалося втекти і сховатися від матросів в матроському гальюні. Старший інженер-механік Н. Я. Квіток був затриманий в кочегарному відділенні, як раз в той момент, коли він давав наказ трюмному унтер-офіцерові відкрити кінгстони. Найближчі помічники офіцерів — унтер-офіцери: кондуктори, боцмани, фельдфебелі, — також були змушені ховатися в затишних кутках корабля від гніву бунтівників, тому що їм теж загрожувала реальна небезпека розправи. Дехто з офіцерів, стрибнувши у воду, змогли допливти до артилерійського щита, що стояв на якорі неподалік, і сховатися за ним. Ревізору О. М. Макарову і ще двом матросам-новобранцям (один з них був той самий Є. Ф. Рєзцов, який єдиний з команди їв недобрий борщ, другий — Ф. М. Хандига, який сховався на міноносці і наступного дня, коли міноносець і броненосець прийшли в Одесу, зумів втекти з нього. Він і був тим самим матросом, який першим повідомив владі про події на броненосці) вдалося допливти до міноносця № 267. Піднявшись на його палубу, О. М. Макаров зомлів. Всі офіцери, що вижили, були заарештовані. Їх розподілили на дві групи: стройових офіцерів помістили в кают-компанії, а інженерів — до каюти командира корабля. До кают були приставлені вартові. Офіцерам було заборонено розмовляти між собою будь-якою мовою, крім російської.
Вже пізніше, коли панцерник взяв курс на Одесу, в приміщеннях був знайдений і викинутий за борт лікар броненосця С. Є. Смирнов. «Князь Потьомкін» підняв сигнал, який забороняв піднімати будь-що з води. На міноносці № 267, що йшов за панцерником слідом, бачили людину в офіцерському кітелі, яка борсалася у воді, але не наважилися ослухатися сигналу. Перевірка показала, що крім шести офіцерів і суднового лікаря були також убиті четверо матросів — під час плутанини і безладної стрілянини вони були застрелені пострілами своїх же товаришів.
Захоплення міноносця № 267
В борт і надбудови міноносця почали влучати кулі від пострілів на борту броненосця. На міноносці спочатку цей обстріл сприйняли як свідчення придушення бунту — мовляв, варта і офіцери броненосця стріляють у бунтівну команду. Але тут до міноносця дісталися і почали підніматися на борт матроси і ревізор О. М. Макаров. Командир міноносця лейтенант барон П. М. Клодт фон Юргенсбург спробував негайно знятися з якоря і піти, але не зміг цього зробити через відмову якірної машини. Разом з тим, він побоявся відсилати на бак матросів для налагодження якірної машини, бо кулі, які долітали до міноносця, становили реальну небезпеку. Замість цього він наказав віддати повністю якірний ланцюг і залишити його за бортом разом з якорем, для чого міноносець почав давати задній хід. Але від хвилювання командир не врахував, що до корми міноносця була пришвартована шлюпка, бакштов якої, ослабнувши, негайно намотався на гвинт, через що міноносець втратив хід. Вітер почав відносити його в бік «Потьомкіна». Час було втрачено, хоча несправності вдалося досить швидко усунути.
Тим часом на «Потьомкіні», побачивши маневри міноносця і те, що до нього допливли деякі з тих, що стрибнули у воду, і вирішивши, що міноносець зможе підірвати панцерник торпедою, підняли сигнали з наказом міноносцю кормою підійти до борту броненосця і на підкріплення наказу дали три попереджувальні постріли з 47-мм гармати в бік міноносця.
Командир міноносця під загрозою артилерійського обстрілу підкорився наказу. Повсталі висадили на борт міноносця свою команду, заарештували командира і перевели його на броненосець. Згодом на міноносці весь час перебували озброєні представники команди панцерника, які стежили, щоб міноносець не залишив повсталих. Отже, поширена в радянській історіографії версія, що міноносець № 267 сам «приєднався до повстання», не відповідає дійсності.
Організація повсталих. Похід в Одесу

Мінно-машинний квартирмейстер І ст. броненосця «Князь-Потьомкін-Таврійський» Матюшенко Панас Миколайович, один з керівників повстання.

До першої години дня повсталі перемогли. Корабель був у руках повсталих. Команді був зварений новий обід. Але що робити далі, повсталі не знали. Їх очолив мінно-машинний квартирмейстер П. М. Матюшенко.
На юті корабля проходив «матроський суд» над упійманими унтер-офіцерами. Незважаючи на вимоги частини команди вбити найбільш ненависних їм машинного кондуктора А. Г. Лісового, старшого боцмана П. В. Мурзака, шкіпера Т. З. Зубченка, все ж більшість вирішила зберегти їм життя. П. В. Мурзак, який багато років віддав флоту, від пережитого в перший вечір повстання жаху вів себе немов буйний божевільний. Його помістили в каюту під арешт, приставивши вартового. Боцман, однак, скоро отямився, наступного ранку він, наче нічого й не було, за багаторічною звичкою обходив корабель і давав вказівки на роботу, хоча на його посаду командою вже був обраний інший матрос; приставлений же охороняти його вартовий покірно ходив слідом за ним. Ще за два дні команда призначила П. В. Мурзака старшим офіцером броненосця «Потьомкін».
Дивовижна історія сталася зі шкіпером Т. С. Зубченком. За кілька днів після початку повстання він кинув пляшку з листом для своєї сім'ї такого змісту:
|  | Православні люди! Прошу повідомити моїй дорогій дружині та діткам, що я вмираю не від ворога, а від руки свого брата. Був два рази на смертельному ложі, тобто 14 червня і 16. З милості трюмного механіка Коваленка, артилерійського кондуктора Шапорева, боцмана Мурзака я залишений ще на муки і кожну хвилину чекаю смерті, тільки не знаю, яка вона буде. Дорога Маруся, прошу, прости мене. Я вмираю за Віру, Царя і Отєчество. Міцно вас обіймаю передсмертною рукою. 19 червня 1905 року. Відповідь не пиши, а поховай мене на Севастопольському кладовищі |

Пляшка з листом була виловлена постом кримської прикордонної варти.
Близько двох годин дня було організовано збори команди броненосця, на якому панцерник оголосили «територією Вільної Росії». Керівники, що виступили, закликали екіпаж продовжувати виконувати свої повсякденні службові обов'язки з не меншою старанністю, ніж раніше. На посади офіцерів зборами були обрані особи зі свого середовища. Командиром корабля був обраний прапорщик Д. П. Алексєєв — він став єдиним офіцером, який був обраний повсталими на командну посаду. Старшим інженером-механіком був обраний машинний квартирмейстер О. С. Денисенко, вахтовими офіцерами — фельдфебель П. Я. Курилов та стройові квартирмейстер Ф. С. Коровянский та П. Я. Волгін, мінним офіцером — П. М. Матюшенко, старшим боцманом — стройовий квартирмейстер Й. О. Димченко.
Так як на Тендру очікувалося прибуття всієї Чорноморської ескадри, бунтівному броненосцю потрібно було терміново йти звідти. Команда вирішила йти до Одеси — найближчого великого порту, де можна було поповнити запаси води, вугілля, продовольства і де, як відомо було команді, проходив загальний страйк. На кораблі провели велике прибирання, змивши з палуби сліди крові.
Близько чотирьох годин дня панцерник «Потьомкін» і міноносець № 267 знялися з якоря. Призначеним командиром корабля Д. П. Алексєєву і штурманом Р. К. Гуріну було заявлено, що якщо корабель сяде на мілину, то їх розстріляють. Д. П. Алексєєв з небажанням приступив до виконання обов'язків командира корабля. Повсталим він не співчував, але у нього не вистачало сміливості їм відмовити. Він заявив матросам, що згоден довести корабель до Одеси, де здасть його начальнику порту, а сам буде «просити Государя про помилування». Матроси, одначе, не дали йому закінчити цю промову. Увечері, в корабельному лазареті помер поранений артилерійський квартирмейстер Г. М. Вакуленчук. Він став останньою, дванадцятою жертвою першого дня повстання.
Панцерник Потьомкін і міноносець № 267 близько 8 години вечора 14 (27) червня 1905 року прибули в охоплену загальним страйком Одесу. Поставивши корабель на якір на одеському рейді, керівники повстання зібралися на нараду в адміральській каюті. На нараді було вирішено запросити на борт корабля представників міської соціал-демократичної організації. Крім того, необхідно було вирішити два першочергових завдання: організувати постачання палива і провізії на корабель і провести в Одесі демонстративні похорони убитого офіцером артилерійського квартирмейстера Г. М. Вакуленчука.
О 4-й ранку в місто, до «комітету революціонерів» було відправлено двох кур'єрів — машиніста П. В. Алєксєєва і матроса С. М. Шендерова. Останній був уродженцем Одеси і це могло допомогти їм пробратися непоміченими для солдатів та поліції. З завданням кур'єри успішно впоралися — встановили контакт з одеськими революціонерами і о 7-й ранку повернулися на панцерник, ще й придбавши в місті 100 пудів хліба та інших харчів.

### 15 червня

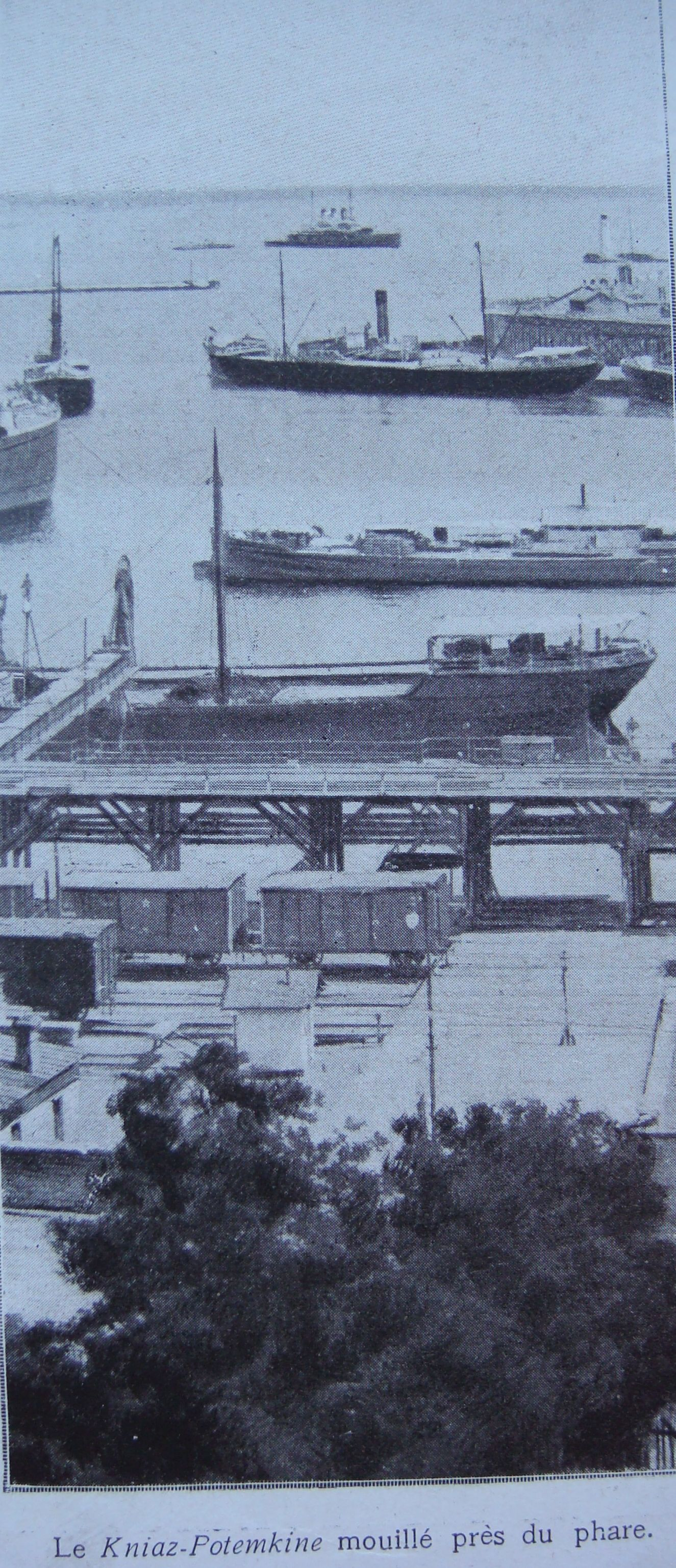
Вид Одеського порту. Трохи нижче лінії горизонту, лівіше Воронцовського маяка, стоїть на якорі броненосець «Потьомкін». За його кормою — міноносець № 267

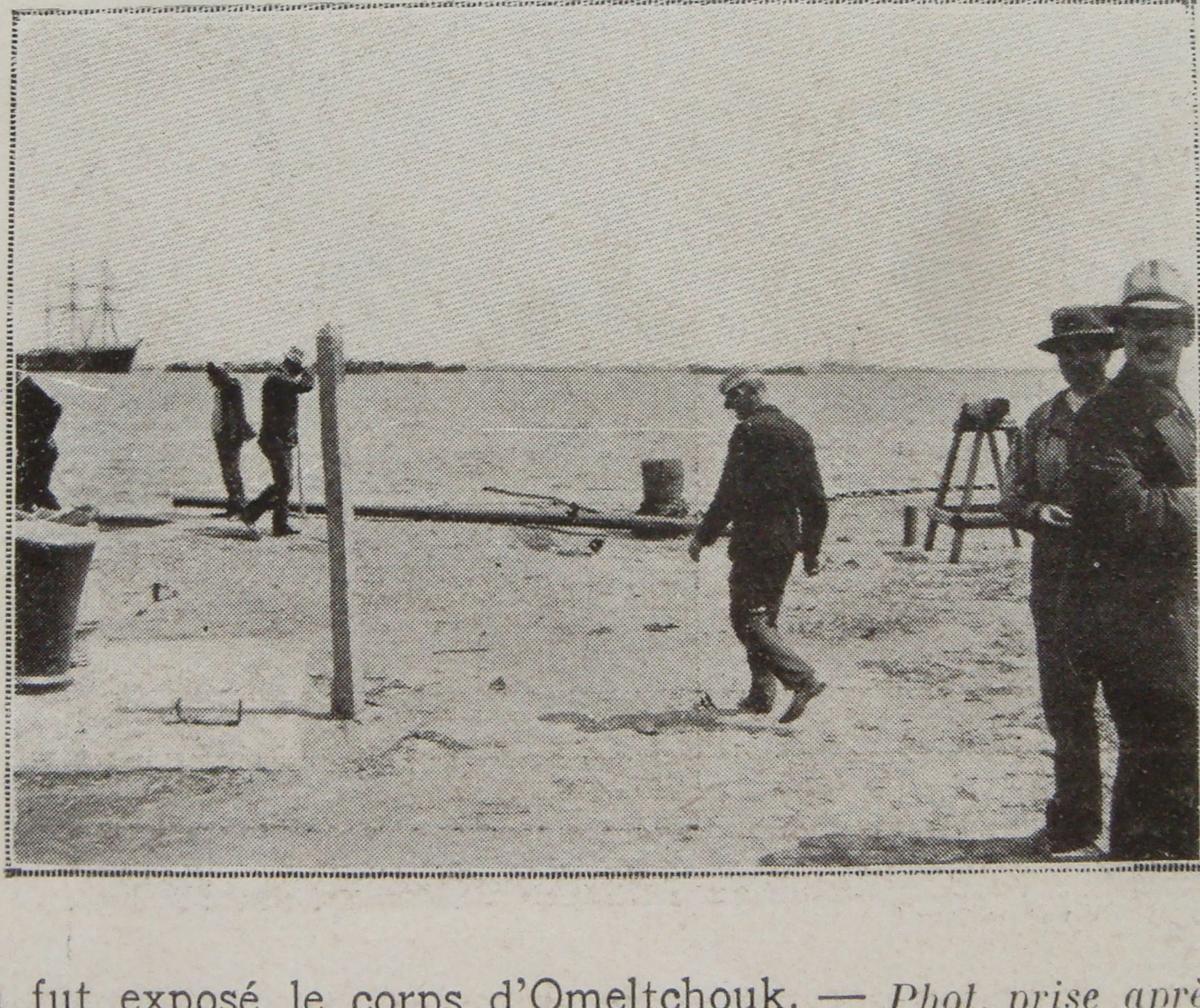
Фотографія того самого місця на Новому молу, де тіло Г. Н. Вакуленчука було виставлено для огляду натовпу

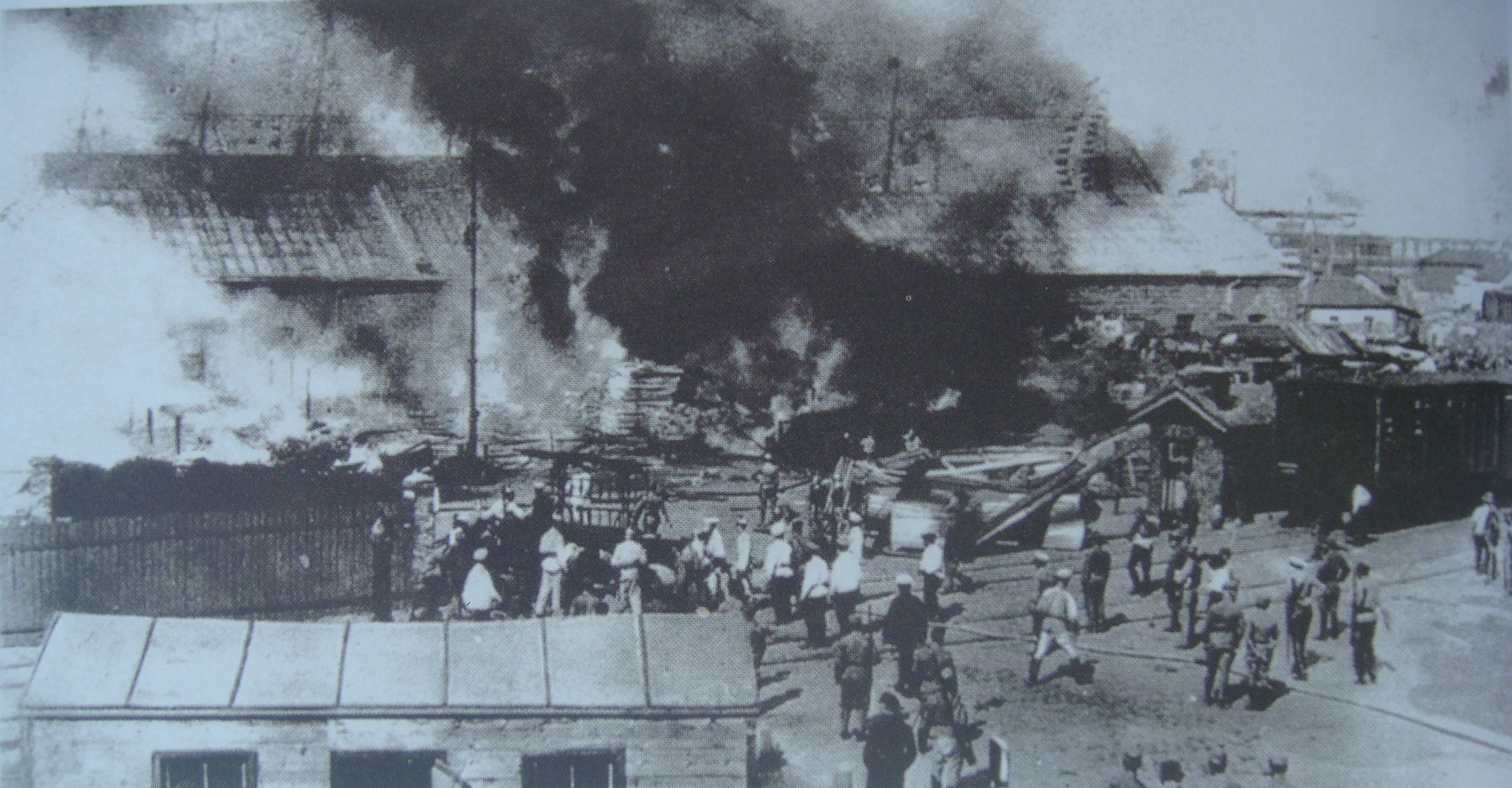
Горить Одеський порт, підпалений погромниками

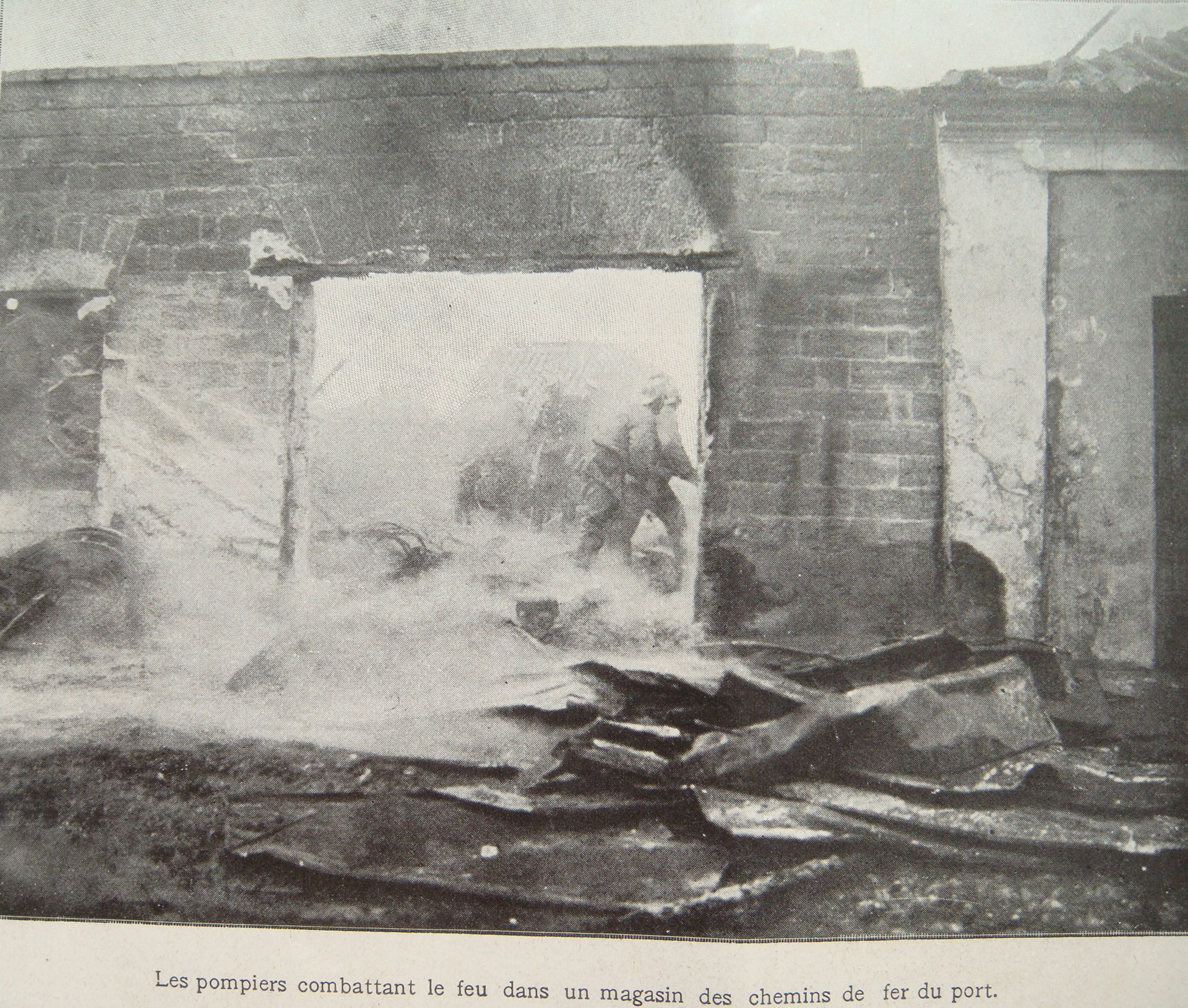
Пожежники за роботою в Одеському порту

В акваторії порту «Потьомкін» захопив транспорт «Емеранс» з вантажем вугілля.
Разом з кур'єрами, о 4-й ранку з броненосця на берег був відвезений труп Г. М. Вакуленчука. Труп розмістили на Новому молу в спеціально спорудженому наметі і приставили варту. На броненосець прибули представники двох Одеських організацій РСДРП, що були сюди направлені «Об'єднаною комісією» — меншовики А. П. Бржезовський (або Березовський, псевдо Кирило Петров) і К. І. Фельдман (псевдо Василь Іванов або Студент, бо на момент подій це був вісімнадцятирічний юнак, що закінчив гімназію і збирався вступати до університету) та більшовик В. П. Лазарєв (останній залишив корабель ввечері того ж дня і більше на корабель не повертався).
Близько восьмої години ранку до борту броненосця прибула шлюпка з начальником Одеського торгового порту Герасимовим, товаришем прокурора Абрашкевичем і кількома жандармами під командою помічника пристава портового відділку Федорова з метою довідатися про те, що відбувається на панцернику і причини, що призвели до повстання команди. Повсталі матроси спочатку змусили тих, хто знаходився в шлюпці роззброїтися, вимагаючи, щоб вони викинули зброю за борт, а потім взагалі прогнали шлюпку від броненосця. Під керівництвом прибулих на корабель революціонерів було обрано керівний орган — «суднову комісію» — прообраз придуманих вже в 1917 році «ревкомів». До складу комісії було обрано близько тридцяти матросів, в тому числі одеських соціал-демократів, що не були членами екіпажу. Вони склали звернення до повсталих військ гарнізону і до громадян Одеси з закликами підтримати повстання. Одеською групою при ЦК РСДРП ці відозви були розмножені у вигляді листівок і поширювалися по місту. Перевантаження вугілля з борту «Емеранс» на броненосець підтримали вантажники Одеського порту. Близько трьохсот осіб безкоштовно допомагали матросам «Потьомкіна» перевантажувати вугілля.
З самого ранку в порту почав збиратися натовп, поліція через свою нечисленність не змогла запобігти стихійному мітингу, що розпочинався над тілом убитого. А до 10-ї години ранку і зовсім покинула порт. Коли до команди броненосця дійшли вісті, що війська, які прибувають до порту, мають намір розігнати цей мітинг, об 11 годині 21 хвилину на щоглу було піднято сигнальний прапор червоного кольору, що відповідав літері «Н», або «Наш». За міжнародним зводом сигналів це означало «Готовий до артилерійської стрільби» або «Вантажу боєприпаси». Цим повсталі хотіли попередити сухопутне командування, що відкриють артилерійський вогонь по місту, якщо хто спробує застосувати силу проти «народу». Цей же сигнальний прапор піднімався під час повстання на броненосці ще двічі — наступного дня при обстрілі Одеси і 23 червня (6 липня) 1905 року при підготовці обстрілу Феодосії. Згодом червоний сигнальний прапор піднімався на щоглі вже після придушення повстання, коли в Севастополі броненосець роззброювався і з нього вивантажували боєприпаси. Але сухопутним командуванням, що було не знайоме з морськими сигналами, цій події було надано політичний підтекст (мовляв «прапор революції») в руслі революційних подій, що відбувалися в той момент в Одесі. А пізніше, вже в радянський час, відбулося повне ототожнення сигнального прапора червоного кольору, піднятого на броненосці, з червоним прапором революції.
Коли до полудня за наказом командувача Одеським військовим округом в місто з таборів були введені два піхотних: 274-ї Ставучанський з Бендер і 133-й Сімферопольський з Катеринослава — і 8-й Донський козачий полки, в порту вже зібралося до п'яти тисяч чоловік. Військам було наказано оточити порт, перекрити всі виходи з нього і нікого не впускати і не випускати з нього, керуючись думкою, що в порту зібралися всі «неблагонадійні елементи», і тому уберегти місто від заворушень можна буде, ізолювавши цей неблагонадійний елемент в порту. На територію порту військам було наказано не входити, так як стало відомо про загрозу броненосця відкрити вогонь по військам, якщо вони почнуть діяти проти присутніх в порту людей.
Текст записки, яка лежала на грудях убитого під час прощання з тілом в Одеському порту:
|  | Одесити, перед вами лежить труп по-звірячому вбитого старшим офіцером броненосця «Князь Потьомкін - Таврійський» матроса Вакуленчука за те, що насмілився заявити, що борщ нікуди не годиться. Товариші, осіняймо себе хресним знаменням і постоїмо за себе! Смерть вампірам, хай живе свобода! Команда броненосця «Князь Потьомкін - Таврійський». Один за всіх і всі за одного. Ура! Ура! Ура! |

Одеські соціал-демократи, які перебували на борту панцерника, намагалися схилити суднову комісію до рішення про висадку десанту в Одесу і захоплення ключових об'єктів міста. Але суднова комісія ухвалила рішення не розбивати команду на частини, а в повному складі екіпажу чекати приходу ескадри, з якою, можливо, доведеться вести бій.
О 18:15 портове судно «Вєха», яке щойно прибуло в Одесу і не мало відомостей про поточні події, було захоплено повсталими матросами. Всі офіцери судна на чолі з полковником П. П. Ейхеном були заарештовані. «Вєху» почали переобладнувати в госпітальне судно на випадок бою з ескадрою.
Під вечір до борту панцерника пристав човен з делегацією одеситів, які прибули висловити свою підтримку повсталим. У своїх спогадах на річницю подій молодий тоді письменник К. І. Чуковський, який був серед цих одеситів, згадував, що вони знайшли матросів похмурими і мовчазними. А один з їх керівників (за описом — К. І. Фельдман) на запитання «Чи не страшно їм тут?» відповів:
|  | ... Не те що страшно, а недобре, дуже недобре. Ніякого ладу немає у нас. Один говорить одне, інший інше. Ми надіємося на вас, ви надієтеся на нас. Ну, прощавайте! Ніколи більше не побачимося… |

О 9 годині вечора суднова комісія ухвалила рішення у разі зустрічі з ескадрою першими вогню не відкривати, але, якщо ескадра нападе на «Потьомкін», дати їй бій. Всі заарештовані офіцери судна «Вєха» були відпущені в Одесу. Заарештованих офіцерів панцерника і міноносця було вирішено відпустити в Одесу наступного ранку. З настанням темряви, в очікуванні ескадри була зіграна бойова тривога. На кожну гармату було виділено по шість снарядів, торпедні апарати приведені в готовність, матроси лягли спати на своїх бойових постах, всю ніч води навколо броненосця висвітлювали прожекторами.
Реакція на звістки про повстання міської і центральної влади
Першим в Петербург про повстання вже вранці 15 (28) червня 1905 року повідомив Міністру внутрішніх справ начальник Одеського охоронного відділення М. П. Бобров. Його доповідь ґрунтувалася на оповіданні про події молодого матроса Ф. М. Хандиги, який вплав врятувався з панцерника і переховувався весь перехід з Тендрівської коси до Одеси на борту міноносця № 267, а потім втік з нього на весловому човні. Телеграма М. П. Боброва була негайно передана Миколі ІІ, який записав у щоденнику: «Отримав приголомшливу звістку з Одеси про те, що команда броненосця „Князь Потьомкін-Таврійський“, що прийшов туди, збунтувалася, перебила офіцерів і захопила судно, погрожуючи заворушеннями в місті. Просто не віриться!» і направив командувачу Одеським військовим округом телеграму наступного змісту: «Прийміть негайно найжорстокіші, рішучі заходи для придушення повстання як на „Потьомкіні“, так і серед населення порту. Кожна година зволікання може в майбутньому обернутися потоками крові».
Повідомлення про повстання на «Потьомкіні» були отримані всіма основними урядовими органами і скрізь справили гнітюче враження. Події нагадували початок повномасштабної громадянської війни. Голова кабінету міністрів С. Ю. Вітте назвав подію «нечуваною». Великий князь Костянтин Костянтинович записав у щоденнику: «Жахи, неймовірні вісті з Одеси. Це — повна революція!».
Одним з перших вжитих заходів стало посилення цензури: начальник Головного управління у справах друку Міністерства внутрішніх справ Н. А. Звєрєв 15 (28) червня 1905 року направив у цензурні комітети циркуляр, що фактично забороняв пропуск до друку згадок про заворушення в Одесі і повстання на «Потьомкіні». Заборона діяла до 21 червня (4 липня) 1905 року, і в цей період багато російських газет виходили з порожніми колонками, а одеські газети не виходили зовсім. Приватні листи зі згадками про події не пропускалися. Інформація про ці події, що надходила в Росію від іноземних кореспондентів, також не пропускалася.
У той час як центральна влада в силу віддаленості від місця подій довіряла чуткам і жила здогадками про події і його причини, одеська влада знаходилися в повній розгубленості. Лише стало відомо, що на рейд Одеси прибув повсталий панцерник, розгублений Одеський градоначальник Д. Б. Нейдгард передав усі свої владні повноваження начальнику Одеського військового округу генералу С. В. Каханову. Той, у свою чергу, призначив комендантом Одеси бригадного командира К. А. Карангозова, який 19 червня (2 липня) 1905 року також був призначений Тимчасовим генерал-губернатором Одеси та Одеського градоначальства. Міський голова П. А. Крижанівський за збігом обставин в місті в ці дні був відсутній:102. Виконувач його обов'язків К. Е. Андріївський 16 (29) червня 1905 року послав в Морське та Військове відомства панічну телеграму, в якій «уклінно просив» адресатів про прийняття екстрених та дійсних заходів для забезпечення життя і майна громадян міста Одеси".
Поступово ситуація в порту погіршилася. Ті мешканці довколишніх успішних районів, що з ранку приходили в порт, цікавилися і співчуваючи повсталим, почали поступово розходитися, а натомість порт заповнила темна юрба з околиць, якою рухали переважно низинні інстинкти. Злочинні елементи, користуючись відсутністю в порту поліції і військ, почали грабувати склади, розбивати бочки з горілкою і вином. В порту спалахнули пожежі. Війська, побоюючись обстрілу з боку броненосця, продовжували тримати оточення по периметру порту, не пропускаючи в порт нові юрби і нікого не випускаючи з нього. Однак в самому порту погроми ніхто не зупиняв. Лише з настанням темряви війська, що оточували порт, наважилися обстріляти натовп, що намагався покинути порт. Були вбиті і поранені сотні людей. Офіцери доповідали, що по військам з натовпу, в свою чергу, теж вівся револьверний вогонь, який здебільшого був нешкідливим через значну дистанцію між військами і стрільцями. Газета «Одесские новости» надрукувала свідчення дружини портового стрілочника: «…пізно вночі пішли вони по порту: розграбують комору, поллють гасом, запалять його і йдуть далі. Пароплави, баржі, все палили. Дійшли до моєї хати, один розмахнувся, хотів полити гасом, та інший каже: „Не чіпай, тут сторож живе, сам бідний“. І спасибі, молодь звідкись з'явилася, студенти, євреї. Вони й допомогли нам витягнути речі на берег та просили не чіпати нас»:99—100.
Оцінки кількості жертв під час заворушень в Одеському порту 15-16 червня
В радянській історіографії кількість жертв заворушень в Одеському порту була сильно завищена. Називалися цифри в 1260 і навіть в 1500 загиблих. Але ці цифри, треба думати, були підсумовуванням і убитих і поранених. За офіційними даними російського уряду під час заворушень в порту загинуло і було поранено 123 людини. Ці дані напевно були занижені. Реальне число потерпілих, безсумнівно, обчислювалося сотнями.
У рапорті одеського поліцмейстера градоначальнику Одеси, складеному 17 (30) червня 1905 року, були наведені такі цифри про кількість убитих під час подій у порту: з боку цивільних всього вбито 57 людей, з них встановлено 14 осіб. Десять трупів повністю згоріли. З боку урядових сил був убитий один городовий і один солдат. 20 червня (3 липня) 1905 року поліцмейстер подав градоначальнику рапорт про кількість осіб, похованих на одеських кладовищах в результаті заворушень — до дати подання рапорту були поховані 32 людини:101.
У довідці одеського лікарського інспектора одеському градоначальнику повідомлялося, що на 21 червня (4 липня) 1905 року в одеських лікарнях перебували 80 осіб, поранених в результаті заворушень:102.

### 16 червня

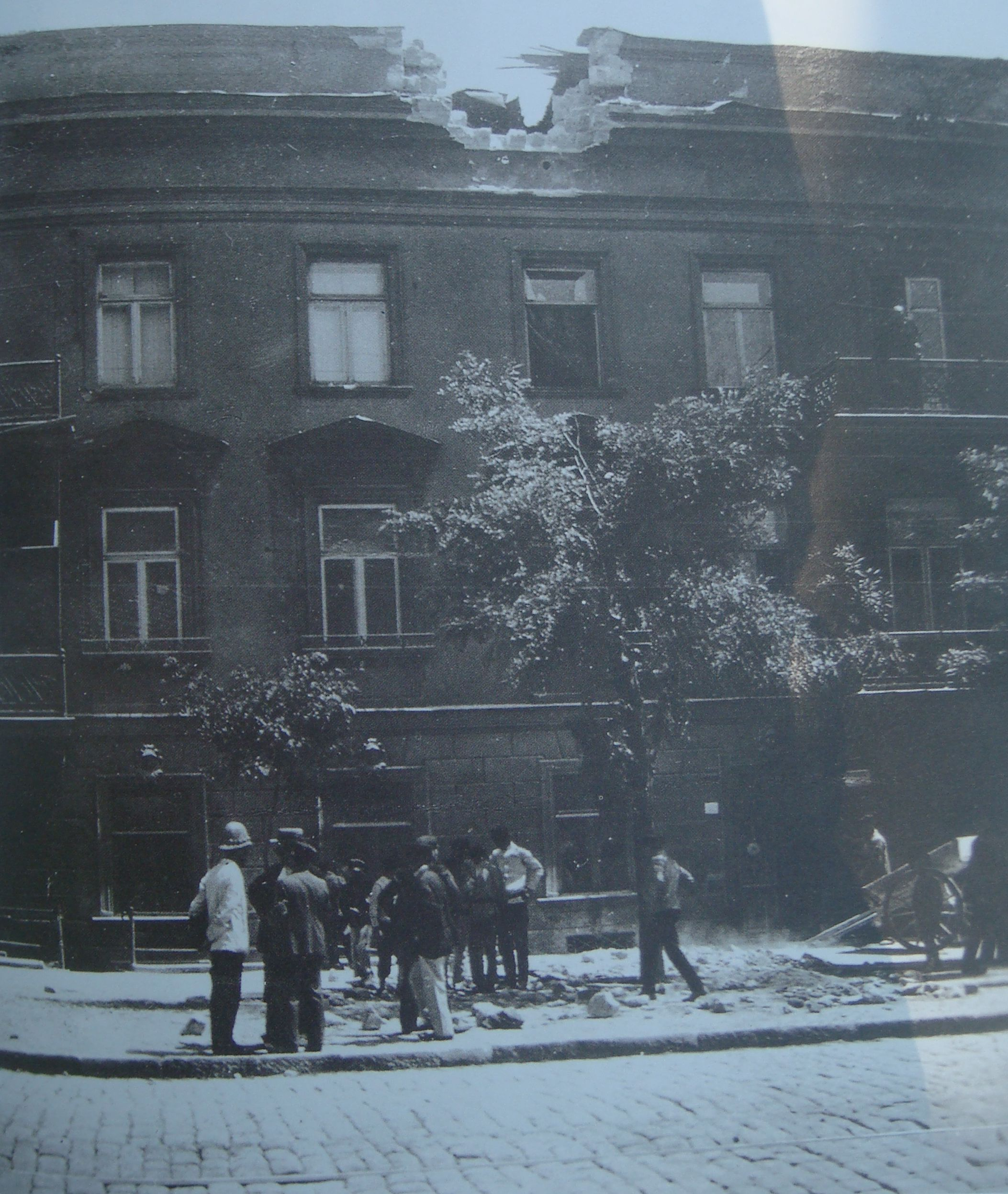
Одним із снарядів, випущених броненосцем, було зруйновано горище прибуткового будинку Фельдмана, вулиця Ніжинська 71, ріг Спиридонівської

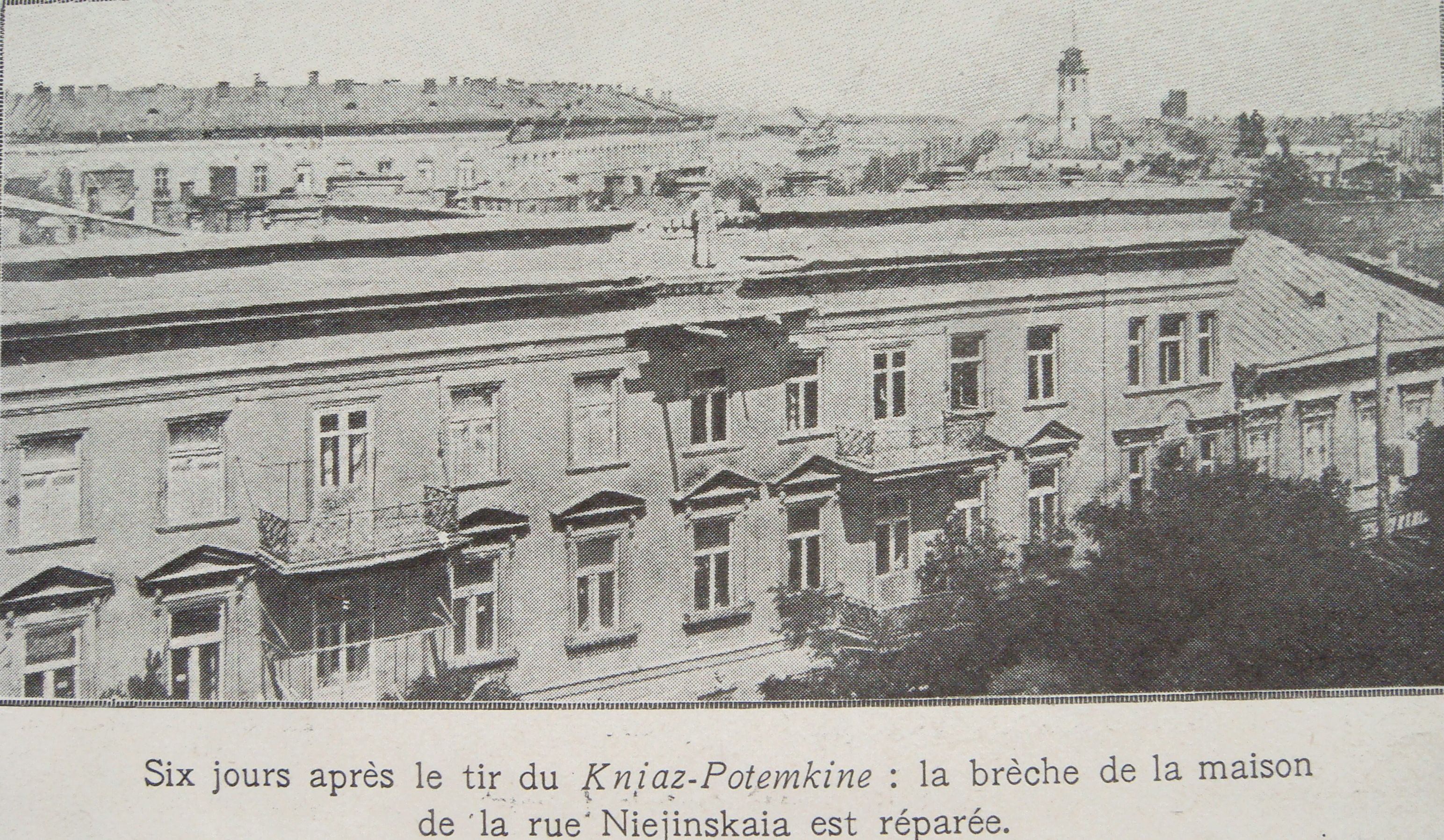
Вигляд цього ж будинку з іншого ракурсу. Будівельний робітник усуває пошкодження

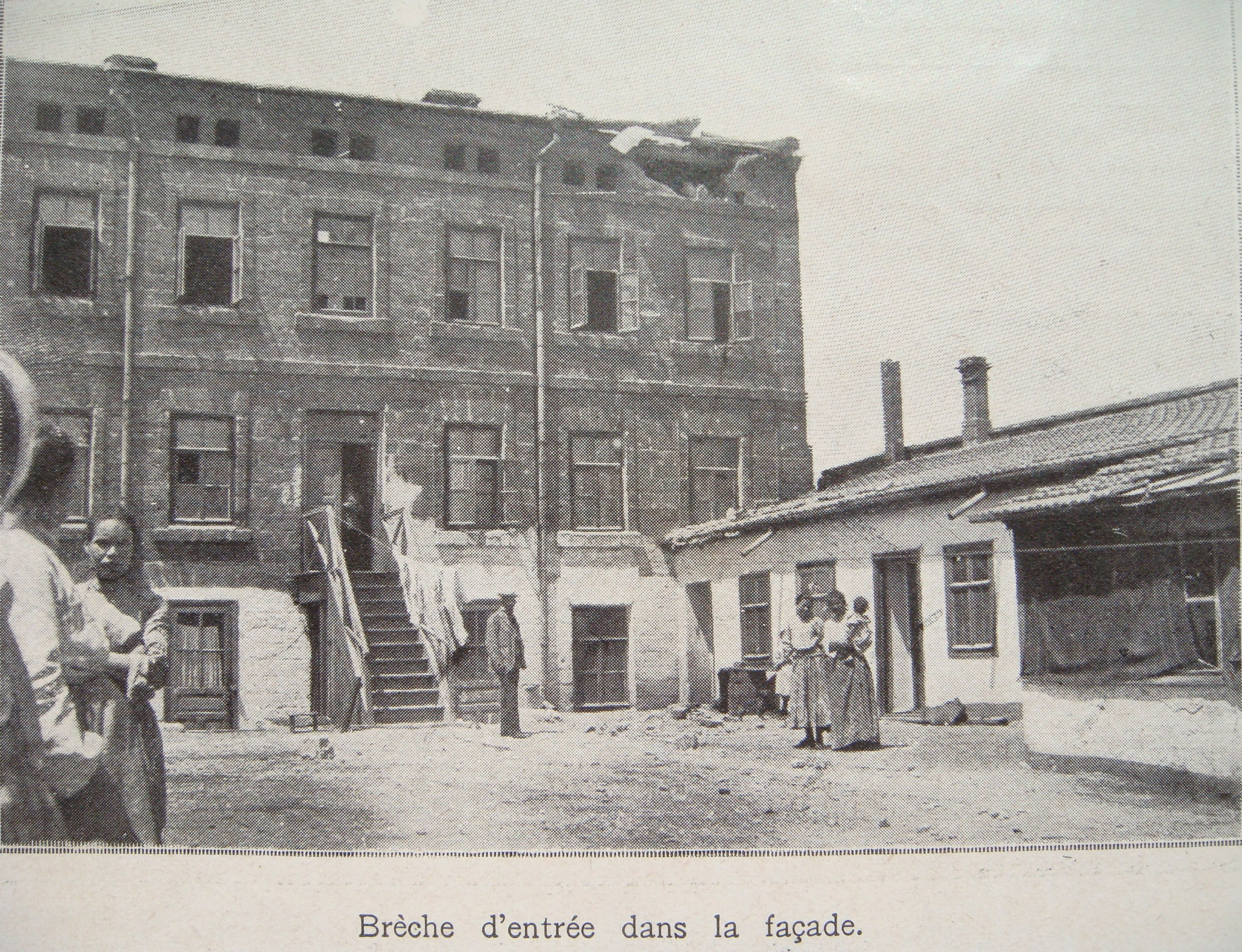
Інший снаряд потрапив у будинок Стрепетова на Бугаєвській вулиці…

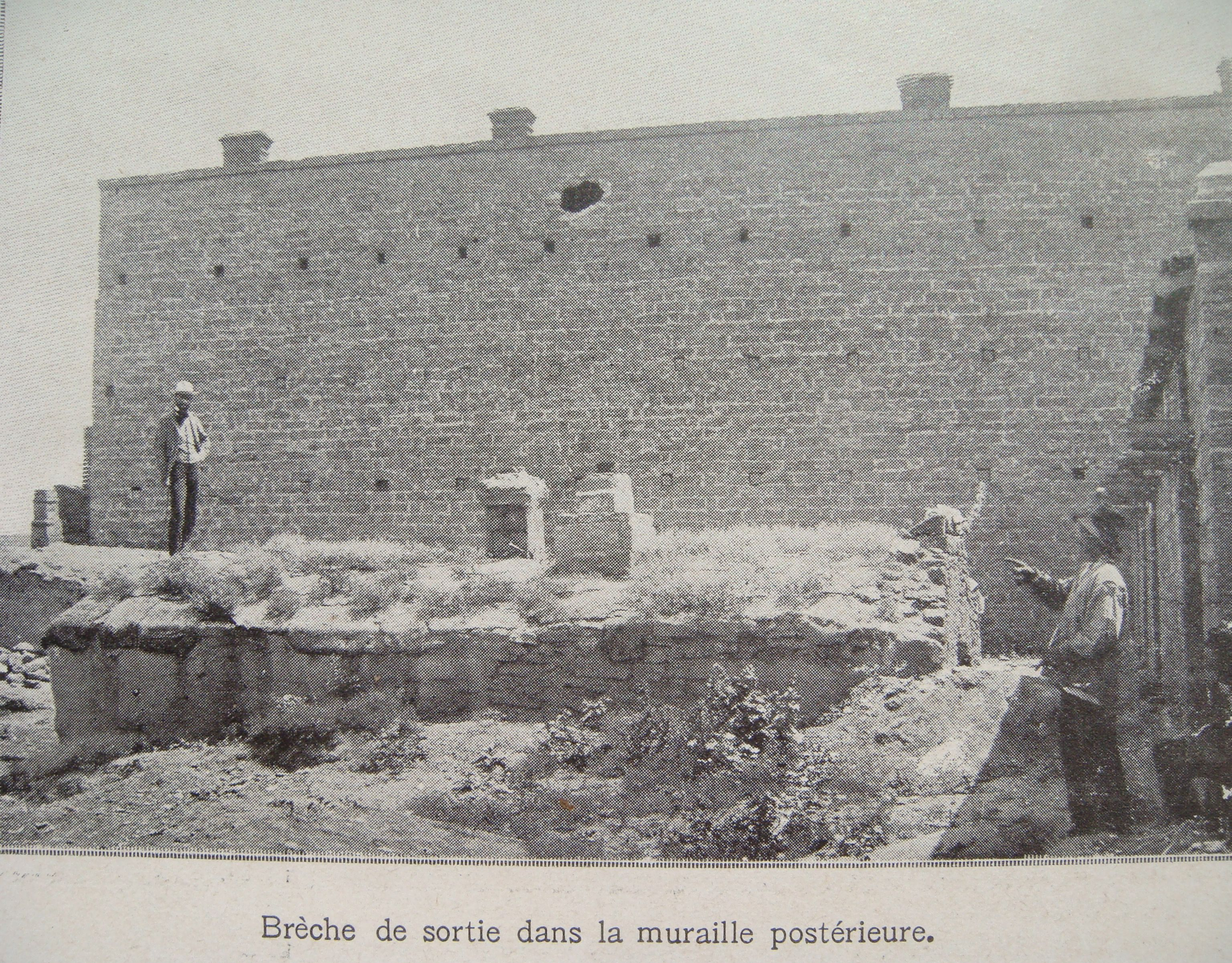
… і пробив наскрізь будинок

Близько 9-ї години ранку повсталі матроси звільнили і відправили на берег всіх заарештованих офіцерів, крім прапорщика Д. П. Алексєєва, якому судновою комісією було призначено виконувати обов'язки командира корабля. Два офіцери — поручик О. М. Коваленко і підпоручик П. В. Калюжнов залишилися на повсталому броненосці добровільно. Приєднався до повсталих і молодший лікар О. С. Голенко. Молодші командири броненосця — унтер-офіцери, боцмани й інші були звільнені з-під арешту. Їм наказали виконувати свої звичайні обов'язки і застерегли смертю вчиняти будь-які дії проти повсталих.
О 9-й годині ранку до командування Одеського військового округу була відправлена делегація матросів для отримання дозволу на похорон Г. М. Вакуленчука. Під час переговорів такий дозвіл на похорон було отримано. О 2-й години дня на берег були відправлені дванадцять неозброєних матросів як почесна варта під час похорону. При поверненні з похорону, попри гарантії командувача Одеським військовим округом генерала С. В. Каханова, прольотки, на яких їхали матроси з почесної варти, були обстріляні армійським патрулем — матроса 2-ї статті І. Т. Вороніна було вбито, учня кочегара Я. В. Гаврилова — важко поранено в голову. Його, як вбитого, залишили на місці і лише о 4-й ранку він був підібраний і доставлений в міську лікарню, де невдовзі помер. Учень машиніста І. М. Гусельніков, учень сигнальника П. Н. Неупокоєв та учень машиніста П. Є. Фотін, що сидів поруч з вбитим І. Т. Вороніним, були заарештовані. При обстрілі втекли, а потім здалися солдатам стройовий інструктор В. В. Мурмов, квартирмейстер  Г. В. Раєвський і писар М. К. Вигуляр. Також втік, десь переховувався і з'явився за два тижні машиніст Є. С. Мушенко. Повернулися на корабель після похорон Г. М. Вакуленчука з дванадцяти людей почесної варти лише троє —  гальванер О. І. Шилін і два матроса.
Радянська історіографія описувала похорон як могутню революційну демонстрацію, в якій, за спогадами К. І. Фельдмана, брало участь «тридцять тисяч одеських робітників». Схожі спогади залишили про похорон інші учасники повстання.
Однак в офіційних документах про повстання похорон Г. М. Вакуленчука або не згадано взагалі, або пишеться про «натовп», що йшов за труною. Брат письменника В. Г. Короленка, І. Г. Короленко, який спостерігав за похоронною процесією з балкона його одеської квартири, писав у листі до першого, що за труною було кілька десятків чоловік.
Броненосець несподівано для урядових сил дав три холості «траурні» постріли в пам'ять про Г. Н. Вакуленчука і два постріли з 6-дюймових гармат бойовими снарядами по місту — ватажки повстання пізніше запевняли, що хотіли поцілити в будинок градоначальника і командувача військами, але не влучили — сигнальник нібито навмисно дав навідникам невірний приціл. Один снаряд вразив горище житлового будинку в центральній частині міста, але жертв на щастя не було, другий — пролетів на околицю міста, наскрізь пробивши будинок Стрепетова на Бугаєвській вулиці. Він, не вибухнувши, впав на території цукрового заводу Бродського. Після обстрілу почалася панічна втеча заможної частини населення з Одеси:101.
Генерал С. В. Каханов, між тим, продовжував стягувати в Одесу додаткові військові частини. У місто були введені артилерійська частина, п'ять ескадронів драгунів (23-й драгунський Вознесенський полк з міста Бєльці) і ще чотири піхотних полка. До 17 (30) червня 1905 року загальна чисельність військ в Одесі досягла 14 тис. чоловік — чверть від загальної кількості військ в Одеському військовому окрузі. Артилерія була розміщена на провідних до порту вулицях з наказом у разі, якщо панцерник спробує наблизитися до порту, відкривати вогонь шрапнеллю по його палубах. З вулиці Ланжеронівській були відселені всі її мешканці. Делегація матросів з повсталого броненосця, яка з'явилася о 9 годині вечора до командувача Одеським військовим округом з вимогою всьому військовому та цивільному начальству Одеси з'явитися на броненосець для переговорів з повсталими, не була прийнята. Після того як радіотелеграфістом «Потьомкіна» були перехоплені радіоповідомлення між кораблями ескадри, що прямувала до Одеси, поранені і хворі матроси були переведені на судно «Вєха», яке було переобладнано в госпітальне.
Реакція В. І. Леніна на повстання на броненосці
Вже 15 (28) червня 1905 року секретар Одеського комітету РСДРП(б) С. В. Гусєв направив до Женеви В. І. Леніну листа, в якому інформував про прибуття броненосця під управлінням бунтівної команди в Одесу і про появу для революціонерів унікальної можливості захопити в місті владу в свої руки і створити Тимчасовий революційний уряд.
В. І. Ленін, дізнавшись про події в Одесі з газет, 17 (30) червня 1905 року направив до Одеси свого кур'єра — більшовика М. І. Васильєва-Южина — з інструкціями щодо розширення масштабів повстання, наставляючи його перед відправленням такими словами:
|  | — Завдання дуже серйозні. Вам відомо, що панцерник «Потьомкін» знаходиться в Одесі. Є побоювання, що одеські товариші не зможуть як слід використати повстання, що спалахнуло на ньому. Постарайтеся за будь-яку ціну потрапити на броненосець, переконайте матросів діяти рішуче і швидко. Добийтися, щоб негайно був зроблений десант. В крайньому випадку, не зупиняйтеся перед бомбардуванням урядових установ. Місто потрібно захопити в наші руки. Потім негайно озбройте робітників і найрішучішим чином агітуйте серед селян. На цю роботу киньте щонайбільше наявних сил одеської організації. У прокламаціях і усно закликайте селян. |

В.Ленін інструктував діяти рішуче, сміливо, швидко і зробити все, щоб захопити увесь флот. Він був упевнений, що більшість команд приєднається до «Потьомкіна». Він мав намір особисто приєднатися до повстання у разі його успіху і проінструктував надіслати тоді міноносець за ним в Румунію. Його кур'єр запізнився, прибувши у місто лише 20 червня (3 липня) 1905 року, що, напевно, врятувало місто від більш масштабних військових дій:102.

### 17 червня
Вихід у море

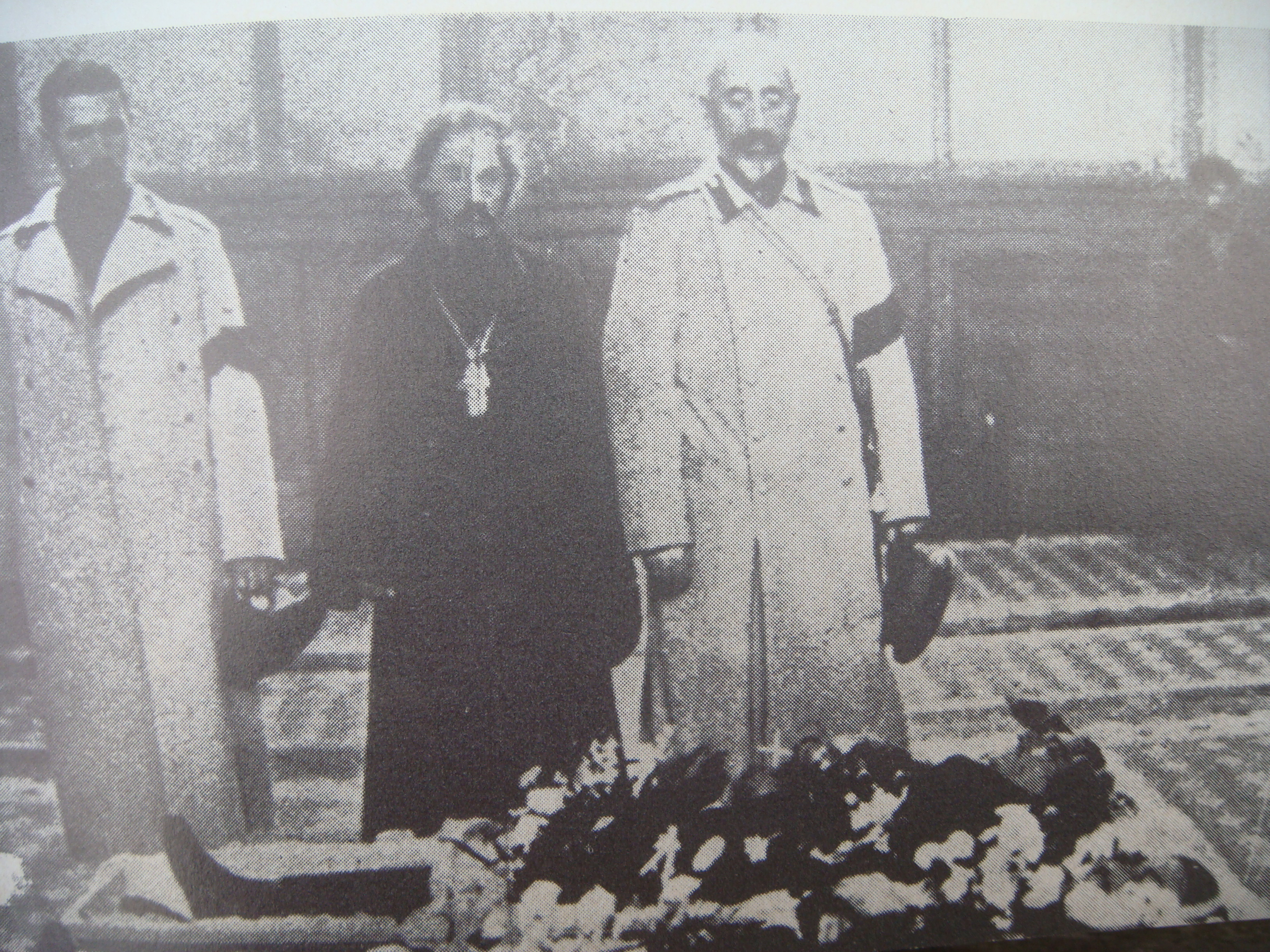
Відспівування убитих офіцерів корабля

В 6 годин ранку броненосець «Потьомкін» приготувався до походу. Ще трохи раніше на захопленому в порту рятувальному буксирі «Смєлий» (Сміливий), що належав Російському товариству пароплавства і торгівлі, матроси з «Потьомкіна» під орудою машинного квартирмейстера Є. К. Резніченко вийшли на розвідку в район Тендри в пошуках близької ескадри.
Зустріч з Чорноморською ескадрою. «Німий бій»
Приблизно о 8 годині 20 хвилин на «Потьомкіні» виявили наближення 16-вузловим ходом ескадри під командуванням контр-адмірала Ф. Ф. Вишневецького. О 8 годині 40 хвилин «Потьомкін» знявся з якоря і пішов назустріч ескадрі. Близько 9 годин ранку ескадра контр-адмірала Ф. Ф. Вишневецького, уникаючи зближення з «Потьомкіним», відвернула від нього у відкрите море. Близько 10-ї години ранку кораблі ескадри Ф. Ф. Вишневецького зустрілися з кораблями ескадри контр-адмірала О. Х. Крігера. Об'єднані сили знову повернули до Одеси, маючи намір атакувати бунтівний броненосець. На «Потьомкіні» виявили об'єднані сили флоту і приготувалися до бою і загибелі.
О 12 годині 20 хвилин повсталий корабель зустрівся в морі з об'єднаною ескадрою під командуванням контр-адмірала О. Х. Крігера. Панцерник «Потьомкін» пройшов крізь стрій ескадри — кораблі розійшлися без відкриття вогню. О 12 годині 50 хвилин броненосець «Потьомкін» розвернувся і вдруге пройшов крізь кораблі ескадри, при цьому до повсталого броненосцю приєдналася команда броненосця «Георгій Побідоносець».
Повстання на броненосці «Георгій Побідоносець»
Десь за півтори годин опівдні адміралу О. Х. Крігеру стало цілком зрозуміло, що команда броненосця «Георгій Побідоносець» відмовляється виконувати накази своїх офіцерів і приєдналася до повстання. Не бажаючи піддавати подальшому випробуванню настрої команд інших кораблів ескадри, він наказав збільшити хід і взяти курс на Тендрівську косу. Два повсталі броненосці взяли курс на Одесу. З «Потьомкіна» на «Георгій Побідоносець» була висаджена вартова партія озброєних матросів для допомоги в захопленні влади на броненосці. До 5 години дня обидва панцерника прийшли на одеський рейд і стали на якір.
Спостерігаючи «німий бій» з берега, військові не могли зрозуміти, що відбувалося — книги зводу морських сигналів в Одеському військовому окрузі були відсутні, сигнали, що подавалися кораблями, залишалися для армійського командування повною загадкою. Морське ж відомство не вважало за потрібне повідомити сухопутне командування про перехід «Георгія Побідоносця» на бік повсталих, і останнє вважало, що це «Потьомкін» здався «Побідоносцю».

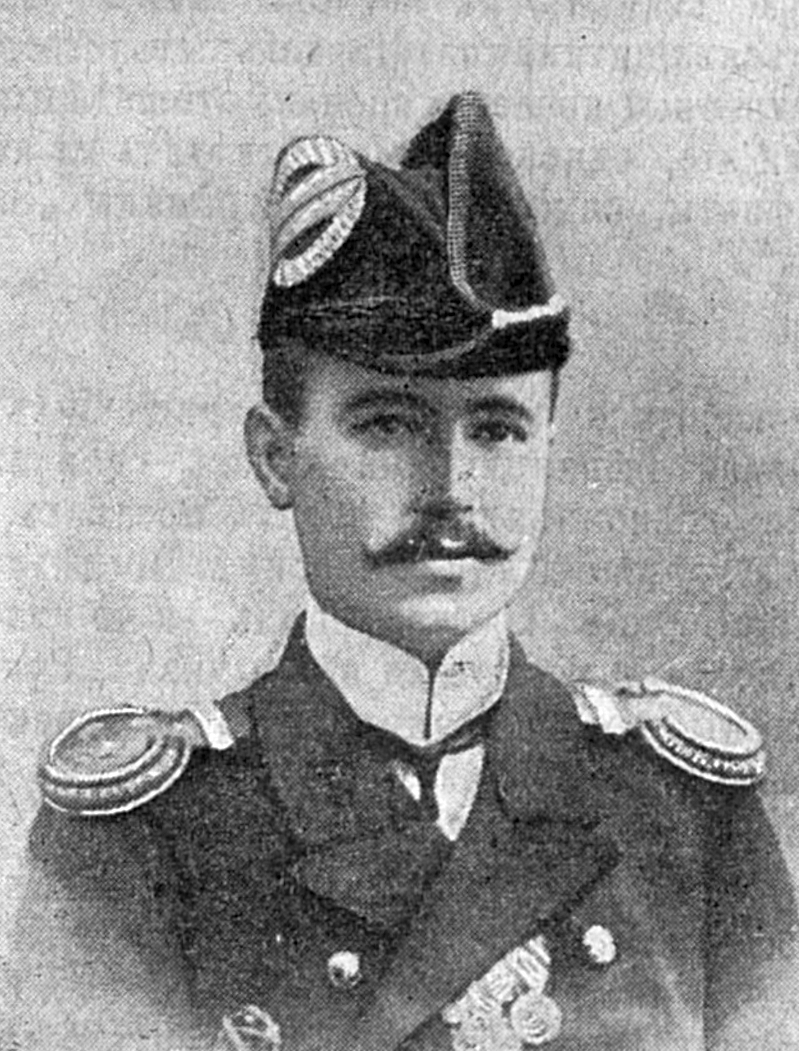
Лейтенант броненосця «Георгій Побідоносець» Григорков К. К.

На відміну від «Потьомкіна», повстання на «Побідоносці» не супроводжувалося побиттям офіцерів — їх усіх (крім лейтенанта К. К. Григоркова, що при наближенні бунтівних матросів покінчив життя самогубством) ще при підході до Одесі посадили в шлюпку і на буксирі міноносця № 267 відправили на берег за сім миль на схід від Одеси. Висаджені на берег в районі села Дофінівка офіцери з «Георгія», вважаючи, що Одеса знаходиться в руках революціонерів, пішли на Миколаїв.
Суднова комісія «Потьомкіна» провела спільну нараду з представниками команди «Георгія Побідоносця», на якій було ухвалено рішення про спільні дії та про вибори на «Побідоносці» суднової комісії за прикладом «Потьомкіна».
Спроба торпедувати повсталі броненосці
Близько 7-ї години вечора, перебуваючи в районі Тендрівської коси і провівши нараду з командирами, адмірал О. Х. Крігер вирішив, зважаючи на ненадійність команд ескадри, повернутися на головну базу флоту в Севастополь і звідти послати спеціально сформований загін міноносців для потоплення повсталих кораблів. А поки що в Одесу був направлений міноносець № 272 для спроби атаки броненосців.
Одержавши радіограму від адмірала О. Х. Крігера про те, що до повсталих спрямований міноносець № 272 для переговорів про здачу, суднова комісія «Потьомкіна» ухвалила рішення не підпускати його до себе. І коли близько 9-ї години вечора міноносець з'явився на одеському рейді і запропонував вступити з ним у переговори, броненосець «Потьомкін» відповів йому сигналом «Ніколи, ніколи». Міноносець № 272 не наважився вчиняти будь-які дії проти повсталих кораблів і відступив.

### 18 червня

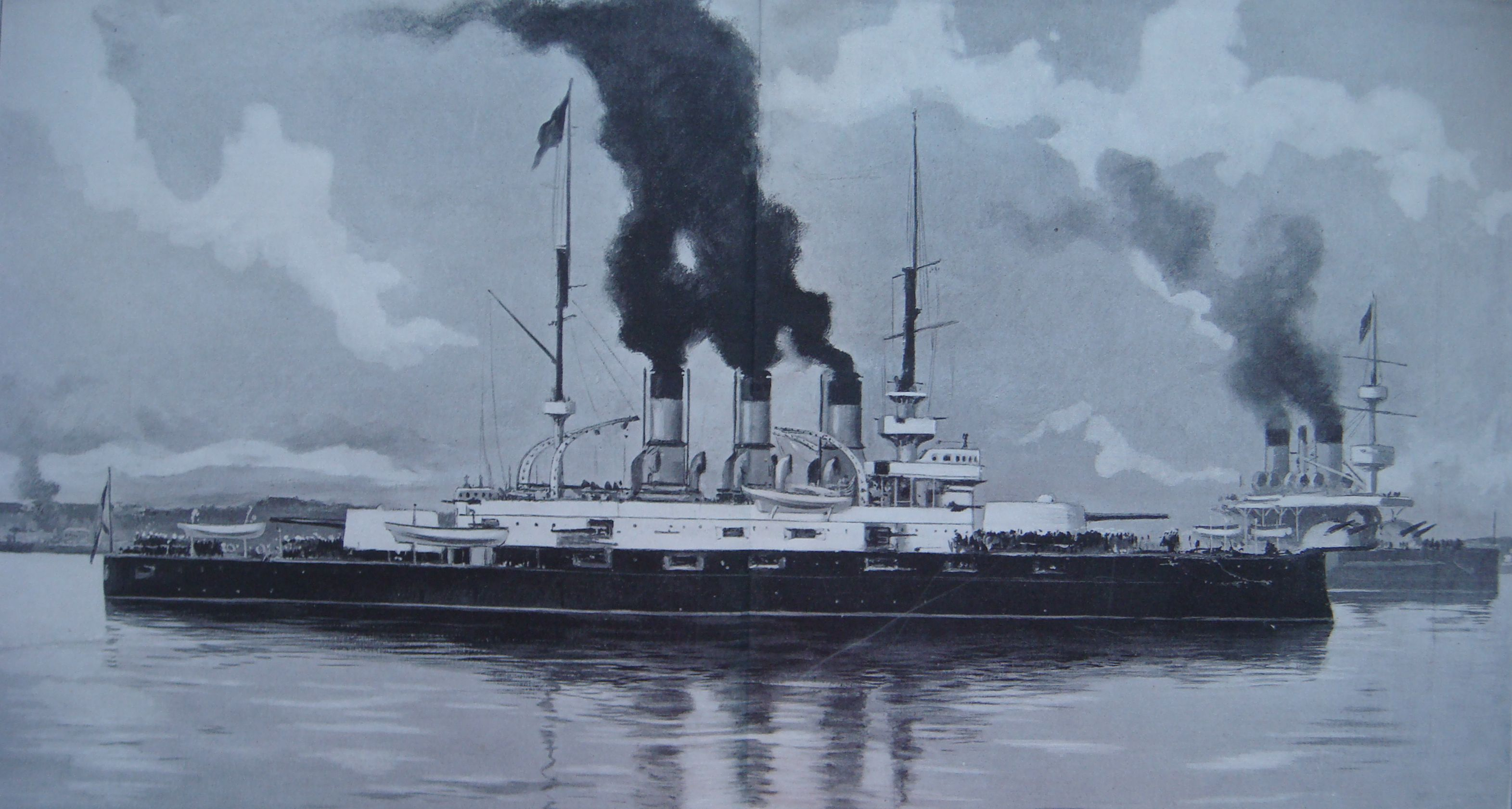
Картина, що зображає повсталі броненосці «Князь Потьомкін-Таврійський» та «Георгій Побідоносець» (праворуч) на Одеському рейді

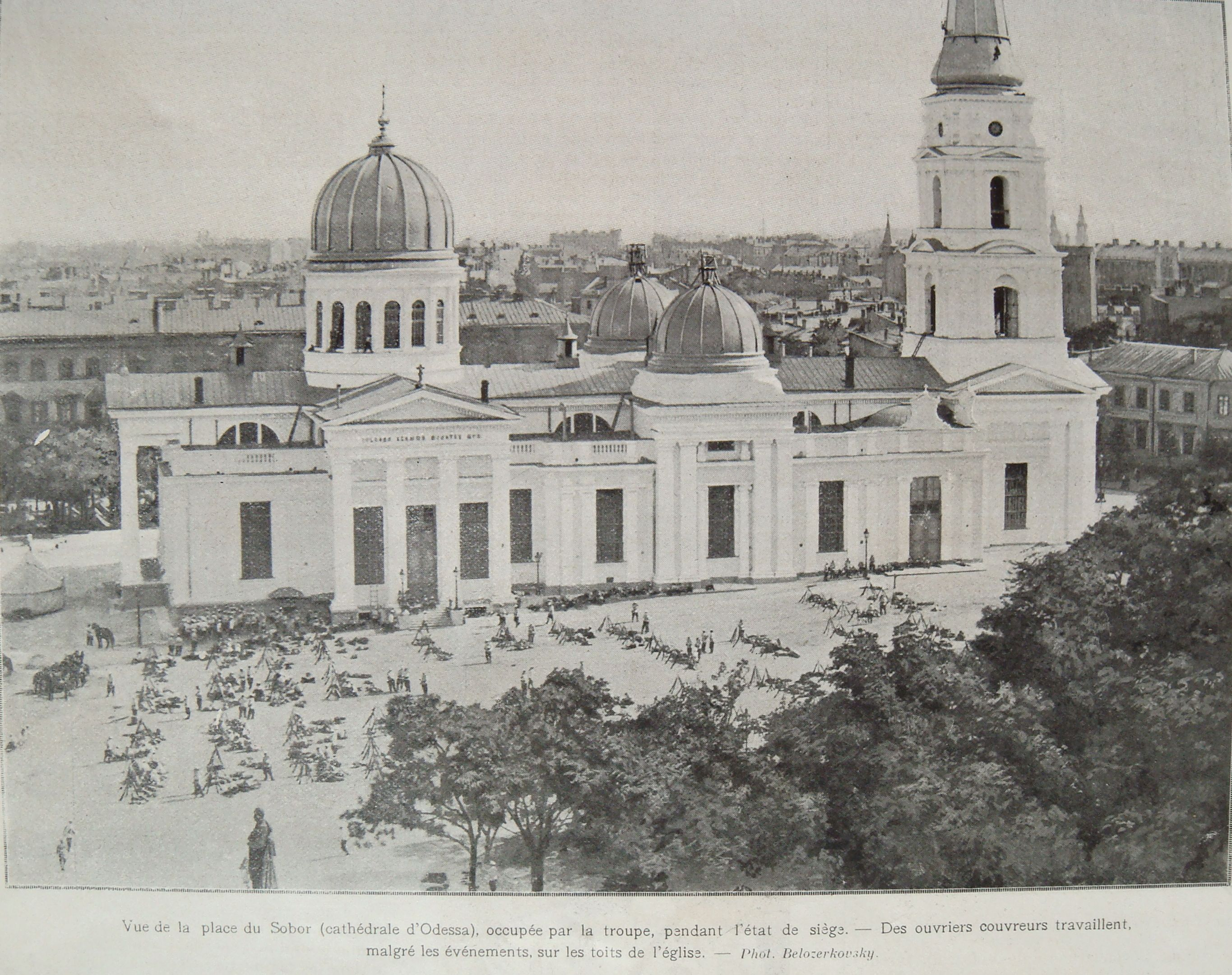
Соборна площа Одеси в дні повстання. На площі — табір урядових військ

Вранці частина команди панцерника «Потьомкін» захопила в Одеському порту транспорт «Петро Регір» з вантажем вугілля. Судно було приведено та пришвартоване до броненосця і з його трюмів розпочато перевантаження вугілля на броненосець.
В Одесі на територію порту увійшли війська. Командувач військами Одеського військового округу видав наказ, що забороняв вуличні збори більше двадцяти чоловік в одному місці, з попередженням, що війська, в такому разі, будуть відкривати вогонь по порушниках без зволікання. Відбулося засідання Одеської міської думи, присвячене боротьбі з повсталими кораблями. Міська дума просила військову владу вжити найрішучіших заходів проти бунтівників для захисту міста та майна його мешканців.
Представники революційних партій, що знаходилися на броненосці, зі свого боку написали від імені повсталого екіпажу друге звернення до командувача Одеським військовим округом. У ньому вони вимагали виведення урядових військ з Одеси, озброєння народу, встановлення народного правління, звільнення всіх політичних ув'язнених і доставки на борт броненосця вугілля і провізії.
Події в Севастополі
У Севастополі під впливом новин з моря ставало неспокійно: заворушення відбулися серед військовослужбовців мінної і саперної рот, фортечного піхотного батальйону.
Команда броненосця «Катерина II» на таємній сходці вирішила приєднатися до повстання. Змова, однак, була тут же розкрита, призвідники арештовані, команда списана на берег, а сам корабель роззброєний.
Командуванням були прийняті надзвичайні заходи по захисту Севастополя від нападу з моря: погашені Інкерманські створні вогні; в море вислані дозорні міноносці, які були розбиті на два загони: перший розташувався в п'яти милях від порту, йому було наказано зупиняти всі судна та перевіряти їх на предмет наявності на них повсталих, другий загін знаходився в двох милях від порту і мав проводити повторний огляд тих же самих судів; були приведені в готовність батареї берегової артилерії; кілька тисяч матросів призовів 1896—1898 років, у яких вже закінчився термін служби, але які все ще утримувалися на флоті «за обставинами воєнного часу» і були найбільш небезпечним з точки зору благонадійності елементом, були терміново звільнені в «особливу відпустку». Севастопольські містяни, побоюючись як появи повсталого броненосця у головній базі флоту, так і повстання самої бази, почали покидати місто.
Перехід «Георгія Побідоносця» на сторону уряду
Між тим, до 3-ї години опівдні, на «Георгії» почали брати гору молодші офіцери і та частина команди, що відмовлялася бунтувати. Вони наполягали здатися владі прямо в Одесі або повернутися в Севастополь. Але небезпеку для команди «Георгія», що одумалася, в той момент являв собою революційний «Потьомкін». Користуючись тією обставиною, що «Потьомкін» продовжував приймати вугілля з пришвартованого до нього судна «Петро Регір», борт якого затуляв артилерію «Потьомкіна», броненосець «Георгій Побідоносець» знявся з якоря, оголосивши по семафору, що йде в Севастополь. Але насправді, пройшовши повз «Потьомкіна», «Георгій» зупинився і кинув якір між ним і одеським берегом, таким чином затуляючи останній від гармат «Потьомкіна». Близько 5-ї години дня «Георгій Побідоносець» здався владі. Тепер вже він являв загрозу для «Потьомкіна». На «Потьомкіні» почалася паніка: частина команди вимагала відкрити вогонь по «зрадникові», частина закликала піти за його прикладом, але більшість вирішила піти з Одеси. О 8-й годині вечора панцерник «Потьомкін» у супроводі міноносця № 267 і портового судна «Вєха» покинув одеський рейд. Суднова комісія ухвалила рішення йти в румунську Констанцу.
А вже до того «Георгій Побідоносець» був оточений баркасами з військами. На борт броненосця піднялися вартові команди на чолі з начальником штабу Одеського військового округу генералом Д. М. Безрадецьким. До 7-ї години вечора корабель опинився під контролем військ, вірних уряду. Усього було заарештовано 68 найбільш активних заколотників..
Екіпаж судна «Вєха», не бажаючи бунтувати, маючи на борту хворих і поранених матросів з «Потьомкіна», скористався настанням темряви і погіршенням видимості і відстав від броненосця. Кондуктори повели судно на Очаків, куди воно прибуло о 4-й години ранку 19 червня (2 липня) 1905 року і здалося владі.

### 19 червня

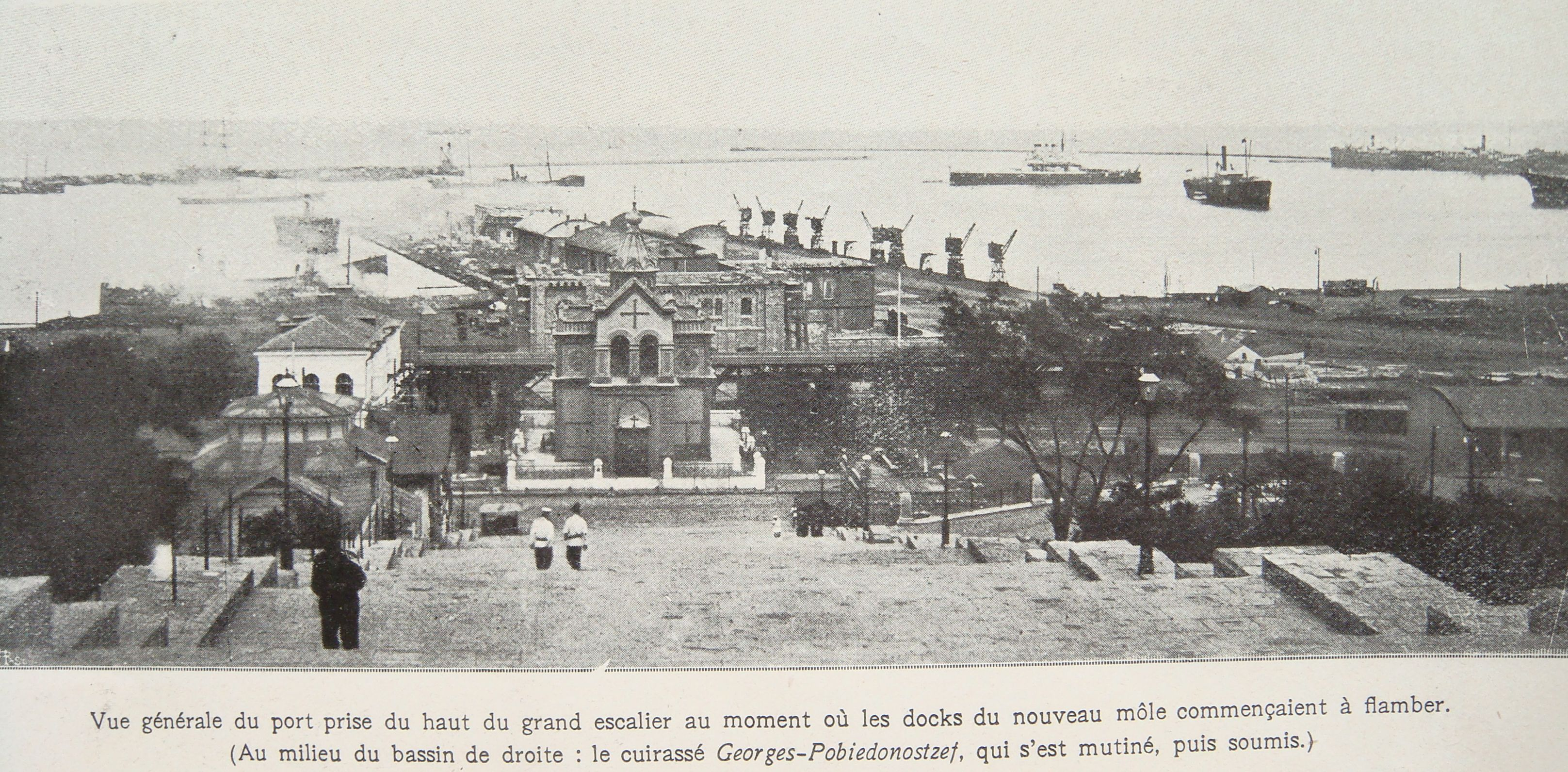
Вид на Одеський порт, що відкривається з верхнього майданчика сходів Миколаївського бульвару. У правій частині акваторії порту видно панцерник «Георгій Побідоносець»

О пів на десяту ранку почалося повстання на навчальному судні «Прут», що перебувало в морі, на переході від Тендри до Севастополя. Рішення про повстання було ухвалене на таємних зборах частини команди (близько 100 чоловік) напередодні вночі. За сигналом були зламані замки рушничних пірамід, матроси озброїлися та кинулися нагору. На капітанському містку без попереджень був застрелений вахтовий начальник прапорщик з морської частини С. Перевєрзєв, боцман І. Козлітін був смертельно поранений пострілом у спину. Командир «Прута» капітан 2-го рангу А. П. Барановський був побитий та заарештований. Крім старшого офіцера лейтенанта М. Руднєва та судового лікаря О. Пероніуса. до яких повсталі ставилися прихильно, інші офіцери та кондуктори теж були заарештовані. Активну роль у подіях узяли матрос І. П. Чорний, кочегар І. Ф. Адаменко, машиніст Д. М. Титов, матрос Л. С. Сизоненко. Ключову роль відігравав матрос машинної команди О. М. Петров, член Кримського відділення РСДРП, більшовик. О. М. Петров був освіченою, як для свого кола, людиною, вів активну підпільну роботу, готувався до загального повстання на осінь. Але повстання на панцернику «Потьомкін» порушило ці плани. По обіді повсталі вибрали собі для керівництва «Комісію», до якої увійшли О. М. Петров, машиніст В. Ф. Козуб, кочегар М. М. Чугунов і матрос О. М. Філімонов. Командиром судна призначили прапорщика В. Яцимирського, а його помічником — прапорщика І. Сандакова, які на це погодилися. Комісія постановила йти в Одесу і там приєднатися до «Потьомкіна».
Прийшовши на одеський рейд близько 4-ї години дня і не виявивши там панцерника, який пішов невідомо куди, команда «Прута» була приголомшена і не знала, що робити далі. На судні не було таких гармат для погроз та захисту, як на броненосці, закінчувалися запаси вугілля та харчів. Повсталі вагалися. Після тривалих розмов вирішено було йти в Севастополь, сподіваючись на те, що там вже почалося повстання, або, піднявши революційний червоний прапор, своїм прикладом збунтувати головну фортецю Чорноморського флоту.
За півтори години опівдні з Севастополя на пошуки «Потьомкіна» вийшов міноносець «Стрємітєльний» (Стрімкий) під командуванням лейтенанта А. О. Яновича з завданням потопити бунтівний броненосець. Екіпаж міноносця був укомплектований виключно офіцерами-добровольцями, що бажали помститися повсталим за смерть офіцерів.
Намісник царя на Кавказі граф І. І. Воронцов-Дашков, побоюючись прибуття повсталого броненосця до кавказьких берегів, видав наказ про направлення військ в усі порти краю: Анапу, Новоросійськ, Поті, Сухумі, а також про посилення військ в Катеринодарі.
Всюди поширювалася паніка та плутанина. Повстання на «Потьомкіні» і події, пов'язані з ним, практично припинили пароплавне сполучення Чорним морем. Одесу терміново покинули десятки судів «Російського товариства пароплавства і торгівлі» та «Російського товариства». Обидві компанії зупинили рейси своїх судів як по внутрішнім, так і по міжнародним лініям. Агенти в чорноморських портах отримали вказівку терміново телеграфувати в правління товариств про появу «Потьомкіна» в їх полі зору. Австрійський Ллойд, а також найбільші англійські, французькі, італійські, німецькі пароплавні компанії припинили рух своїх судів з Константинополя в російські, болгарські і румунські порти. Головне управління торгового мореплавства і портів надіслало шифровку начальникам чорноморських портів про ймовірність появи у них «Потьомкіна». Побоюючись зустрічі з повсталим кораблем, російські та іноземні кораблі уникали виходу в море та скупчилися в портах. Пароплавні і страхові компанії, окремі власники і купці потерпали від невизначеності та несли значні збитки.
Консули європейських країн в Одесі марно добивалися будь-якої інформації від представників російського уряду, вимагали від них захисту і безпеки для себе та для майна своїх країн, і небезпідставно, збиралися на спільні збори для узгодження дій, активно звітували своїм урядам та отримували від них вказівки. Історія з «Потьомкіним» набувала широкого міжнародного розголосу.
На самому «Потьомкіні», який напередодні вирушив до Констанци, було неспокійно. Частина команди була пригнічена та налякана вчинком «Георгія Побідоносця». Судновій комісії «Потьомкіна» з великими труднощами вдалося відновити відносний порядок на кораблі.
Як вже зазначалося, весь цей час на його борту знаходилися два члени Одеської групи РСДРП, меншовики А. П. Бржезовський (Березовський) та К. І. Фельдман. Вони були делеговані на повсталий корабель «Об'єднаною комісією» ще 15 червня і залишалися на ньому протягом усіх десяти днів, до моменту еміграції команди в Румунію. Обидва вони були одягнені в матроську форму, видавали себе за членів команди і були активними учасниками повстання: брали діяльну участь у роботі суднової комісії, заохочували команду до рішучих дій, входили в склад делегацій для переговорів з владою, виступали перед народом від імені команди, були співавторами відозв «До всього цивілізованого світу» та «До всіх європейських держав», брали участь в акціях тощо.
Отже вранці, члени комісії зібралися на засідання для обговорення становища, що склалося, і плану подальших дій. На засіданні, яке вів Й. О. Димченко, були визначені причини останніх подій на кораблі: зрада «Георгія Побідоносця» і зрада кондукторів на чолі з Д. П. Алексєєвим, які скористалися моментом і викликали паніку серед новобранців. Потім, за пропозицією К. І. Фельдмана, було обрано виконавчий комітет у складі П. М. Матюшенко, М. М. Костенко і Є. К. Резніченко для централізованого керівництва та управління панцерником. Комітет мав виконувати роль командира і звітувати у своїх діях перед комісією. Необхідність такого рішення бачили всі її члени, бо розуміли, що комісія занадто громіздка для постійного керівництва, особливо коли потрібно швидко ухвалити будь-яке важливе рішення. Вибори комітету зміцнило владу повсталих на «Потьомкіні».
Суднова комісія вирішила, перш за все, роздобути вугілля та харчі, що закінчувалися. Їх збиралися за гроші суднової каси закупити у румунської портової влади в Констанці. Для демонстрації своїх мирних намірів вирішено було під час візиту в іноземний порт дотримуватися правил морського дипломатичного етикету. Крім того, комісії необхідно було дістати свіжу пресу та дізнатися про останні події в Одесі, Севастополі, про дії російської влади та міжнародну реакцію.
О 18 годині 20 хвилин «Потьомкін» прийшов на рейд Констанци. Відсалютувавши 21 гарматним пострілом, він став на якір, очікуючи на прибуття міської влади.
Комендант порту капітан-лейтенант Н. Негру піднявся на панцерник у супроводі офіцера і двох портових чиновників. На палубі «Потьомкіна» їх зустріла почесна варта з 30 матросів і пролунав новий артилерійський салют. Повсталі старанно виконували етикет. Румунських представників запросили до кают-компанії, розповіли про повстання, вручили список необхідних матеріалів і провізії. Н. Негру обіцяв негайно запросити у центральної влади в Бухаресті дозвіл на постачання вугілля, прісної води та провізії і дати відповідь наступного дня. Одночасно він запропонував повсталим здати броненосець румунській владі і зійти на берег, як політемігранти, але переговірники категорично відмовилися від такої пропозиції і переговори закінчилися. При відбутті Н. Негру на берег команда панцерника проводжала його вигуками «ура!» і новим салютом з 19 пострілів. Разом з ним з'їхали на берег для відбору провізії і матеріалів член суднової комісії П. М. Матюшенко і три матроса.

### 20 червня

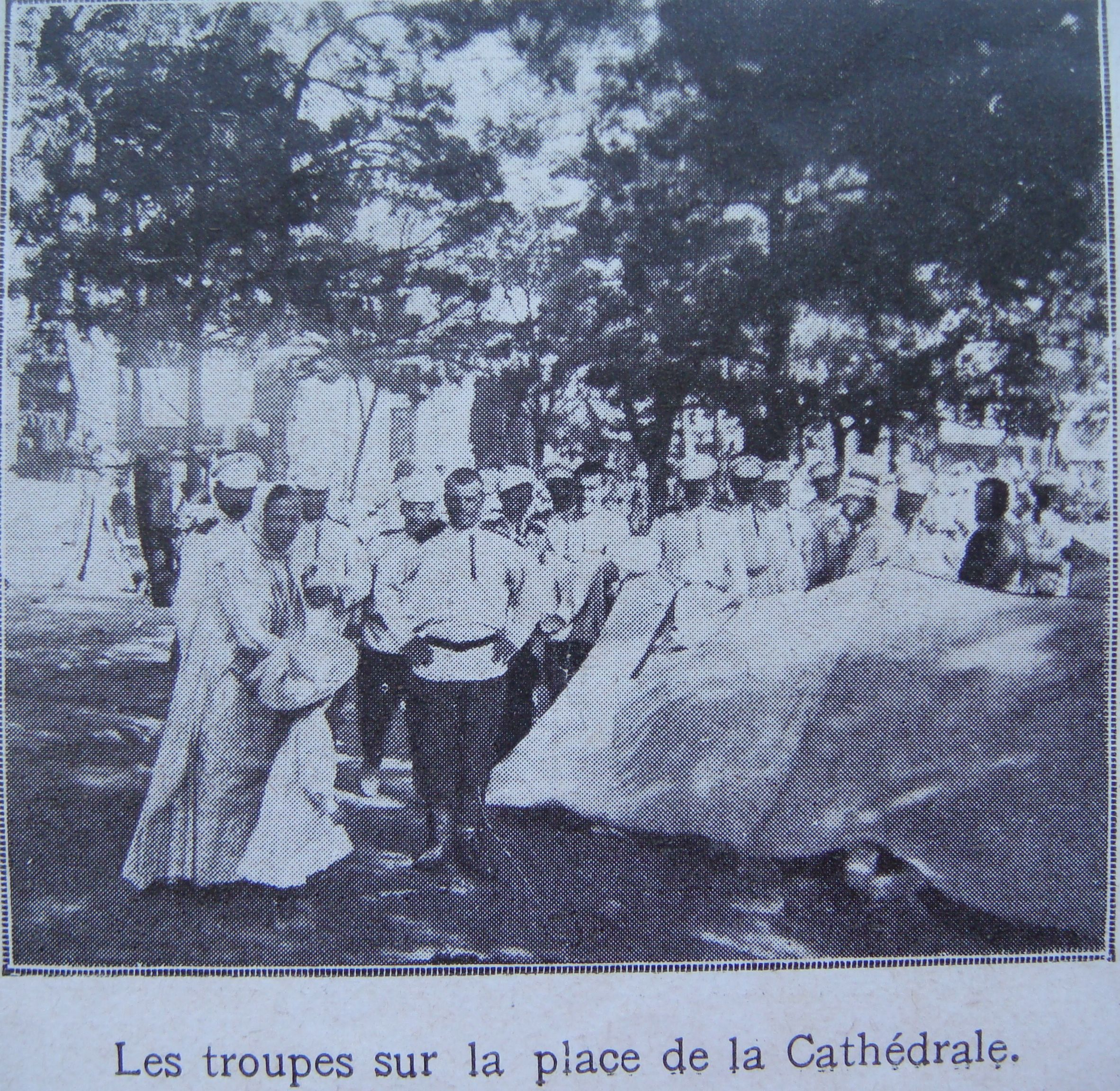
Містяни Одеси і війська на Соборній площі

Хоча появу бунтівного панцерника з тривогою чекали в будь-якому чорноморському порті, все ж таки поява «Потьомкіна» в Констанці була несподіваною для румунської влади. Але вона, маючи досить незначну військову силу проти гармат броненосця і не наважуючись ігнорувати настрої суспільства, що було солідарне з повсталими моряками, вчинила розсудливо. Уряд вирішив запропонувати матросам зійти на берег і здатися на умовах військових дезертирів, що звільняло б їх від насильницької депортації в Росію, і гарантував морякам особисту свободу; але відмовився давати на броненосець вугілля і провізію. Звільнений же корабель він збирався повернути Росії. До такого рішення румунську владу спонукала також політична підтримка таких впливових союзників, як Німеччина і Австро-Угорщина.
На рейді порту Констанца в цей час знаходилася також російська військова шхуна «Псезуапсе». Напередодні її командир, капітан 2-го  рангу М. М. Банов, побачивши на броненосці андріївський прапор і почувши салют, вирішив, що повстання вже придушене. Дочекавшись від'їзду Н. Негру, він, як і належало йому за статутом, наніс візит на панцерник для рапорта старшому командирові. Але там, замість командира, його зустріла суднова комісія… Вона б могла заарештувати М. М. Банова та організувати захоплення «Псезуапсе», та не наважилася це зробити в іноземному порту, до того ж в очікуванні позитивної відповіді румунської влади.
Командир шхуни М. М. Банов, повернувшись на своє судно і обґрунтовано побоюючись його захоплення, звернувся до командування порту з проханням про допомогу. Капітан порту Н. Негру пообіцяв свою підтримку і наказав відвести шхуну в глиб порту під прикриття молу, що й було зроблено о 3-й годині ночі. На березі поруч розташували дві роти солдат. Румунські крейсери «Єлизавета» і «Мірча», які стояли в гавані, отримали наказ відкривати попереджувальний вогонь, якщо будь-який корабель спробує увійти туди без дозволу.
О 7 годині 30 хвилин ранку міноносець № 267 зробив спробу увійти в порт. Але вона закінчилася невдачею, бо його зупинили двома неприцільними пострілами з крейсера «Єлизавета». Згодом суднова комісія вибачилася перед портовою владою за цей інцидент, пояснивши його намірами міноносця просто сховатися в гавані від хвиль, що посилювалися. Як би там не було, але румунська влада продемонструвала свою рішучість.
О 10-й годині ранку капітан порту Констанца капітан-лейтенант Н. Негру зустрівся з членами суднової комісії А.  П. Бржезовським, К. І. Фельдманом та П. М. Матюшенко, і передав їм рішення румунської влади. Комісія рішуче відхилила пропозицію румунського уряду і заявила, що повсталий панцерник повертається в Росію «для продовження боротьби». Під час зустрічі корабельна делегація передала Н. Негру приготовлені 15 конвертів з текстом складених відозв для вручення уряду Королівства Румунія, а також всім консульствам іноземних держав, розташованих в Констанці: Австро-Угорщини, Бельгії, Болгарського Царства, Великої Британії, Німецької Імперії, Королівства Греції, Данії, Королівства Італії, Нідерландів, США, Королівства Сербії, Османської імперії, Швеції та Французької Республіки. Усі ці конверти були передані румунським урядом російському повіреному в Бухаресті С. О. Лермонтову. Той переправив конверти в Міністерство закордонних справ в Санкт-Петербург, а звідти, за розпорядженням Миколи Другого, вони були передані шефові жандармів Д. Ф. Трепову.
Суднова комісія «Потьомкіна», після дискусії про подальші плани та перебравши варіанти, вирішила рухатися до кавказького узбережжя Росії, де заворушення в Західній Грузії набували загрозливих для самодержавства форм, до того ж посилені відірваністю від центральної частини імперії. Але для такого переходу не вистачало вже вугілля. Тому вирішено було йти спочатку до Феодосії, що була на півдорозі. Це був великий залізничний вузол і там мали бути великі запаси вугілля.
О 13 годині 20 хвилин панцерник «Потьомкін» і міноносець № 267 покинули Констанцу, для конспірації узявши оманливий курс на південь, на Босфор, і лише зникнувши за обрій, вони повернули на схід, на Феодосію.
У Севастополі
Близько 6 години ранку в морі на підході до Севастополя навчальне судно «Прут» зустрів та зупинив дозорний міноносець «Жуткій» (Моторошний). З-під арешту було звільнено командира судна капітана 2-го рангу А. П. Барановського, який знову взяв командування. «Прут» було приведено на севастопольський рейд. Близько 10-ї години ранку до нього підійшли баржі з солдатами і на борт навчального судна піднялося варта на чолі з адміралом С. П. Писаревським. Було заарештовано 44 призвідника заколоту.
Відбулася спільна нарада командирів морських і сухопутних частин, міської і поліцейської влади, на якому вищі офіцери Чорноморського флоту охарактеризували стан флоту як «безнадійний». Нарада, за спогадами учасників, «продемонструвала розгубленість і безпорадність, повну пригніченість волі і духу».

Матроси ескадри були приведені до повторної присяги. Були роззброєні берегові морські команди. Пройшла хвиля арештів «неблагонадійних» матросів — всього під арештом в Севастополі до кінця цього дня перебувало вже півтори тисячі осіб. Адмірал Г. П. Чухнін отримав з Головного морського штабу наказ готувати показову публічну страту призвідників повстання «Потьомкіна». Цей наказ було складено за інструкцією Миколи Другого:
«Після самого швидкого слідства і польового суду слід виконати вироки перед усією ескадрою та містом Одесою».

### 21 червня
Опівдні в Констанцу в пошуках «Потьомкіна» прибув міноносець «Стрємітєльний» (Стрімкий), але «Потьомкіна» в Констанці вже не було. Увечері, поповнивши запаси палива, повіривши оманливому маневру панцерника, міноносець пішов шукати «Потьомкін» на південь, до Варни. У Санкт-Петербурзі було вперше опубліковано офіційне повідомлення про події на броненосці «Князь Потьомкін-Таврійський».

### 22 червня
За час  переходу до Феодосії справи на панцернику погіршилися, настрої повсталих матросів ставали більш пригніченими. Запасу вугілля залишилося на одну добу ходу, з провізії — кілька мішків сухарів. Питну воду добували з опріснювачів, у машинні котли подавали забортну воду, вони обростали сіллю і щоб не втратити хід, їх вимагалося постійно чистити. Це віднімало багато сил, тим не менш, в роботі залишалося лише два котла з восьми. Серед команди все голосніше було чути голоси за повернення до Румунії. Суднова комісія намагалася втримати ситуацію під контролем. За її розпорядженням на величезному шматку білого полотна корабельні малярі І. І. Старцев (Шишкарьов) і І. М. Сучкін написали чорною фарбою з одного боку «Свобода, рівність і братерство», а з іншого — «Хай живе народне правління!». Полотно з гаслами вирішили натягнути на дерев'яну раму і підняти до гафеля, щоб його здалеку могли бачити з кораблів та міста.
Близько 6-ї години ранку броненосець «Потьомкін» і міноносець № 267 прибули у Феодосію. Рівно о 8-й на щогли панцерника були підняті сигнальні прапори різноманітних кольорів та форм, що за морським статутом робилося під час урочистих подій, а також білий полотняний щит з гаслами. Катер з броненосця доставив в порт наказ повсталих міській владі Феодосії негайно з'явитися на борт корабля.
Виконуючи цей наказ, о 9 годині ранку на борт броненосця прибули міський голова Феодосії Л. А. Дуранте, гласний міської думи С. С. Крим, лікар Муралевич. Суднова комісія вручила прибулим один примірник відозви «До всього цивілізованого світу» «для негайного його оголошення на публічному засіданні міської думи» і зажадала під загрозою обстрілу міста доставити на броненосець харчі, воду і вугілля. Незважаючи на заборону військової влади, влада Феодосії, побоюючись артилерійського обстрілу міста, ухвалила рішення доставити на броненосець провізію. До речі, за це рішення міський голова Л. А. Дуранте був згодом відданий під суд.
О 4 годині опівдні портовим судном «Запорожець» на «Потьомкін» було доставлено: чотири живих бика, 200 пудів борошна, 40 пудів хліба, 40 пудів м'яса, 30 пудів капусти, 30 відер вина. В доставці вугілля і води було відмовлено через суворої заборони на те начальника гарнізону Феодосії генерала Ф. С. Плешкова.

### 23 червня
У Феодосії
О 1 годині ночі повстанці передали міській владі ультиматум, в якому вимагали негайного постачання вугілля, інакше за чотири години вони почнуть обстріл міста. О 5-й годині ранку міський голова звернувся до мешканців Феодосії з відозвою про загрозливу їм небезпеку і просив жителів покинути місто. Начальник гарнізону Феодосії своєю владою оголосив воєнний стан у місті. У порт були потайки введені війська.
Повсталим стало зрозуміло, що їх ультиматум відхилено. Тоді вони вирішили самостійно зайняти баржі з вугіллям, що знаходилися біля причалів Феодосійського порту. О 9 годині ранку паровий катер з абордажною партією матросів у супроводі міноносця № 267 увійшли в порт. Матроси висадилися на одну з барж і почали заводити буксирні кінці з катера, щоб буксирувати її до броненосця, не звертаючи увагу на роту солдат 52-го Віленського піхотного полку, що зайняла позицію на березі. О 9 годині 5 хвилин командир полку полковник О. А. Герцик, будучи разом з ротою, розпізнав наміри повсталих і наказав відкрити по них вогонь. Солдати дали три залпи по катеру і баржі. Загинуло і було поранено шестеро повстанців. Кочегар В. З. Нікішин, з постріла якого почалася стрілянина на борту панцерника в перший день повстання, смертельно поранений, впав у воду і потонув. Катер, під командою П. М. Матюшенко, з пораненими кочегаром І. М. Коваленком, матросом 1-ї статті І. П. Козленком, старшим гальванером П. І. Пересєдовим та вбитим мінером М. Ю. Цвіркуновим на борту, дав повний хід і, уникаючи обстрілу, спішно пішов з порту. Вцілілі матроси, що були на баржі, кинулися в трюм або за борт, у воду, марно намагаючись дістатися вплав до катера, і незабаром всі були заарештовані. Серед восьми заарештованих були поранений в голову мінний машиніст Т. Г. Мартьянов, кочегар 2-ї статті М. Л. Мальнев, матрос 2-ї статті Є. І. Горбачов, учень машиніста О. М. Заулошнов, меншовик К. І. Фельдман. Під час арешту К. І. Фельдман назвав себе матросом броненосця Готлібом Вайнбергом, але був пізнаний і виданий матросом І. І. Кобердою, який втік напередодні з корабля і здався владі.
На борту панцерника почалося хвилювання: частина команди підтримувала суднову комісію і вимагала покарати місто, інша частина, на чолі з прапорщиком Д. П. Алексєєвим і кондукторами, була проти обстрілу міста. Перебіг боротьби цих намірів відображав червоний сигнальний прапор, що то зникав, то з'являвся на щоглі броненосця і означав «готовий до артилерійської стрільби». Врешті-решт запанувала думка не обстрілювати місто, а йти в Констанцу — і опівдні «Потьомкін» узяв на буксир міноносець № 267 і покинув Феодосію, так і не зробивши по місту жодного пострілу. Йдучи, повсталі знову вчинили оманливий маневр — почавши хід, вони направили кораблі в бік Новоросійська, і, лише зникнувши за обрій, зробили поворот і взяли курс на Констанцу.
В Ялті
Обстановка в Ялті була панічною — російські газети, посилаючись на іноземні, повідомляли, що повсталі матроси хочуть привести броненосець до Ялти і обстріляти Лівадійський палац і саме місто, в якому проживало багато підприємців. О 9 годині ранку міноносець «Стрємітєльний» (Стрімкий) у пошуках «Потьомкіна» прибув до Ялти. Його командир лейтенант А. О. Янович, зв'язавшись з командуванням Чорноморського флоту, дізнався, що панцерник знаходиться у Феодосії. Поповнивши суднові запаси, міноносець о пів на 2-гу годину дня пішов до Феодосії, куди прибув о 6-й вечора цього ж дня, але броненосця знову не застав. Отримавши відомості, що повсталі пішли курсом на Новоросійськ (знову «спрацював» оманливий маневр), міноносець пішов у пошуках броненосця на південь вздовж Кавказького узбережжя. Але від тижневої безперервної роботи на граничних швидкостях у нього почали прогорати трубки машинного котла й міноносцю довелося повернутися на ремонт на головну базу флоту, куди він і прибув 25 червня 1905 року о 2-й годині ночі.
У Севастополі
О 14 годині 35 хвилин в напрямку Феодосію вийшла ескадра під командуванням адмірала О. Х. Крігера у складі чотирьох броненосців, крейсера і чотирьох міноносців, маючи наказ від морського міністра потопити бунтівний панцерник.

### 24 червня
У Севастополі
Ситуація в головній базі Чорноморського флоту залишалася напруженою. З броненосця «Синоп» було звезено на берег всю вогнепальну зброю. На борт піднялися дві роти солдатів. Розставивши варту, погрожуючи жорстокими покараннями і навіть децимацією, адмірал І. П. Тіхменєв змусив команду броненосця видати бунтівників. Було заарештовано шістнадцять матросів.
У Новоросійську
В Новоросійськ о 14 годині 5 хвилин прибула ескадра адмірала О. Х. Крігера. Не виявивши в порту «Потьомкіна», ескадра пішла на Новий Афон. Адміралу О. Х. Кригеру стане відомо про справжнє місцезнаходження «Потьомкіна» тільки об 11 годині 45 хвилин 25 червня (8 липня) 1905 року. Після цього він припинить пошуки в східній частині Чорного моря і повернеться до Севастополя.
Прибуття в Констанцу
Наприкінці дня, вже близько опівночі, панцерник «Потьомкін» і міноносець № 267 знову прибули в Констанцу.

### 25 червня

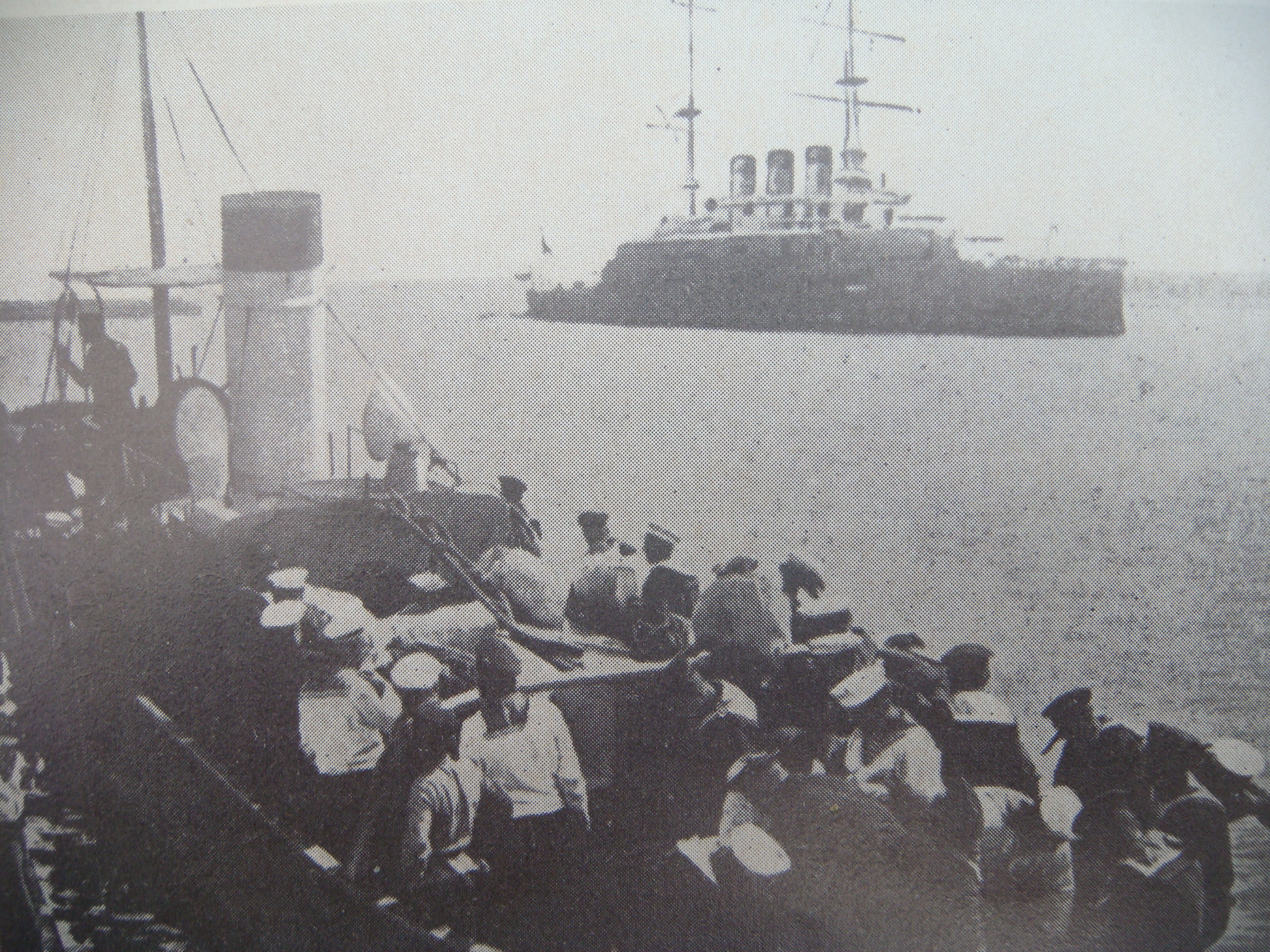
Броненосець «Потьомкін», який прибув в Констанцу

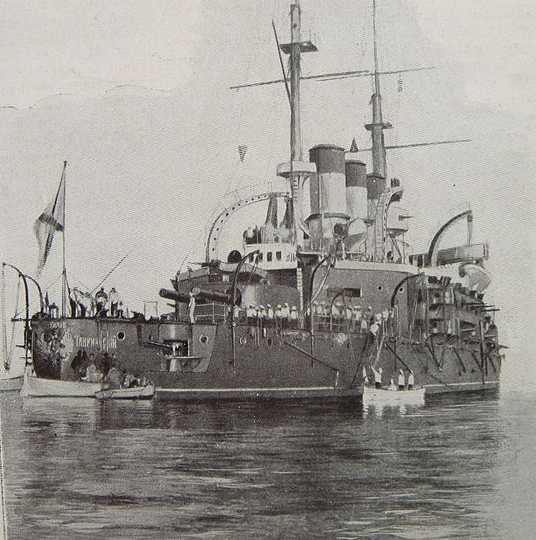
Панцерник «Потьомкін». Висадка команди на берег в порту Констанца

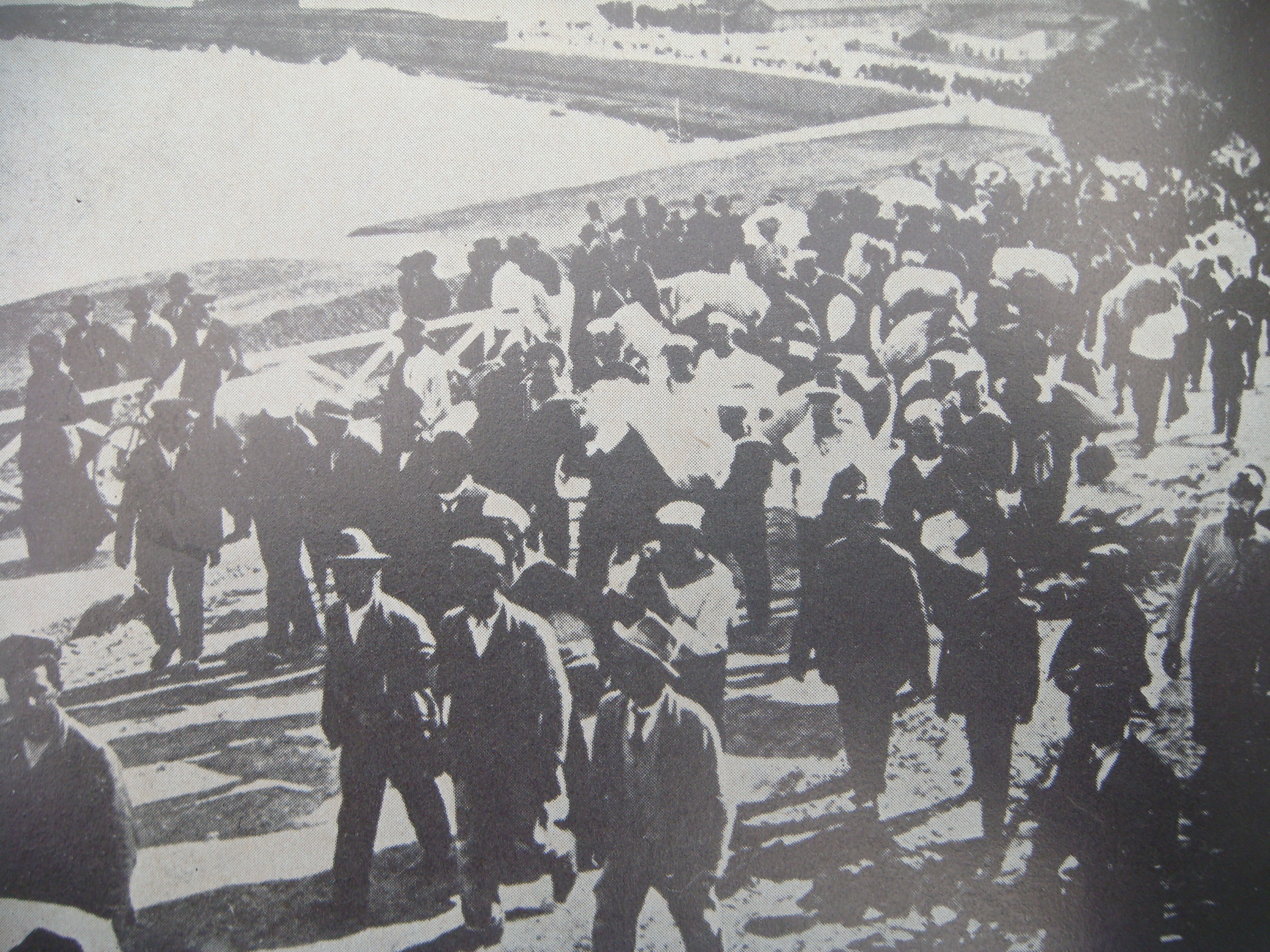
Матроси броненосця «Потьомкін», що зійшли на берег в порту Констанца

Вранці відбулися переговори членів суднової комісії та румунської влади. Повстанці повідомили, що приймають умови, запропоновані румунською адміністрацією ще 20 червня (3 липня) 1905 року. Опівдні броненосець «Потьомкін» був введений в порт Констанци. Румунська влада спустила на броненосці Андріївський прапор і підняла румунський. До 16 години команду броненосця було звезено на берег, де її зібрали на одній із площ, і мінно-машинний квартирмейстер П. М. Матюшенко розподілив між усіма матросами захоплену ними корабельну касу. Згодом матросів перевезли в різні міста і селища Румунії, відведені владою для їх проживання.
Команда міноносця № 267 звільнилася від збройного нагляду з боку броненосця тільки тут. Відразу після отримання «свободи» команда самостійно відігнала міноносець у Севастополь. І хоча після прибуття в Севастополь моряків міноносця № 267 заарештували і ув'язнили в плавучій в'язниці, в яку був переобладнаний транспорт «Бомбори», згодом всі вони були виправдані судом.
Вже наступного дня, 26 червня (9 липня) в Констанцу прийшла ескадра з Севастополя під командуванням контр-адмірала С. П. Писаревського у складі броненосців «Чесма» і «Синоп», миноносців № 261, 262, 264, 265. О 14 годині шість шлюпок з «Синопа» доставили на «Потьомкін» десять офіцерів і близько 200 матросів. Відбулася зміна варти, був спущений румунський прапор і о 14 годині 10 хвилин піднятий Андріївський. Російський священик відслужив молебень та окропив корабель святою водою, щоб вигнати «диявола революції».
Корабель знаходився в задовільному стані, крім машинних котлів, тому вже 28 червня (11 липня) о 19 годині 20 хвилин ескадра С. П. Писаревського покинула Констанцу. «Синоп» вів на буксирі «Потьомкін», на якому в Росію поверталися 47 матросів і кондукторів. Цю групу очолював сигнальний боцманмат Ф. А. Веденмеєр, який з самого початку не підтримував повсталих, був за це заарештований, але згодом звільнений з під арешту для виконання своїх службових обов'язків. За спогадами А. П. Березовського і К. І. Фельдмана, саме він передав хибні дані для наводки гармат під час обстрілу Одеси. Відразу по прибутті в Констанцу Ф. А. Веденмеєр разом з сигнальниками Ю. Акользиним, М. І. Голиком, А. М. Муромцевим, матросом М. Т. Ніколаєвим та боцманом І. Д. Журавльовим передали секретні сигнальні книги та таблиці висот рангоуту панцерника капітану 2-го рангу М. М. Банову, командиру російської військової шхуни «Псезуапсе», що стояла в Констанці. Крім матросів і кондукторів до Севастополя також поверталися прапорщик Д. П. Алексєєв і підпоручик П. В. Калюжний. Перший був примушений судновою комісією залишитися на борту панцерника, а другий сам вирішив залишитися — за його зізнанням, в той час як офіцерів корабля звозили на берег, йому здалося, що на борту панцерника буде безпечніше, ніж в бурхливій і палаючій Одесі. Вимушено повертався і активний учасник повстання машиніст Ф. Я. Кашугін. Він не встиг з'їхати з корабля і офіцери з ескадри С. П. Писаревського схопили його. Ще один активний повстанець — матрос Ф. П. Луцаєв — теж повертався, очевидно, вимушено: ймовірно, його затримали і не відпустили з корабля до прибуття офіцерів ескадри матроси з групи боцманмата Ф. А. Веденмеєра.
14 липня «Синоп» ввів «Потьомкін» у Південну бухту Севастополя. Залишки колишньої команди зняли з броненосця і відправили під арешт на навчальне судно «Прут», з якого вже зробили плавучу в'язницю.

## Наслідки

### Економічні
Одеська міська влада оцінила прямі збитки місту в 2 510 850 рублів, що дорівнювало половині річного бюджету Одеси. У порту згоріла більша частина складів і будівель разом із вантажами, що зберігалися там, кілька пароплавів, що стояли біля причалів. Одеський порт терміново залишали комерційні пароплави, налякані як безладом та грабунками в порту, так і небезпекою захоплення повсталим кораблем, і шукали притулку в інших місцях:102. Загальний збиток від пожежі склав близько 50 млн рублів.
У результаті порт в 1905 році не відправив на експорт з південних губерній 3,7 млн пудів пшениці нового врожаю. Страхові компанії оголосили подію форс-мажором і відмовилися покривати збитки пароплавних компаній і вантажовласників, поклавши відповідальність на російську владу.
Торговельне судноплавство на Чорному морі в дні повстання було практично паралізовано, пароплави, що прямували в чорноморські порти зі Середземного моря, зупинялися в Константинополі і за безцінь розпродавали свої вантажі, побоюючись рухатися далі. В акваторію Чорного моря уникали заходити навіть військові кораблі. Так, допоміжний крейсер «Дніпро», який прямував з Тихого океану на Чорне море, дізнавшись про поточні події, змінив курс на Лібаву.

### Зовнішньополітичні

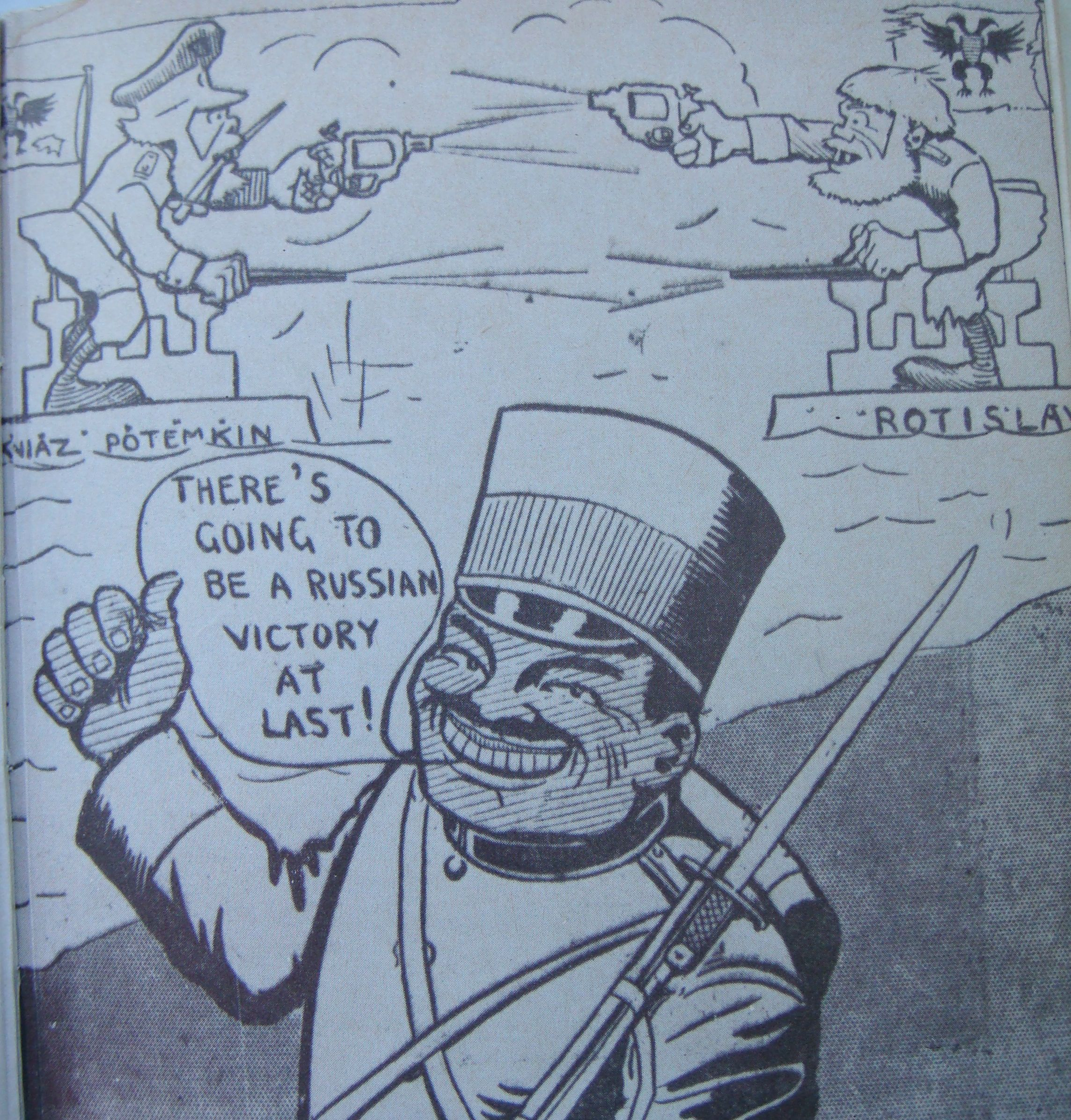
Карикатура з газети Daily Mirror. Японський усміхнений військовий каже, посміхаючись показує на російські кораблі «Князь Потьомкін» і «Ростислав», що стріляють один в одного: «Тепер, нарешті, перемога буде за росіянами!»

Повстання команди іноземного військового корабля, який без особливих перешкод міг увійти у їх територіальні води, чи навіть порти, серйозно стурбувало уряди причорноморських країн. Ці занепокоєння ґрунтувалися і на численних тривожних новинах з Росії, і на самому факті безпосереднього звернення до них російської влади. Так, міністерство закордонних справ Росії на чолі з графом В. М. Ланздорфом заходилося активно домовлятися з урядами чорноморських країн, щоб ті не надавали ніякої підтримки повсталим і не дозволяли їм висаджуватися на берег. Це, в першу чергу, вимагали товариш міністра внутрішніх справ Д. Ф. Трепов і морський міністр Ф. К. Авелан, які, не змовляючись, направили В. М. Ланздорфу відповідні листи… Але, попри всі зусилля, зовнішньополітичне відомство не змогло заручитися підтримкою країн чорноморського басейну в боротьбі з командою повсталого броненосця.
Міжнародний престиж Росії як держави, що не може самостійно впоратися з власним революційним рухом, значно похитнувся і уряди іноземних країн намагалися використати сприятливу ситуацію у своїх військових та політичних інтересах. Велика Британія заявила про свій намір ввести два крейсери в Чорне море для захисту англійського мореплавства і при необхідності розпочати військові дії проти бунтівного панцерника. Хоча це й порушувало би міжнародні угоди про статус Чорноморських проток, які за Паризьким мирним договором 1856 року оголошувалися закритими для проходу військових кораблів, проте Османська імперія, занепокоєна незрозумілими діями броненосця, готова вже була надати дозвіл проходу Босфором своєму британському союзникові.
Султан Абдул-Гамід II чудово пам'ятав, що саме заколот позбавив престолу і життя його попередника, і цілком обґрунтовано побоювався, що османський флот, дізнавшись про події на «Потьомкіні», також може збунтуватися, і вирішив вжити запобіжних заходів, щоб повсталий російський корабель за жодних обставин не з'явився б в османських водах. До османського порту Еркліді були вислані два міноносця з начальником штабу флоту Ахмед-пашою з наказом перехопити повсталий корабель, і, якщо буде потрібно, надати йому все необхідне, але натомість домогтися, щоб він не заходив в османські порти. Як варіант, розглядалася можливість пропустити броненосець через Чорноморські протоки в Середземне море, якщо б він мав такі наміри.
Османська ж преса, як і європейська, публікувала різні образливі для Росії повідомлення, глузуючи з того, що відбувається на російському флоті і взагалі про заворушення в Росії.
Усвідомивши, яку небезпеку узбережжю може становити навіть один потужний корабель, Османська імперія почала активно облаштовувати оборону Босфору — встановлювати мінні загородження, зводити берегові укріплення і батареї. Так, з червня по серпень 1905 року в протоці Босфор було виставлено п'ять ліній мінних загороджень з загальною кількістю мін до двохсот одиниць і обладнані дві мінні станції. На позиції було встановлено чотирнадцять 8-ми і 12-ти дюймових гармат. Для прикриття мінних полів було зведено артилерійське укріплення, а на висотах Анадолу Каваги була побудована нова артилерійська батарея. Надалі ж Туреччина ухвалила рішення значно посилити свій військовий флот побудовою великої кількості нових потужних кораблів…
Отже, внаслідок цих подій, зазнали краху далекосяжні плани Росії закріпитися у Чорноморських протоках та взяти їх під свій повний контроль, які вона послідовно і доволі успішно вибудовувала протягом двадцяти п'яти років, починаючи з Лондонської конвенції 1871 року, згідно якої західні держави змушені були погодитися з наявністю російського військового флоту у Чорному морі. Наразі ж Росія, що фактично не контролювала свій Чорноморський флот, спостерігаючи за діями Османської імперії, мляво та безуспішно протестувала. Події навколо «Потьомкіна» та результати російсько-японської війні дозволяли Туреччині не зважати на ці протести та погрози. Натомість Росія сама була змушена вживати відповідних заходів по зміцненню морської оборони власних чорноморських фортець.
На відміну від Туреччини, Румунія відразу і чітко заявила про свою відмову видати повсталих, що стало причиною загострення відносин між двома країнами. Така рішучість румунського уряду пояснювалася кількома причинами. По-перше, румунські військово-морські сили не могли порівнятися навіть з одним повсталим панцерником, і при конфлікті не змогли б чинити йому серйозний опір. По-друге, уряд не міг не враховувати громадську думку, що панувала в суспільстві і яка була на боці повсталих. Навіть у пресі засуджувалась відмова забезпечити повсталих вугіллям та провізією, як така, що не відповідає «політичному моменту». І нарешті, Королівство Румунія, яке продовжило в 1902 році дію австро-румунського союзу 1883 року, що фактично означав приналежність країни до Троїстого союзу, і маючи за спиною таких могутніх союзників, як Німеччина та Австро-Угорщина, могло дозволити собі певну «незалежність та зухвалість» у відносинах з Росією і продемонструвати перед Європою «свою репутацію країни порядку і свободи».
Коли панцерник 25 червня вдруге прибув до Констанци з наміром здатися, румунський уряд не відмовився від своїх обіцянок і дозволив з'їзд матросів на берег в якості «вільних іноземних дезертирів», організував їх розміщення невеликими групами по містах і селах Румунії, посприяв навіть в обміні 24 тис. рублів із суднової каси на місцеву валюту та роздачі цієї суми матросам.
Росії ж було заявлено, що «румунський уряд дотримується свого слова» стосовно команди панцерника і вважає, що зробив царському уряду велику послугу, врятувавши броненосець, який повсталі збиралися затопити.
Отже, після еміграції команди, що відбулася попри протести Росії, Румунія залишила можливість останній лише заявляти дипломатичні протести з несуттєвих приводів, таких, наприклад, як підйом на панцернику румунського прапора або відвідини його всіма охочими…
«Непристойною витівкою румунів», як повідомляв російський військовий агент в Констанці М. І. Занкевич, було їх відношення до ескадри адмірала С. П. Писаревського, що прибула за покинутим повсталою командою панцерником. При наближенні ескадри румуни підняли на броненосці червоний прапор, що означало заборону кораблям входити в гавань. І це викликало спочатку велике сум'яття серед офіцерів ескадри, які і так не були впевнені в надійності своїх команд, а тут ще й цей червоний сигнальний прапор, що був сприйнятий за підтвердження факту захоплення революціонерами Констанци… Ображений адмірал не прийняв румунського офіцера і за три дні знаходження в порту сам не зробив жодного візиту. Ескадра покинула Констанцу без прощального «салюту ввічливості».
Загострення відносин між Росією і Румунією на ґрунті інциденту з «Потьомкіним» викликало і пожвавлення давніх розмов про територіальні претензії. В румунській ліберальній пресі почали з'являтися матеріали про те, що Росія «знаходиться на шляху до повного розкладання», і з огляду на це, «скоро може настати слушний момент для возз'єднання Бессарабії і Королівства». Поки ж, «молдаванам слід примкнути до революційного руху і домагатися визнання рівноправності румунської національності в Росії».
Румунський уряд ухвалив рішення значно збільшити фінансування військових витрат, зокрема на побудову берегових артилерійських укріплень. Питання реорганізації та посилення румунського флоту, що мляво обговорювалося вже кілька років, вийшло на перший план і стало нагальним: на потреби флоту в 1906 році було заплановано виділити 40 % річного військового бюджету країни.
Варто зазначити, що хоча Румунія і надала повсталим матросам політичний притулок і за 12 років жодного з них не видала царському уряду, проте через свої поліцейські органи фактично співпрацювала з російським міністерством внутрішніх справ у обміні інформацією, що стосувалася матросів-емігрантів. Ця співпраця була багато в чому обумовлена тим, що потьомкінці, живучи в Румунії, не залишалися осторонь заворушень, що відбувалися в цій країні.
Лише Болгарія виявила готовність задовольнити прохання російського царя Миколи Другого і пообіцяла видати бунтівників російській владі, якщо ті якимось чином опиняться на її території. Але й вона не наважувалася виконувати поліцейські функції для Росії на очах усієї Європи, тому виставила умову, що така можлива видача має бути організована таємно і щоб про неї не було відомо третім країнам.
Отже, дипломатичні зусилля Росії знайти підтримку сусідніх чорноморських країн в боротьбі з «Потьомкіним» зазнали невдачі. Повстання на панцернику, що відзеркалювало  розмах революції в Росії, змусило деякі європейські держави поставити під сумнів непорушність існування російської державності та переглянути попередні позиції, лише б убезпечити себе від  революційної пожежі.
Протягом другої половини 1905 року Велика Британія, Німеччина, Франція та Австро-Угорщина вжили низку заходів для порятунку російського самодержавства і допомоги йому в придушенні  революційного руху. Почалося зосередження німецьких і австро-угорських військ на західному кордоні Росії для можливої інтервенції. Наприкінці року Англія та Франція спрямувала свої військові кораблі в Балтійське море, а Німеччина надала в розпорядження Миколі Другому свою ескадру.
Без сумніву, повстання на панцернику «Потьомкін» розбурхало всю Європу.

### Військовий аспект. Зусилля Морського і Військового міністерств у боротьбі з повстанням
На придушення повстання було кинуто практично всі наявні бойові сили Чорноморського флоту. У  операціях проти повсталих в період з 16 (29) червня по 1 (14) липня 1905 року взяли участь 25 бойових кораблів і одне навчальне судно. Вони майже весь час проводили в морі, перебуваючи в повній бойовій готовності, повертаючись в головну базу флоту лише для поповнення необхідних запасів — всього було виконано 57 виходів у море; загальна чисельність особового складу задіяних кораблів склала більше п'яти тисяч осіб. Кораблі пройшли в цілому 22 тис. морських миль. Попри такі серйозні зусилля, спроби Морського міністерства покінчити з повстанням закінчилися провалом — наказ про його придушення виконаний не був. Через низку своїх прорахунків командування флотом взагалі не могло вчасно виявити місцезнаходження «Потьомкіна» і бойові кораблі, що були націлені на його перехоплення, зустрічалися з ним лише двічі — вперше під час «німого бою», вдруге — в Констанці, коли він вже був покинутий повсталими. Спостерігаючи за марними спробами знайти і знешкодити повсталий корабель, Микола Другий залишив у своєму щоденнику 23 червня (6 липня) 1905 року такий запис: «Дай Боже, щоб ця важка і соромна історія скоріше закінчилася».
Для локалізації повстання та придушення заворушень, що вже палали, та нових, які спричинили події на «Потьомкіні», була залучена армія. Військовий стан був оголошений в усіх причорноморських губерніях. На боротьбу з повсталими були кинуті війська Одеського і Кавказького військових округів. Всього в операціях сухопутних сил було задіяно понад 15 тисяч військовослужбовців —  піхотні, саперні, козачі частини, артилерія. Армійське командування намагалося бути готовим до зустрічі з повсталим кораблем чи кораблями в будь-якому чорноморському порту Російської імперії, для чого були вжиті заходи для охорони всієї берегової лінії. Командування також тримало в резерві 51-й Литовський полк, який був готовий до негайного перекидання в будь-яку точку Кримського узбережжя. Військам був відданий наказ всіма силами перешкодити висадці повсталих матросів на берег і будь-яким намаганням переправити на кораблі провізією, прісну воду і паливо. Як показали події в Феодосії, коли війська зірвали спробу повсталих оволодіти баржами з вугіллям, наказ неухильно дотримувався і показав свою ефективність.
Однак, незважаючи на інтенсивний обмін інформацією, кожне відомство діяло на власний розсуд. Російська влада так і не змогла налагодити взаємодію між Морським та Військовим відомствами. Вони не змогли скласти плану спільних дій проти повсталих і реалізувати жодної спільної операції. До того ж флотське командування було скуто в своїх діях вкрай низькою благонадійністю команд бойових кораблів, тому його заходи були повільними і нерішучими. Історик Ю. П. Кардашев зазначив, що дії армійського командування були більш енергійними, дієвими і в результаті — більш успішними. Чорноморський флот же був наскрізь пронизаний недовірою. Флотське командування, як превентивний засіб, роззброювало кораблі та звільнювало матросів в «особливу відпустку» терміном на два місяці. Флотом прокотилися арешти. До середини липня кількість заарештованих сягнула тисячі осіб. Більше тисячі неблагонадійних нижніх чинів було відправлено на японський фронт. Навіть весь склад конвою, який супроводжував і контактував з цими матросами, а це триста солдат гвардійської піхоти, вирішено було «для спокою» залишити на Далекому Сході… Фактично, Чорноморський флот на деякий час припинив існування, як бойова одиниця. Але, попри такі надзвичайні заходи, протистояння та заворушення не вщухали ще п'ять місяців. Лише з придушенням листопадового Севастопольського повстання їх вдалося приборкати. І знову, в основному, завдяки зусиллям сухопутних частин. Тому, починаючи з «потьомкінських» подій і в результаті їх розвитку, командувачі військовими округами все наполегливіше ставили питання перед Головним штабом про необхідність централізації військової влади в головних військово-морських базах імперії та про підлеглість їх армійському командуванню. І в середині 1907 року, незважаючи на зрозумілий опір Морського міністерства, військові бази флоту були підпорядковані командувачам військових округів.

## Аналіз участі команди броненосця у повстанні
Згідно підрахунків історика Ю. П. Кардашова, який вивчав архівні документи, активним учасником повстання був 71 матрос (9,1 % від загального числа), 157 осіб показали себе прихильниками повстання (20,1 %). Отже, у повстанні активно брала участь майже третина команди — 29,3 %, що є досить високим показником. У той же час активними противниками повстання стали лише 37 осіб (4,7 %). Вся інша частина команди — 516 осіб, тобто 2/3 екіпажу, — були пасивною масою, яка коливалася в залежності від розвитку подій.
Із 30 членів екіпажу, обраних у «суднову комісію», і чиї біографії вдалося відстежити, половина проходила службу в технічних підрозділах корабля, майже всі члени комісії були письменними  або малописьменними, десятеро було з робітників, вісім — з хліборобів, троє зі службовців. За даними слідства, за майже всіма ними раніше вже помічалася якась незаконна діяльність: читання чи розповсюдження нелегальної літератури, участь у таємних сходках і зборах, підготовка заворушень тощо.
Найактивнішими учасниками повстання були матроси, які давно служили на броненосці, ще з часів його побудови, і тісно тоді спілкувалися з робітниками суднобудівних заводів, де будувався панцерник (Миколаївського, Обухівського та Сормовського).
Усереднений портрет активного прихильника повстання такий: матрос стройового відділення корабля (60 % учасників повстання), на третьому або четвертому році служби, віком 24-25 років, письменний або малописьменний (60 %), походженням із селян (75 % учасників повстання були з сільської місцевості, 20 % — міщанами), за родом занять до призову на службу — хлібороб або робітник.
У повстанні брали участь 80 матросів з робітників і 79 з хліборобів (відповідно 30 % і 22 % від загальної чисельності робітників і селян на кораблі). Тобто матроси з робітників, що служили у технічних підрозділах, були більш активною частиною повсталих: якщо в екіпажі їх була третина, то серед повсталих — половина. Проте значною була і участь матросів із селян. Саме матроси з хліборобів, які не брали участь в підготовці повстання і приєдналися до нього вже після його початку, і привнесли в повстання елемент бунтарства, стихійності і неорганізованості.
Переважна більшість повсталих не мали чітко окреслених політичних поглядів. Не відповідала тому дійсності начебто приналежність ватажків повстанців з числа екіпажу до меншовицької організації РСДРП, як то відразу після повстання намагалися показати лідери меншовицької фракції, які інспірували низку заяв у партійній пресі нібито від імені активної частини повсталих матросів, що залишилися в еміграції у Румунії. Так само і в спогадах учасників повстання, виданих у радянський період і написаних під наглядом радянських історіографів, просто вказувалась їх приналежність до РСДРП, без уточнення їх фракційності. Насправді ж, у документах департаменту поліції відомості про партійну приналежність є лише у справах 15 матросів: одинадцять з них, в тому числі П. М. Матюшенко, названі соціалістами-революціонерами, троє — соціал-демократами і один — анархістом. Історик Ю. П. Кардашов вважав, що ці дані є найбільш об'єктивним відображенням справжніх політичних симпатій команди панцерника і впливів політичних програм різних революційних партій на початок та хід повстання.
Офіцери броненосця, всупереч уявленням радянської історіографії, теж не були реакційно — монархічним монолітом, а, як і матроська частина команди, були схильні до коливань і демонстрували різне ставлення до повстання. Старші офіцери, які активно опиралися повсталим, були знищені. Три офіцера з тією чи іншою мірою щирості примкнули до повстання, решта — пасивно засуджували його.
Найбільш згуртованою групою, що чітко визначила своє ставлення до повстання, стали  надстроковики панцерника, які обіймали на кораблі посади боцманів, кондукторів, фельдфебелів  — їх було на кораблі всього 16 осіб, і майже всі вони стали активними противниками повстання.

## Оцінки в незалежній Україні
Після створення незалежної української держави в 1991 році було відновлено українську національну історіографію. Від так, ряд публіцистів оцінили повстання на панцернику «Потьомкін» як «повстання української стихії», як виступ матросів — прихильників незалежності України проти російського імперіалізму. Данило Кулиняк писав в офіційному друкованому виданні Міністерства оборони України «Військо України»:
|  | Борт повсталого у червні 1905 року «Потьомкіна», який під малиновим козацьким прапором одинадцять діб був островом свободи, плавучою козацькою республікою, вільною від російського царизму, можна повністю назвати кораблем української революції на Чорному морі і предтечею загальноукраїнської революції 1917-1918 років. Адже повстання було найбільш яскравим виявом народного гніву на Чорноморському флоті, який в той час був переважно українським. |

Згідно з цим поглядом на події, повстання почалося із фрази, сказаної «уродженцем Житомира артилерійським унтер-офіцером Григорієм Вакуленчуком українською мовою: „Та доки ж ми будемо рабами!“», більшість учасників повстання, включаючи його керівників і поручика А. М. Коваленка, що приєднався до повстання, були «щирими українцями», які боролися за незалежність України, членами Революційної української партії, які у вільний від вахти час зачитувалися творами української літератури. Панас Матюшенко ще й грав на українському національному інструменті — бандурі…
Як би там не було, серед цілої низки подій, що врешті-решт призвели до падіння Російської імперії, повстання на панцернику «Князь Потьомкін-Таврійський», в якому українці взяли найактивнішу участь, посідає значне місце.

## Суд над повсталими
Слідство у справі повстання на панцернику «Потьомкін» було розпочато Військово-морським судом севастопольського порту 1 липня 1905 року. З самого початку слідства постало питання, за якою статтею судити повсталих: як військових злочинців — за статтею 109-й Військово-морського статуту про покарання, тобто як бунтівників, за що у воєнний час покладалася смертна кара; — або як політичних злочинців, за статтею 100-ї Кримінального уложення.
Уряд не бажав розглядати повсталих як політичних злочинців. Тому, під тиском влади, справу про повстання почали розглядати виключно як військовий бунт, що вочевидь суперечило матеріалам слідства. Тому, по мірі розслідування, політична складова у справі всіх повсталих кораблів виступала дедалі явно, і врешті-решт, вже під час суду над потьомкінцями, який проходив останнім, найбільш активним учасникам повстання були пред'явлені звинувачення як за 109-ю, так і за 100-ю статтями.
Першим у Севастополі розпочався суд над матросами навчального судна «Прут», який намагався приєднатися до повсталого броненосця. На лаві підсудних опинилося 44 матроси, з них засуджені були 28. Суд засудив Олександра Михайловича Петрова, 23 років, Івана Ферапонтовича Адаменка, 24 років, Дмитра Матвійовича Титова, 25 років, та Івана Арефійовича Чорного, 27 років, до смертної кари; 16 матросів — до каторги; одного — до віддачі у виправні арештантські відділення; шістьох — до віддачі в дисциплінарні батальйони і одного — до арешту. Решту виправдали за відсутністю прямих доказів їхньої участі в бунті. Смертний вирок виконали на світанку 6 вересня 1905 року біля стіни Костянтинівської батареї.
Суд у справі учасників повстання на броненосці «Георгій Побідоносець» тривав з 29 серпня по 8 вересня 1905 року. Керівники повстання Семен Пантелеймонович Дейнега, 27 років, Дорофей Петрович Кошуба, 26 років, та Іван Кіндратович Степанюк, 27 років, були засуджені до смертної кари. Решта 52 матроси були відправлені на вічну каторгу або засуджені до каторжних робіт на терміни від 4 до 20 років або до віддачі в виправні арештантські відділення на терміни від 3 до 5 років. 16 вересня 1905 року були страчені С. П. Дейнега і Д. П. Кошуба (В. К. Степанюку вдалося за допомогою адвокатів замінити страту безстроковою каторгою). Кілька сотень матросів з «Прута», «Георгія Побідоносця», «Потьомкіна» та інших кораблів для продовження служби на флоті були вислані на Далекий Схід в Амурську флотилію.
Всі «потьомкінці» і моряки міноносця № 267, що повернулися в Росію, також були віддані під суд. Судили 68 осіб (54 потьомкінців, 13 матросів з міноносця № 267 і одного матроса зі судна «Вєха»), розподіливши їх на чотири групи. В першу зарахували тих, хто належав до революційної організації і свідомо почав повстання з метою повалення існуючого ладу (серед них — О. М. Заулошнов, Ф. П. Луцаєв, Т. Г. Мартьянов); у другу — тих, хто добровільно або під загрозою насильства приєднався до першої, але не поділяв всіх її політичних переконань (у тому числі С. Я. Гузь, І. П. Задорожний, Ф. Я. Кашугін); в третю — тих, хто допомагав повстанцям під погрозою насильства (такі, як Д. П. Алексєєв, О. С. Галенко, П. В. Мурзак і кілька матросів); у четверту — тих, хто не брав участі в повстанні, але і не надав йому активної протидії і перебував на кораблі, маючи можливість втечі і здачі владі.
Суд над потьомкінцями розпочався 17 лютого 1906 р. після поразки листопадового повстання в Севастополі. Трьох потьомкінців: Олександра Миколайовича Заулошнова, 22 років, Федора Пантелеймоновича Луцаєва, 28 років, і Тихона Григоровича Мартьянова, 23 років, — засудили до страти, але на підставі царського указу від 21 жовтня 1905 року про пом'якшення покарань за політичні злочини, вчинені до видання маніфесту 17 жовтня 1905 року, кара була замінена 15-річною каторгою. Матроси Сергій Якович Гузь, 28 років, Іван Павлович Задорожний, 23 років, і Феодосій Якович Кашугін, 27 років, також були засуджені до каторги: перший — на десять, другий — на три з половиною роки, третій — на шість років. Решту віддали в арештантські роти і піддали іншим покаранням. Прапорщика Д. П. Алексєєва, лікаря О. С. Галенка і підпоручика П. В. Калюжного звільнили зі служби. 23 лютого 1906 р. Головний командир Чорноморського флоту віце-адмірал Г. П. Чухнін, який ще не одужав після невдалого замаху на нього есерів, своїм наказом № 293 затвердив вирок. Треба додати, що за п'ять місяців потому, віце-адмірала, як прихильника самих жорстких заходів придушення повстання, було вбито на власній дачі.

## Подальша доля повсталих

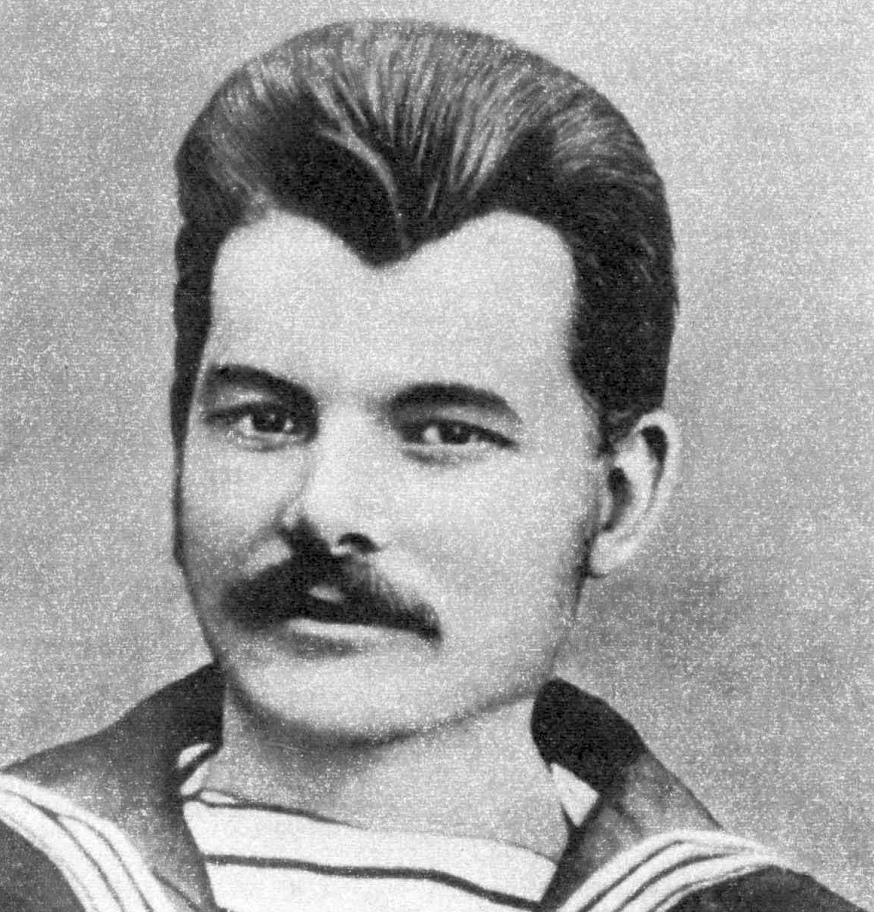
Учень машиніста броненосця «Князь-Потьомкін-Таврійський» Заулошнов Олександр Миколайович

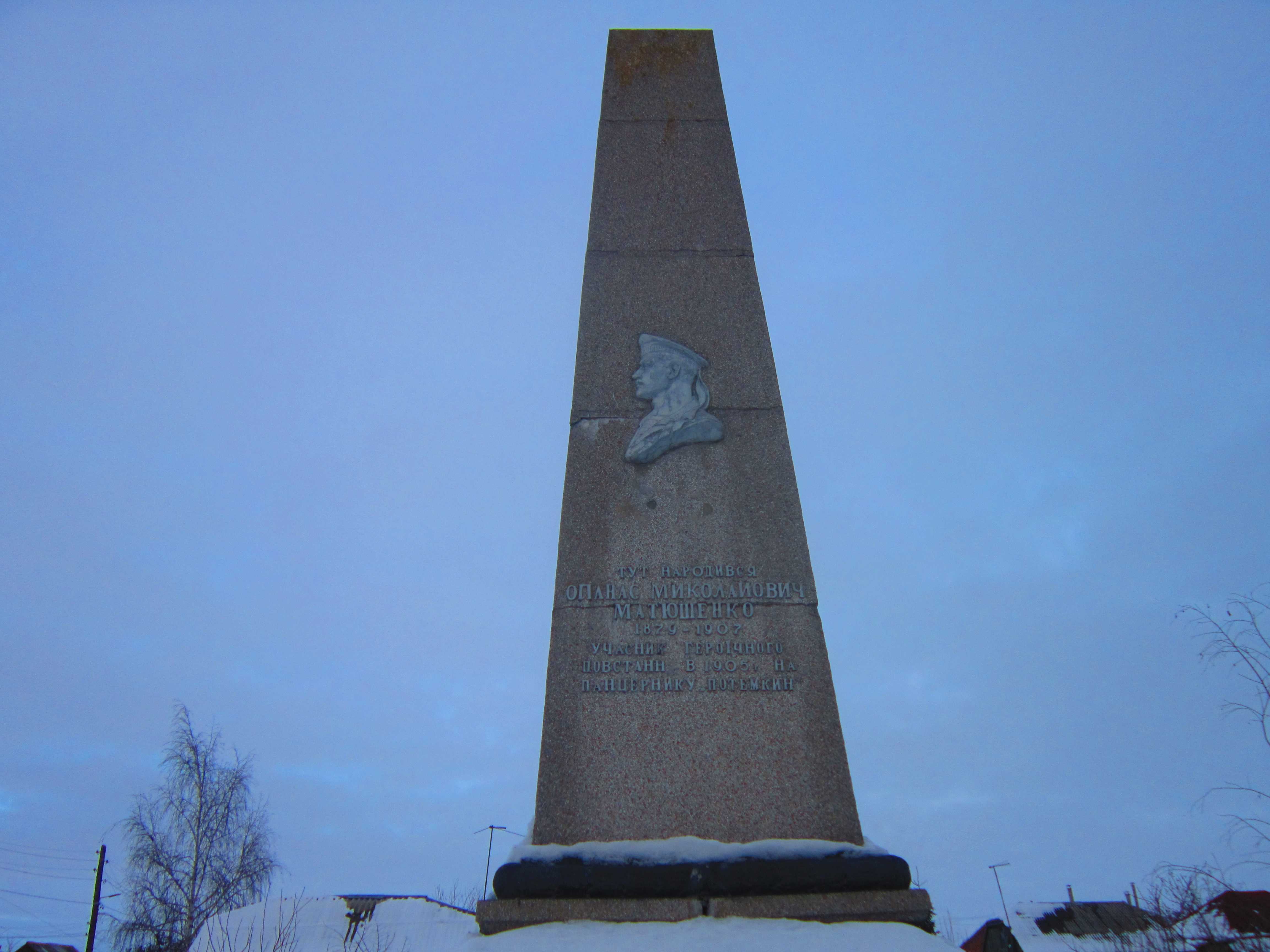
Пам'ятник П. М. Матюшенку в Дергачах

Судове переслідування матросів «Потьомкіна» не обмежилось одним процесом. В період з 1906 по 1917 роки відбулося ще понад 40 судів у справі про повстання. Але від слідства та суду 1905 року вони всі відрізнялися одним: як такого окремих розслідувань та суду не було. Ніяких розслідувань особистої вини того чи іншого матроса не проводилося, питань нікому не ставилося, давати пояснення підсудним не дозволялося… Весь обвинувачувальний матеріал та вироки  ґрунтувалися на матеріалах слідства першого процесу 1905 року.
В травні 1906 року, засудженого до трьох з половиною років каторги комендора І. П. Задорожного, відправили до Сибіру, в Олександрівську центральну каторжну тюрму, або Олександрівський централ в Іркутській губернії. По дорозі йому, разом з боцманматом з крейсера «Очаков» І. Є. Уланським, вдалося здійснити вдалу втечу. Згодом він перебрався до Румунії.
Влітку 1907 року наступну партію засуджених до каторжних робіт «потьомкінців» етапували за маршрутом Севастополь — Самара — Єкатеринбург — Іркутськ — Олександрівський централ в Іркутській губернії. В Самарі до них приєднали засуджених учасників повстання на крейсері «Очаков». Група каторжників з семи осіб, яку складали моряки з «Потьомкіна» і «Очакова», під час руху потяга перепиляли ґрати тюремного вагона і намагалася втекти на перегоні недалеко від  станції Юшала. Але охорона помітила втікачів, зупинила потяг і легко їх наздогнала, оскільки всі засуджені були заковані в кайдани, від яких не змогли звільнитися. За спробу втечі всі каторжники були застрелені на місці. Тіла всіх сімох були повернуті на станцію Комишлов. Там, після швидкого розгляду і зняття казенних кайданів, шістьох вбитих поховали на міському кладовищі недалеко від станції, а одного — віддали для поховання місцевій єврейській громаді. Невдовзі на братський могилі матросів коштом тюремного відомства був поставлений чорний дерев'яний хрест, але згодом місцева влада його зняла, бо там весь час з'являлися прокламації і влаштовувалися сходки місцевими революціонерами…  За радянські часи, кладовище, на території якого розташувався завод «Уралізолятор», було знищене, але могила «потьомкінців» і «очаківців» збереглася. У 1951 році  зусиллями місцевих ентузіастів — директора заводу В. І. Шевченка і працівника міськради В. Зав'ялова — на братській могилі був споруджений пам'ятник — цегляна піраміда в оточенні залізних ланцюгів.
Учень машиніста О. М. Заулошнов, якому повішення замінили 15-річною каторгою, був звільнений повсталими під час листопадового Севастопольського повстання 1905 року, взяв в ньому участь, знову був заарештований і вдруге відданий під суд. Через туберкульоз легенів утримувався в Севастопольському військово-морському шпиталі, з якого втік влітку 1906 року. Схоплений восени того ж року. Через хворобу на каторгу відправлений не був, а утримувався, закутий в кайдани, у самітній камері спочатку московської, а з 1909 року — саратовської в'язниці, де і помер 9 березня 1910 року. Тіло віддали батькам для поховання.
Судові процеси над потьомкінцями тривали до весни 1917 року. Всього за цей час до суду було притягнуто 184 людини. 12 матросів були засуджені на різні терміни каторжних робіт, 160 осіб — на виправно-арештантські роти, 11 — виправдано. І лише до одного з них — П. М. Матюшенка — була застосована смертна кара. Бо саме він, завдяки своїй рішучості, сміливості і безкомпромісності, став в ході повстання фактично його керівником.
На початку липня 1907 року, коли П. М. Матюшенко потрапив до рук російської влади, напруження революційної боротьби в імперії пішло на спад і влада могла дозволити собі в окремих випадках просто нехтувати положенням царського указу від 21 жовтня 1905 року, що виходив з Маніфесту від 17 жовтня 1905 року, і в якому говорилося про амністію за політичні злочини та скасування  смертних вироків, в тому числі і за участь в повстанні на «Потьомкіну». Тому, за рішенням суду, що було узгоджене з наказом виконуючого справи командувача Чорноморським флотом контр-адмірала Р. М. Вірена, царський маніфест про заміну смертної кари каторгою до П. М. Матюшенка застосований не був.
В матеріалах слідства було підкреслено, що П. М. Матюшенко — «ватажок і призвідник»  повстання. Що він був участником неодноразових зібрань матросів під Севастополем, брав участь у підготовці загального повстання на флоті. За зізнанням самого підсудного П. М. Матюшенка, повстання мало розпочатися в морі, а потім кораблі повинні були слідувати в Севастополь для захоплення головної бази флоту. Що квартирмейстер П. М. Матюшенко в день повстання закликав до одностайної відмови команди від обіду та захоплення зброї. Брав участь у вбивстві старшого офіцера І. І. Гіляровського, командира панцерника Є. М. Голикова, лейтенанта В. К. Тона. Командував арештом інших офіцерів і кондукторів. Після захоплення корабля виступив перед матросами з закликом продовження боротьби. Один з засновників суднової комісії. Брав участь у всіх найбільш важливих акціях повсталих. Роззброїв жандармів, що намагалися потрапити на панцерник в Одесі. В той же день очолив операцію з захвату судна «Вєха», заарештував його офіцерів. Організовував похорони Г. М. Вакуленчука, закликав тоді до покарання Одеси негайним її обстрілом з гармат панцерника. Організував переобладнання «Вєхи» в плавучий шпиталь в очікуванні бою. Під час «німого бою» з ескадрою з бойової рубки керував ходом корабля, розподіляв по цілям зброю броненосця. Арештовував  офіцерів панцерника «Георгій Побідоносець». Разом з іншими членами суднової комісії брав участь в переговорах з румунською владою у Констанці. Взяв участь у невдалій спробі захвату барж з вугіллям у Феодосії. Після цієї невдачі закликав не повертатися в Румунію, а йти на Кавказ, там підірвати панцерник і перенести повстання на суходіл. Брав участь у повторних  переговорах в Констанці про умови еміграції команди. Дав вказівку розподілити суднову касу поміж матросів. Виступив з прощальним словом перед командою… Зрозуміло тому, що взяти П. М. Матюшенка — було важливою задачею для російської влади і він весь час був під пильною увагою Департаменту поліції як під час повстання, так і в еміграції.
В перші дні еміграції П. М. Матюшенко знайшов притулок в Бухаресті в будинку відомого румунського соціаліста і громадського діяча З. Арборе-Раллі. В липні 1905 року разом з поручиком О. М. Коваленком та меншовиком А. П. Березовським виїхав до Швейцарії. Там вони зустрічалися з Г. В. Плехановим, який виявив до них велику цікавість.
Повернувся до Румунії восени 1905 року, жив в Бухаресті, Кимпіні, Констанці. У румунській столиці працював на заводі і в залізничних майстернях. Для збереження єдності емігрантів та їх взаємодопомоги разом з іншими організовував матроські комітети і комуни в різних містах Румунії, де оселилися потьомкінці. Сам був членом «Об'єднаного матроського комітету» в Бухаресті. У зв'язку з активною діяльністю одного з таких комітетів в Галаці, який ухвалив рішення вбити Головного командира Чорноморського флоту адмірала Г. П. Чухніна, останній, якому про це стало відомо від агентів, зажадав від Департаменту поліції «фізичного знищення  керівника комітету Матюшенка». Низка відомих листівок, таких як «Відозва до всього офіцерського корпусу, до війська і флоту», «До всіх робочих і солдат», «Звернення до гнобителів народу» була авторства П. М. Матюшенка. Листівка з текстом «Відозви до офіцерів…» і лубочними картинками була ним зухвало надіслана в лютому 1906 року ад'ютанту «свого» З6-го флотського екіпажу в Севастополь.

В Румунії знаходився під постійним стеженням агентів Департаменту поліції. Стеженням за пересуванням П. М. Матюшенка в Румунії і в інших країнах опікувався сам завідувач російською агентурою в Західній Європі. Тому П. М. Матюшенко перейшов на нелегальне становище, використовуючи болгарський паспорт на ім'я Іллі Петрова. Але, попри це, в березні 1907 року був заарештований в Констанці за пропаганду серед матросів і спеціальною постановою Кабінету міністрів Румунії висланий з країни. З березня по червень 1906 року перебував в Швейцарії, з червня 1906 року по березень 1907 року — в США, з березня по червень 1907 року — в Парижі. В Швейцарії, в період знайомства з відомим організатором протестного робітничого руху священиком Г. А. Гапоном, планував похід збройного загону потьомкінців в Росію, але не був підтриманий в своїх планах матросами. В еміграції зустрічався з лідером більшовиків В. І. Леніним, письменником О. М. Горьким, видатним діячем меншовицької «Іскри» Х. Г. Раковським, марксистом В. О. Поссе, есером Б. В. Савінковим. Всі ці яскраві представники своїх політичних рухів захоплено або схвально відгукувалися про зустрічі, наполегливо намагалися перетягнути П. М. Матюшенка на свій бік, зробити своїм прихильником та послідовником. Але той болісно шукав свій власний шлях в революції. В одному з листів до згаданого вище З. Арборе-Раллі він писав з цього приводу, що йому незрозумілі партійні суперечки в середовищі політемігрантів, що він від них втомився і відчуває себе самотнім. 
«Там партії чубляться, чия справа на „Потьомкіні“, а тут люди сидять без роботи і без хліба і нікому підсобити. Дивно! Що зроблено, те потрібно, а хто зробив, ті не потрібні…» 
В іншому листі, що був опублікований в № 72 есерівського друкованого видання «Революційна Росія», він заявив: 
«Я не визнаю ніяких партій, для мене гарні всі, хто б'є цей уряд, і хто його сильніше б'є, той для мене ліпший!» 
28 червня 1907 року П. М. Матюшенко прибув на пароплаві з Румунії до Одеси під ім'ям селянина Полтавської губернії І. О. Федоренка і зупинився на конспіративній квартирі, за якою вже було встановлено спостереження поліції. Звідти він був простежений до Миколаєва і там 3 липня 1907 року заарештований за підозрою в причетності до одеської групи анархістів-синдикалістів. Під цим прізвищем його і тримали в одеській в'язниці, де П. М. Матюшенко був несподівано впізнаний одним з філерів. Для його повторного впізнання до Одеси в серпні 1907 року були викликані мічман Б. В. Вахтін і кілька кондукторів з «Потьомкіна». 11 жовтня під посиленою охороною заарештований був доправлений з Одеси до Севастополя на міноносці «Жаркій», що був спеціально для цього виділений. Утримувався в Севастопольській в'язниці під особливою охороною, його одиночна камера розташовувалася поруч з приміщенням варти. 17 жовтня «за сукупністю злочинних дій» П. М. Матюшенко був засуджений судом до смертної кари через повішення. Страчував його відомий на той час кат О. І. Жекмакі в ніч з 19 на 20 жовтня 1907 року. В останні хвилини життя П. М. Матюшенко тримався спокійно і мужньо. Стрімко підійшов до шибениці. Останніми його словами були: «Вішайте, боягузи! Настане і ваша черга!» Ці подробиці наведені в листі матроса Ю. Р. Бредіхіна до З. Арборе-Раллі, а також у спогадах В. О. Поссе.
Більшість потьомкінців жили в еміграції в Румунії. Окремі групи матросів подалися до Швейцарії, Аргентини й Канади. Матрос Іван Бешов після півтора десятка років поневірянь в різних країнах опинився в Ірландії, де зміг відкрити власну невелику їдальню, з якої згодом виросла ціла мережа їдалень Beshoffs, що є популярною і нині.
Добровільно з еміграції до Лютневої революції в Росію повернулося 138 матросів. Всього ж з початкового екіпажу «Потьомкіна», включаючи тих, хто відмовився емігрувати і повернувся до Севастополя з Констанци на борту броненосця, в Росію повернулося 245 осіб (31 % команди). Інша частина команди залишалася в еміграції. Більшість із емігрантів повернулося на Росію вже після революції, яка звільнила матросів-бунтівників від судової відповідальності, яка загрожувала їм.
У 1955 році всі живі учасники повстання були нагороджені орденами Червоної Зірки, а двоє — орденами Червоного Прапора.

## Пам'ять про повстання

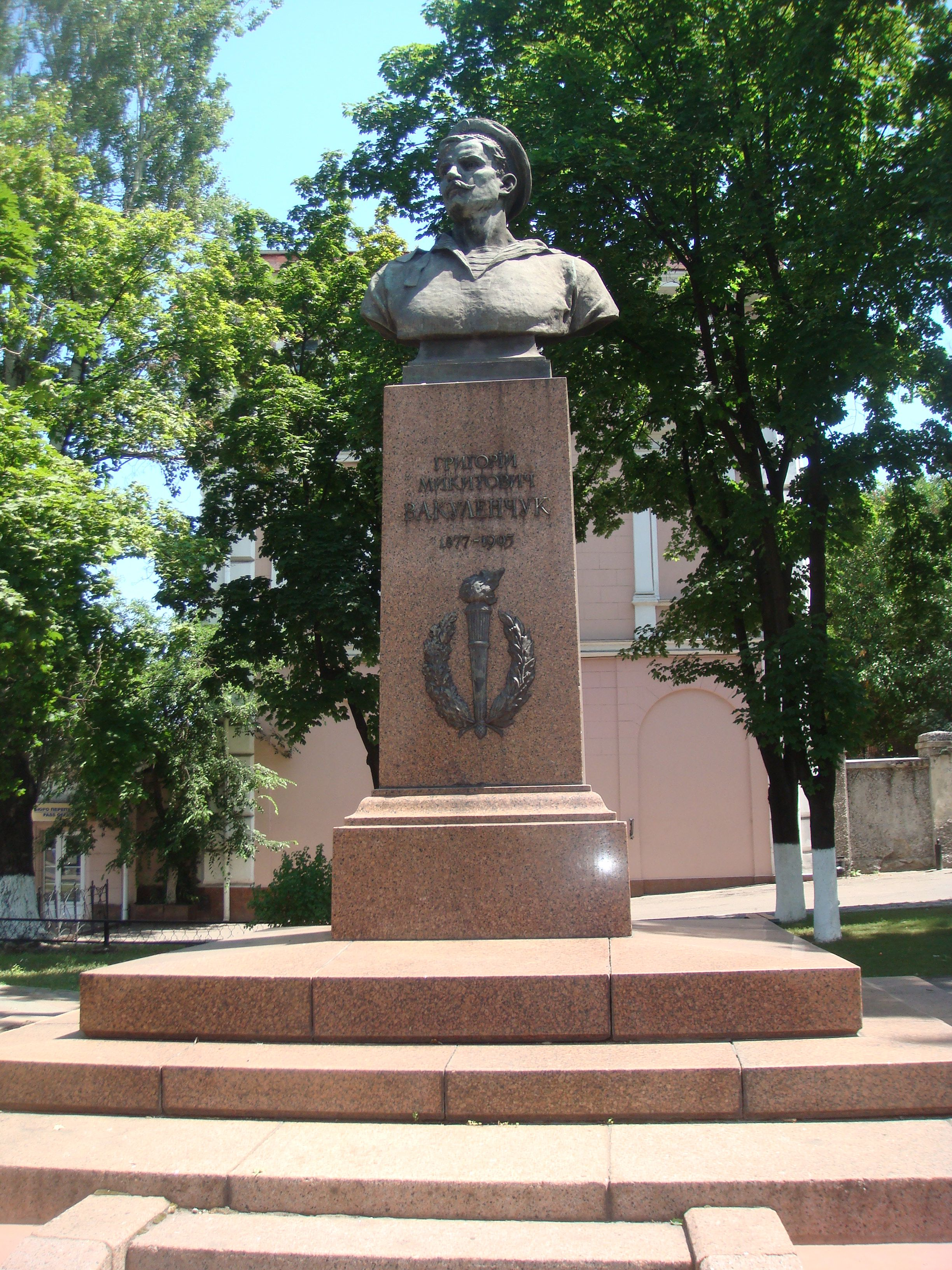
Унтер-офіцер Григорій Вакуленчук

- Частина фок-щогли броненосця «Потьомкін» в музеї Чорноморського флоту в Севастополі. У 1924 році фок-щогла була встановлена заднім знаком створу на острові Первомайський. У 1957 році вона була знята і розрізана на частини, які, як реліквії зберігалися в ряді музеїв колишнього СРСРУ монументах:

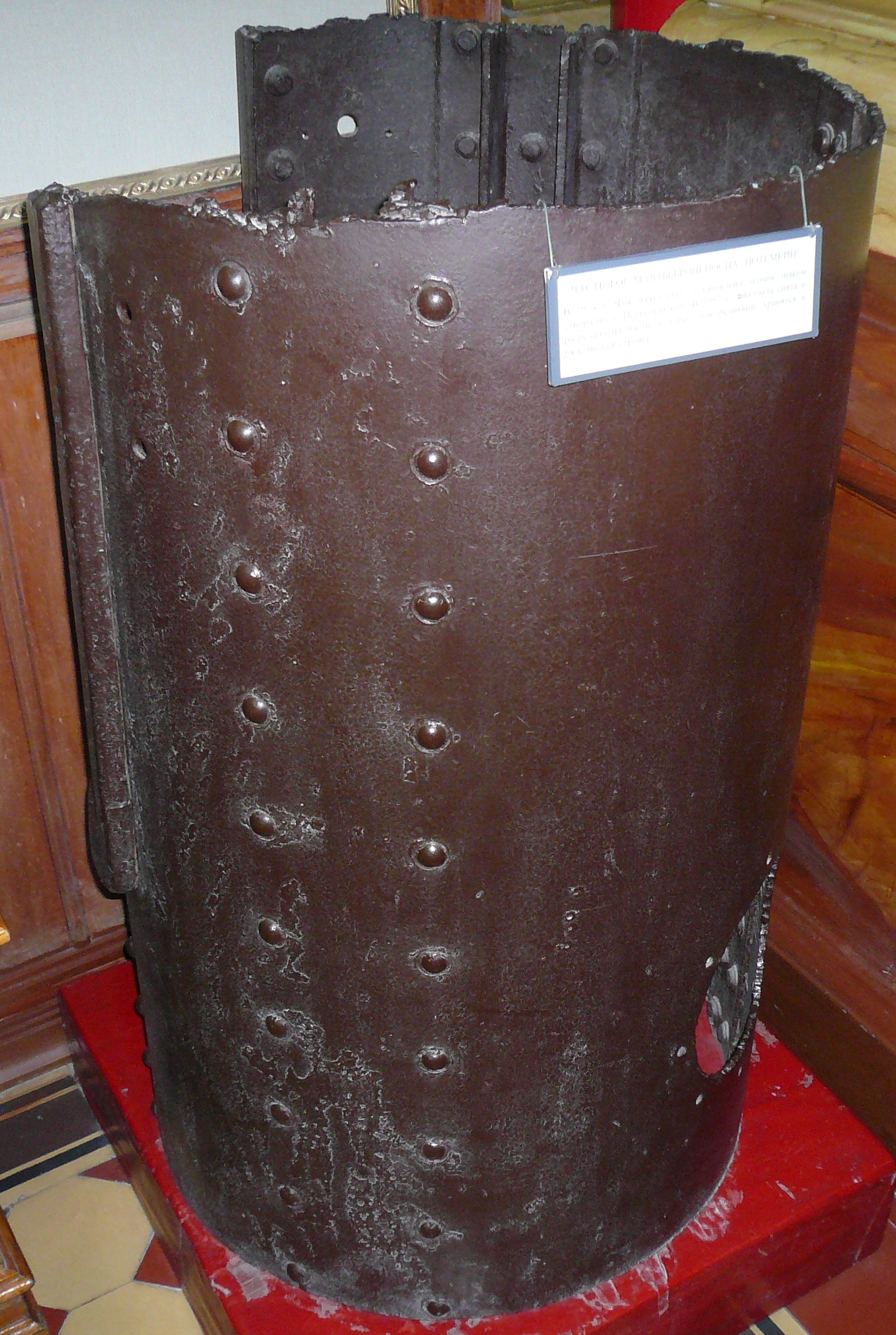
Частина фок-щогли броненосця «Потьомкін» в музеї Чорноморського флоту в Севастополі. У 1924 році фок-щогла була встановлена заднім знаком створу на острові Первомайський. У 1957 році вона була знята і розрізана на частини, які, як реліквії зберігалися в ряді музеїв колишнього СРСР

  - Пам'ятник повстанцям в місті Одеса, розташований на Митній площі біля головних воріт порту;
  - Пам'ятник організатору повстання унтер-офіцерові Григорію Микитовичу Вакуленчуку, розташований на Митній площі біля головних воріт Одеського порту.
  - Пам'ятник одному з керівників повстання на панцернику «Потьомкін» мінно-машинному квартирмейстеру І статті Панасу Миколайовичу Матюшенку в м. Дергачі Харківської обл. Споруджений в 1956 році на місці хати, в якій народився П. М. Матюшенко. В цій хаті в 1923 році за клопотанням місцевої влади був створений музей. В 1953 році будівля музею знищена пожежею.
- У Камишлові поблизу заводу «Уралізолятор» стоїть пам'ятник розстріляним матросам броненосця, які намагалися втекти під час етапування.

## У культурі
У Радянському Союзі повстанню були присвячені десятки книг, видані мемуари учасників повстання, історичні документи, що були надруковані сотні публіцистичних статей, опера, два балети, драматичний спектакль.
- Потьомкінське повстання очима стороннього спостерігача описано Євгеном Замятіним (який був мимовільним свідком цих подій) в оповіданні «Три дні» (1913).
- У 1923 році у видавництві «Красная новь» вийшла окремим виданням драматична поема «Броненосець „Потьомкін“» Георгія Шенгелі.
- Повстання стало сюжетом знаменитого кінофільму режисера С. М. Ейзенштейна (1925).
- Про повстання згадує у своїх Щоденниках (1901—1929) К. І. Чуковський, який побував на борту броненосця, коли той перебував в Одесі, і особисто спостерігав заворушення, що відбувалися в ті дні в Одесі.
- Повстання на броненосці відображено в європейській культурі, зокрема в музично-пісенному жанрі[88].